# Bunuri mobile din domeniul numismatică clasate în patrimoniul cultural național al României aflate în județul Galați
Acestă listă conține bunurile mobile din domeniul numismatică clasate în Patrimoniul cultural național al României aflate la momentul clasării în județul Galați.

## Tezaur
| Foto | Informații generale   | Detalii tehnice | Descriere | Deținător                 | Legături |
| ---- | --------------------- | --- | --- | ------------------------- | -------- |
|      | Denar                 | Datare: c. 127 a. Chr. Material: argint                                                                             | Descriere avers: Roma, cap cu coif spre dreapta. Marcă și lituus în câmp stânga. Descriere revers: Scenă de luptă între doi călăreți. Legendă revers: C•SERVEIL | Muzeul de Istorie, Galați | Cimec    |
|      | Denar                 | Datare: 42 a. Chr Descoperit: jud. Galați, com. POIANA, POIANA Material: argint                                     | Descriere avers: Bustul Concordiei spre dreapta, în spate "CONCORDIA" Descriere revers: Altarul zeiței Venus Cloacina. Inscripția "C[LOA]CIN" pe o platformă Legendă revers: C[LOA]CIN | Muzeul de Istorie, Galați | Cimec    |
|      | Denar                 | Datare: 46 a. Chr Descoperit: jud. Galați, com. POIANA, POIANA Material: argint                                     | Descriere avers: Capul lui Apollo spre dreapta. În spate, la stânga "A" Descriere revers: Scaun curul în centru, deasupra "C CONSIDI", iar dedesubt "PAETI". Legendă revers: C CONSIDI - PAETI | Muzeul de Istorie, Galați | Cimec    |
|      | Denar                 | Datare: februarie-martie 44 a. Chr Descoperit: jud. Galați, com. POIANA, POIANA Material: argint                    | Descriere avers: Iulius Caesar cu văl, laureat, spre dreapta. Descriere revers: Venus în picioare, spre stânga, ținând în mâna dreaptă Victoria, iar mâna stângă sprijinită de un scut deasupra unui glob. Legendă revers: [C] MARIDIANUS | Muzeul de Istorie, Galați | Cimec    |
|      | Denar                 | Datare: 49 a. Chr. Descoperit: jud. Galați, com. POIANA, POIANA Material: argint                                    | Descriere avers: Salus, cap laureat spre dreapta. Descriere revers: Salus stând în picioare spre stânga, ținând un șarpe în mâna dreaptă și cu stânga sprijinindu-se de o coloană. Legendă revers: MN ACILIVS - III VIR VALE[TV] | Muzeul de Istorie, Galați | Cimec    |
|      | Denar                 | Datare: 56 a. Chr. Descoperit: jud. Galați, com. POIANA, POIANA Material: argint                                    | Descriere avers: Capul diademat a lui Ancus Marcius spre dreapta. În spate lithus. Descriere revers: Statuie de călăreț pe un apeduct. Floare aflată la picioarele calului. Legendă revers: [A]QVA M[AR] - PHILLIPPVS | Muzeul de Istorie, Galați | Cimec    |
|      | Denar de tip serratus | Datare: 64 a. Chr. Descoperit: jud. Galați, com. POIANA, POIANA Material: argint                                    | Descriere avers: Capul lui Iuno Sospita, cu o cască din piele de capră. În spate simbol: o șopârlă. Descriere revers: Femeie stând în picioare spre dreapta, hrănind un șarpe. Simbol în cîmp stânga. Descriere exergă: FABAT[I] | Muzeul de Istorie, Galați | Cimec    |
|      | Denar                 | Datare: 43 -42 a. Chr. Descoperit: jud. Galați, com. POIANA, POIANA Material: argint                                | Descriere avers: Libertas cu văl spre dreapta. Descriere revers: Ulcior și lituus în centru. Legendă revers: LE[N]TVLU[S] SPIN[T] | Muzeul de Istorie, Galați | Cimec    |
|      | Denar                 | Datare: 62 a. Chr. Descoperit: jud. Galați, com. POIANA, POIANA Material: argint                                    | Descriere avers: Bustul Concordiei drapată și diademată, spre dreapta. Descriere revers: L Aemilius Paulus stând în picioare lângă un trofeu. În stânga regele Perseus al Macedoniei și cei doi fii ai săi captivi. Descriere exergă: PAVLLVS Legendă revers: TER - PAVLLVS | Muzeul de Istorie, Galați | Cimec    |
|      | Denar                 | Datare: 63 a. Chr. Descoperit: jud. Galați, com. POIANA, POIANA Material: argint                                    | Descriere avers: Vesta, bust, cu văl, spre dreapta. Simbol în câmp dreapta Descriere revers: Personaj masculin, în picioare spre stânga, punând în cistă o tabletă. Legendă revers: LONGIN III V | Muzeul de Istorie, Galați | Cimec    |
|      | Denar                 | Datare: 63 a. Chr. Descoperit: jud. Galați, com. POIANA, POIANA Material: argint                                    | Descriere avers: Vesta, bust, cu văl, spre dreapta. Simbol în câmp dreapta Descriere revers: Personaj masculin, în picioare spre stânga, punând în cistă o tabletă. Legendă revers: LONGIN III V | Muzeul de Istorie, Galați | Cimec    |
|      | Denar                 | Datare: 56 a. Chr. Descoperit: jud. Galați, com. POIANA, POIANA Material: argint                                    | Descriere avers: Bustul lui Hercules cu piele de leu pe umeri, spre dreapta Descriere revers: Diana în bigă spre dreapta, cu semilună deasupra capului, două stele deasupra cailor, una sub cai. Legendă revers: FAVSTVS | Muzeul de Istorie, Galați | Cimec    |
|      | Denar                 | Datare: 68 a. Chr. Descoperit: jud. Galați, com. POIANA, POIANA Material: argint                                    | Descriere avers: Bustul diademat și drapat al Dianei, spre dreapta. Pe umăr arcul și tolba cu săgeți. Descriere revers: Porc mistreț urmărit de un câine Descriere exergă: [C H]OSIDI [CF] Legendă revers: [C H]OSIDI [CF] | Muzeul de Istorie, Galați | Cimec    |
|      | Denar                 | Datare: 116 sau 115 a. Chr. Descoperit: jud. Galați, com. POIANA, POIANA Material: argint                           | Descriere avers: Capul Romei cu cască spre dreapta, având în spate legenda și simbol (stea cu șase raze) Descriere revers: Călăreț în galop spre stânga ținând sabie și un cap retezat. Q sub cal. Descriere exergă: SILVS Legendă revers: M SERGI SILVS | Muzeul de Istorie, Galați | Cimec    |
|      | Denar                 | Datare: 100 a. Chr. Descoperit: jud. Galați, com. POIANA, POIANA Material: argint                                   | Descriere avers: Minerva, bust spre stânga, purtând coif corintian crestat și aegis. Descriere revers: Victoria în bigă spre dreapta, ținând în mâna stângă o ramură de palmier. Sub cai marca P Descriere exergă: P SERVILI M [F] Legendă revers: P SERVILI M [F] | Muzeul de Istorie, Galați | Cimec    |
|      | Denar                 | Datare: 90 a. Chr. Descoperit: jud. Galați, com. POIANA, POIANA Material: argint                                    | Descriere avers: Apollo, cap laureat spre dreapta. Descriere revers: Minerva în qvadrigă, spre dreapta. Legendă revers: [C.] VIBIVS C. F | Muzeul de Istorie, Galați | Cimec    |
|      | Denar                 | Datare: 86 a. Chr. Descoperit: jud. Galați, com. POIANA, POIANA Material: argint                                    | Descriere avers: Apollo, cap laureat spre dreapta. Descriere revers: Jupiter in qvadriga spre dreapta. | Muzeul de Istorie, Galați | Cimec    |
|      | Denar - imitație      | Datare: 82 a. Chr. Descoperit: jud. Galați, com. POIANA, POIANA Material: argint                                    | Descriere avers: Roma cu cască spre dreapta. Descriere revers: Sulla în cvadrigă triumfală spre dreapta încoronat de o Victorie zburând. Legendă revers: ГSVLLI | Muzeul de Istorie, Galați | Cimec    |
|      | Denar                 | Datare: 134 a. Chr. Descoperit: jud. Galați, com. POIANA, POIANA Material: argint                                   | Descriere avers: Roma cu cască spre dreapta. În spate X. Descriere revers: Două personaje în togă, stând în picioare de o parte și de cealaltă a unei coloane spiralate. Legendă revers: TI MINVCI C F - RO-MA - [AVGVRINI] | Muzeul de Istorie, Galați | Cimec    |
|      | Denar                 | Datare: 137 a. Chr. Descoperit: jud. Galați, com. POIANA, POIANA Material: argint                                   | Descriere avers: Capul Romei spre stânga. Descriere revers: Apollo în cvadrigă spre dreapta. Descriere exergă: M BAEBI Q F Legendă revers: ROMA - M BAEBI Q F | Muzeul de Istorie, Galați | Cimec    |
|      | Denar                 | Datare: c. 150 a. Chr. Descoperit: jud. Galați, com. POIANA, POIANA Material: argint                                | Descriere avers: Roma, cap cu coif spre dreapta Descriere revers: Luna în bigă spre dreapta Legendă revers: FLAVS / ROMA | Muzeul de Istorie, Galați | Cimec    |
|      | Denar                 | Datare: 136 a. Chr. Descoperit: jud. Galați, com. POIANA, POIANA Material: argint                                   | Descriere avers: Roma cu cască spre dreapta. În spate o cunună, iar dedesubt X și "ROMA". Descriere revers: Dioscurii pe cai, galopând în direcții opuse. Descriere exergă: [C] SERV[EIL]I M F Legendă revers: [C] SERV[EIL]I M F | Muzeul de Istorie, Galați | Cimec    |
|      | Denar                 | Datare: 138 a. Chr. Descoperit: jud. Galați, com. POIANA, POIANA Material: argint                                   | Descriere avers: Roma cu cască spre dreapta. În spate X. Descriere revers: Dioscurii galopând spre dreapta. Descriere exergă: ROMA Legendă revers: P PAETVS | Muzeul de Istorie, Galați | Cimec    |
|      | Denar                 | Datare: 124 a. Chr. Descoperit: jud. Galați, com. POIANA, POIANA Material: argint                                   | Descriere avers: Roma cu cască spre dreapta. Descriere revers: Jupiter în cvadrigă spre dreapta. Descriere exergă: Q FABI Legendă revers: Q FABI | Muzeul de Istorie, Galați | Cimec    |
|      | Denar                 | Datare: a doua jumătate a secolului II a. Chr. Descoperit: jud. Galați, com. POIANA, POIANA Material: argint        | Descriere avers: Roma cu cască spre dreapta Descriere revers: Victoria în bigă spre dreapta. | Muzeul de Istorie, Galați | Cimec    |
|      | Denar (41 roma stg ?) | Datare: 137 a. Chr. Descoperit: jud. Galați, com. POIANA, POIANA Material: argint                                   | Descriere avers: Capul Romei, cu cască, spre stânga Descriere revers: Apollo în qvadrigă, spre dreapta. Legendă revers: [M BA]EBI Q F / ROMA | Muzeul de Istorie, Galați | Cimec    |
|      | Denar                 | Datare: 120 a. Chr. Descoperit: jud. Galați, com. POIANA, POIANA Material: argint                                   | Descriere avers: Capul Romei, cu cască, spre dreapta Descriere revers: Victoria în qvadrigă spre dreapta Legendă revers: „[M] TVL[LI]” | Muzeul de Istorie, Galați | Cimec    |
|      | Denar                 | Datare: 128 a. Chr. Descoperit: jud. Galați, com. POIANA, POIANA Material: argint                                   | Descriere avers: Capul Romei, cu cască, spre dreapta, în spate cunună. Descriere revers: Victoria în bigă spre dreapta Legendă revers: [T ]CLOV[LI] | Muzeul de Istorie, Galați | Cimec    |
|      | Solidus (20 siliquae) | Datare: 629-ianuarie 632 Școală: Constantinopol Descoperit: jud. Tulcea, com. MAHMUDIA, MAHMUDIA Material: aur      | Descriere avers: Busturi drapate din față, cu stemma: Heraclius cu barbă lungă în stânga și Heraclius Constantin în dreapta (mai mic) Descriere revers: Cruce pe trei trepte Descriere exergă: OBXX Legendă revers: VICTORIA – AVGЧЄ | Muzeul de Istorie, Galați | Cimec    |
|      | Denar                 | Datare: 166-167 p.Chr. Descoperit: jud. Tulcea, com. MAHMUDIA, MAHMUDIA Material: argint                            | Descriere avers: Cap împărat spre dreapta și legenda "L VERVS AVG/ ARM PARTH MAX" Descriere revers: Aequitas în picioare spre stânga, ținând în mâna stângă cornul abundenței și în dreapta balanța. Legenda circulară "TRP VII IMP IIII COS III" Legendă revers: TRP VII IMP IIII COS III | Muzeul de Istorie, Galați | Cimec    |
|      | Denar                 | Datare: 79-80 p.Chr Descoperit: jud. Tulcea, com. MAHMUDIA, MAHMUDIA Material: argint                               | Descriere avers: Cap împărat laureat, spre dreapta și legenda "IMP TITVS CAES VESPASIAN AVG P M". Descriere revers: Coroană de lauri așezată pe o masă deasupra a două scaune curuale. Circular legenda "TRP IX IMP XV COS PONT MAX". Legendă revers: TRP IX IMP XV COS PONT MAX | Muzeul de Istorie, Galați | Cimec    |
|      | Denar                 | Datare: 97 p.Chr. Descoperit: jud. Tulcea, com. MAHMUDIA, MAHMUDIA Material: argint                                 | Descriere avers: Capul împăratului spre dreapta, circular legenda "IMP NERVA CAES AVG P M TR POT". Descriere revers: Central se află un ulcior, flancat de simpulun și lituus, iar semicircular legenda "COS III PATER PATRIE". Legendă revers: COS III PATER PATRIE | Muzeul de Istorie, Galați | Cimec    |
|      | Denar                 | Datare: 98-99 p.Chr. Descoperit: jud. Tulcea, com. MAHMUDIA, MAHMUDIA Material: argint                              | Descriere avers: Cap împărat spre dreapta și legenda "IMP CAES NERVA TRAIAN AVG GERM" Descriere revers: Pax, în picioare spre stânga, ținând în mâini cornul abundenței și o ramură de măslin. Circular, legenda "PONT MAX TR POT COS II". Legendă revers: PONT MAX TR POT COS II | Muzeul de Istorie, Galați | Cimec    |
|      | Denar                 | Datare: 209 p.Chr. Descoperit: jud. Tulcea, com. MAHMUDIA, MAHMUDIA Material: argint                                | Descriere avers: Cap împărat spre dreapta și legenda "ANTONINVS PIVS AVG" Descriere revers: Virtus în picioare spre stânga, cu mâna stângă se sprijină de cârma unei corăbii, în dreapta ține o suliță, iar laba piciorului pe capul unui prizonier. Circular, legenda "PONTIF TRP XII COS III" Legendă revers: PONTIF TRP XII COS III | Muzeul de Istorie, Galați | Cimec    |
|      | Denar                 | Datare: 202-210 p.Chr. Descoperit: jud. Tulcea, com. MAHMUDIA, MAHMUDIA Material: argint                            | Descriere avers: Cap laureat spre dreapta și legenda "SEVERVS PIVS AVG". Descriere revers: Roma spre stânga, stând pe tron, are alături un scut și ține o suliță în mâna dreaptă, iar în cea stânga o făclie. Circular legenda "RESTITUTOR VRBIS". Legendă revers: RESTITUTOR VRBIS | Muzeul de Istorie, Galați | Cimec    |
|      | Denar                 | Datare: postum 141 p.Chr. Descoperit: jud. Tulcea, com. MAHMUDIA, MAHMUDIA Material: argint                         | Descriere avers: Bust împărăteasă spre dreapta și legenda "DIVA FAUSTINA". Descriere revers: Roma în picioare spre stânga în mâna dreaptă glob și circular legenda "AETER - NITAS". Legendă revers: AETER - NITAS | Muzeul de Istorie, Galați | Cimec    |
|      | Denar                 | Datare: 117 sau 116 a. Chr. Descoperit: jud. Galați, com. POIANA, POIANA Material: argint                           | Descriere avers: Capul Romei, cu cască, spre dreapta. Descriere revers: Victorie în bigă, spre dreapta, ținând în mână o cunună. Descriere exergă: [Q ME]T CNF[L] Legendă revers: M CALI[D] | Muzeul de Istorie, Galați | Cimec    |
|      | Didrahmă dacică       | Datare: a doua jumătate a sec. II a. Chr. Descoperit: jud. Tulcea, com. MAHMUDIA, MAHMUDIA Material: argint         | Descriere avers: Cap uman din profil spre dreapta Descriere revers: Călăreț cu calul la pas spre stânga | Muzeul de Istorie, Galați | Cimec    |
|      | Denar                 | Datare: 96 p.Chr. Descoperit: jud. Galați, Bărboși, Platoul Tirighina Material: argint                              | Descriere avers: Cap împărat laureat, spre dreapta și legenda circulară "IMP NERVA CAES AVG P M TR P COS II P P" Descriere revers: Două mâini împreunate în fața unui stindard legionar pe o provă și legenda "CONCORDIA EXERCITVVM" Legendă revers: CONCORDIA EXERCITVVM | Muzeul de Istorie, Galați | Cimec    |
|      | Denar                 | Datare: 201 p.Chr. Descoperit: jud. Galați, Bărboși, Platoul Tirighina Material: argint                             | Descriere avers: Cap laureat spre dreapta și legenda "SEVERVS PIVS AVG". Descriere revers: Prizonieri șezând la baza unui trofeu și legenda "PART MAX P M TR P VIIII". Legendă revers: PART MAX P M TR P VIIII | Muzeul de Istorie, Galați | Cimec    |
|      | Denar                 | Datare: 14-37 p.Chr. Descoperit: jud. Galați, Bărboși, Platoul Tirighina Material: argint                           | Descriere avers: Cap împărat spre dreapta. Descriere revers: Livia șezând pe tron, spre dreapta, ținând în mâna dreaptă sulița, iar în stânga o ramură de măslin. Legendă revers: [PONTIF] MAXIM | Muzeul de Istorie, Galați | Cimec    |
|      | Denar                 | Datare: 69 p.Chr. Material: argint                                                                                  | Descriere avers: Bust împărat spre stânga. Descriere revers: Aequitas în picioare, spre stânga, ținând sceptru și balanța. Legendă revers: PONT MAX | Muzeul de Istorie, Galați | Cimec    |
|      | Denar                 | Datare: 103-112 p.Chr. Școală: Roma Material: argint                                                                | Descriere avers: Cap împărat, laureat, spre dreapta. Descriere revers: Pietas în picioare, cu văl, întoarsă spre stânga, lângă altar și ținănd sceptru și patera. PIET in exergă. Descriere exergă: PIET Legendă revers: COS V PP SPQR OPTIMO PRINC | Muzeul de Istorie, Galați | Cimec    |
|      | Denar                 | Datare: 65-66 p.Chr. Material: argint                                                                               | Descriere avers: Cap laureat spre dreapta și legenda "IMP NERO CAESAR AVGVSTVS" Descriere revers: Salus așezat, spre stânga, ținând patera și în exergă "SALVS" Legendă revers: SALVS | Muzeul de Istorie, Galați | Cimec    |
|      | Denar                 | Datare: 77-78 p.Chr. Material: argint                                                                               | Descriere avers: Cap laureat spre stânga și legenda "IMP CAESAR VESPASIANVS AVG". Descriere revers: Doi boi înjugați și în exergă "COS VIII". Legendă revers: COS VIII | Muzeul de Istorie, Galați | Cimec    |
|      | Denar                 | Datare: 71 p.Chr. Școală: Efes Material: argint                                                                     | Descriere avers: Cap împărat, laureat, spre dreapta și legenda "IMP CAESAR VESPAS AVG COS III TR P PP". Descriere revers: Ceres șezând pe un tron, spre stânga, ținând o cunună și cornul abundenței. Circular legenda "CONCORDIA AVG", iar în exergă [EPHE] Descriere exergă: EPHE Legendă revers: CONCORDIA | Muzeul de Istorie, Galați | Cimec    |
|      | Denar                 | Datare: 69-71 p.Chr. Material: argint                                                                               | Descriere avers: Cap împărat, laureat, spre dreapta și legenda "IMP CAESAR VESPASIANVS AVG" Descriere revers: Pax șezând spre stânga, ținând în mâini o ramură și un caduceu, de o parte și de alta, legenda "COS ITER TR POT" Legendă revers: COS ITER TR POT Laureate head right / Pax seated left, holding branch and caduceus. | Muzeul de Istorie, Galați | Cimec    |
|      | Denar                 | Datare: 80-81 p.Chr. Material: argint                                                                               | Descriere avers: Cap laureat spre dreapta Descriere revers: Scut susținut de doi capricorni, dedesubt un glob, iar pe scut [S C]. | Muzeul de Istorie, Galați | Cimec    |
|      | Denar                 | Datare: 77-78 p.Chr. Material: argint                                                                               | Descriere avers: Cap laureat spre dreapta și legenda "CAESAR VESPASIANVS AVG". Descriere revers: Modius cu șapte spice de grâu și în părți "IMP-XIX". Legendă revers: IMP - XIX | Muzeul de Istorie, Galați | Cimec    |
|      | Denar                 | Datare: 207 p.Chr. Material: argint                                                                                 | Descriere avers: Cap laureat spre dreapta și legenda "SEVERVS PIVS AVG". Descriere revers: Împăratul în picioare, spre stânga, cu patera peste altar și legenda "VOTA SVSCEPTA XX". Legendă revers: VOTA SVSCEPTA XX | Muzeul de Istorie, Galați | Cimec    |
|      | Denar                 | Datare: 119-122 p.Chr. Material: argint                                                                             | Descriere avers: Bust laureat spre dreapta și legenda "IMP CAESAR TRAIAN HADRIANVS AVG" Descriere revers: Pietas în picioare spre dreapta, cu ambele mâini ridicate și legenda "P M TR P COS III". În părți "VOT-PVB". Legendă revers: P M TR P COS III / VOT-PVB | Muzeul de Istorie, Galați | Cimec    |
|      | Denar                 | Datare: 202 p.Chr. Material: argint                                                                                 | Descriere avers: Cap laureat spre dreapta și legenda "SEVERVS PIVS AVG". Descriere revers: Prizonieri șezând la baza unui trofeu și legenda "PART MAX P M TR P X COS III P P". Legendă revers: PART MAX P M TR P X COS III P P | Muzeul de Istorie, Galați | Cimec    |
|      | Denar                 | Datare: 90-91 p.Chr. Material: argint                                                                               | Descriere avers: Cap împărat spre dreapta și legenda "IMP CAES DOMITIAN AVG GERM PM TR P X". Descriere revers: Minerva stând în picioare, spre dreapta, pe un capitel, având la picioare o bufniță și legenda "IMP XXI COS XV CENS PPP". Legendă revers: IMP XXI COS XV CENS PPP | Muzeul de Istorie, Galați | Cimec    |
|      | Denar                 | Datare: 156-157 p.Chr. Material: argint                                                                             | Descriere avers: Cap împărat spre dreapta. Descriere revers: Felicitas în picioare spre stânga, ținând caduceul și un sceptru. Circular legenda "TR POT XI COS II" Legendă revers: TR POT XI COS II | Muzeul de Istorie, Galați | Cimec    |
|      | Denar                 | Datare: 147-161 p.Chr. Material: argint                                                                             | Descriere avers: Bust drapat spre dreapta și legenda "DIVA FAVSTINA" Descriere revers: Vesta cu voal, șezând spre stânga, ținând patera și o suliță. Legenda "AVGV - STA" Legendă revers: AVGV - STA | Muzeul de Istorie, Galați | Cimec    |
|      | Denar                 | Datare: 98 - 99 p.Chr. Școală: Roma Material: argint                                                                | Descriere avers: Cap laureat spre dreapta și legenda "IMP CAES NERVA TRAIAN AVG GERM" Descriere revers: Pax în picioare spre stânga, ținând o ramură și cornul abundenței. Circular legenda "P M T R P COS II PP". Legendă revers: P M T R P COS II PP | Muzeul de Istorie, Galați | Cimec    |
|      | Denar                 | Datare: 88-89 p.Chr. Școală: Roma Material: argint                                                                  | Descriere avers: Cap împărat spre dreapta și legenda "IMP CAES DOMI[TIAN AVG GERM PM] TR P VIII" Descriere revers: Minerva stând în picioare, spre dreapta și legenda "IMP XXI COS XIIII CENS PPP". Legendă revers: IMP XXI COS XIIII CENS PPP | Muzeul de Istorie, Galați | Cimec    |
|      | Denar                 | Datare: 131 a.Chr. Material: argint                                                                                 | Descriere avers: Roma cu cască spre dreapta, în spate apex, iar sub barbă semnul "X". Descriere revers: Marte în quadrigă spre dreapta. Dedesubt "L. POST [A B]", iar în exergă [ROMA]. Descriere exergă: [ROMA] Legendă revers: L. POST [A B] / [ROMA] | Muzeul de Istorie, Galați | Cimec    |
|      | Denar                 | Datare: 85 a.Chr. Material: argint                                                                                  | Descriere avers: Capul laureat a lui Apollo Vejovis spre dreapta. În spate "M FONTEI CF", dedesubt un fulger, sub bărbie monograma "Roma" și totul într-un cerc perlat. Descriere revers: O cunună de lauri încadrează pe Genius copil, înaripat, călărind pe un țap, având deasupra căciulile Dioscurilor și dedesubt un caduceu. | Muzeul de Istorie, Galați | Cimec    |
|      | Denar                 | Datare: 65-66 p. Chr. Școală: Roma Descoperit: jud. Galați, GALAȚI Material: argint                                 | Descriere avers: Cap împărat, laureat, spre dreapta și legenda "NERO CAESAR AVGVSTVS". Descriere revers: Salus, drapat, șezând spre stânga pe un tron, ține în mâna dreaptă o pateră. În exergă "SALVS". Descriere exergă: SALVS Legendă revers: SALVS | Muzeul de Istorie, Galați | Cimec    |
|      | Denar                 | Datare: 69-70 p.Chr. Descoperit: jud. Galați, GALAȚI, Platoul Tirighina Bărboși Material: argint                    | Descriere avers: Cap împărat spre dreapta și legenda "[IMP CAESAR] VESPASIANVS AVG" Descriere revers: Pax șezând spre stânga, ținând o ramură și un caduceu înaripat. Legendă revers: [COS I]TER- TR PO[T] | Muzeul de Istorie, Galați | Cimec    |
|      | Denar                 | Datare: 42 a. Chr Descoperit: jud. Galați, com. POIANA, POIANA Material: argint                                     | Descriere avers: Apollo, cap laureat și diademat, spre dreapta, având în spate o liră. Descriere revers: Diana în picioare, întoarsă pe jumătate spre dreapta, cu arcul și tolba peste umăr, cu torțe luminate în ambele mâini. În stânga M F, în dreapta P CLODIUS. Legendă revers: M F - P CLODIUS | Muzeul de Istorie, Galați | Cimec    |
|      | Denar                 | Datare: 47-46 a. Chr. Descoperit: jud. Galați, com. POIANA, POIANA Material: argint                                 | Descriere avers: Venus, cap diademat, spre dreapta. Descriere revers: Aeneas înaintând spre stânga, ținând palladium în mâna dreaptă și pe Anchises pe umărul stâng. Legendă revers: CAESAR | Muzeul de Istorie, Galați | Cimec    |
|      | Denar                 | Datare: 48 a. Chr. Descoperit: jud. Galați, com. POIANA, POIANA Material: argint                                    | Descriere avers: Capul zeiței Pietas. Descriere revers: Două mâini împreunate pe un caduceu. Legendă revers: ALBINUS - BRVTI F | Muzeul de Istorie, Galați | Cimec    |
|      | Denar                 | Datare: 46 a. Chr. Descoperit: jud. Galați, com. POIANA, POIANA Material: argint                                    | Descriere avers: Capetele tinere ale Dioscurilor, spre dreapta, unite și laureate, cu câte o stea. Descriere revers: Venus Verticordia în picioare, ținând în mână dreaptă balanța și în stânga un sceptru. Legendă revers: MN CORDIVS | Muzeul de Istorie, Galați | Cimec    |
|      | Denar                 | Datare: circa 46 a. Chr Descoperit: jud. Galați, com. POIANA, POIANA Material: argint                               | Descriere avers: Minerva cu cască și aegis spre dreapta. Descriere revers: Victoria în cvadriga spre dreapta, ținând cunună și ramură de palmier. Descriere exergă: C CONSIDI Legendă revers: C CONSIDI | Muzeul de Istorie, Galați | Cimec    |
|      | Denar                 | Datare: 58 a. Chr. Descoperit: jud. Galați, com. POIANA, POIANA Material: argint                                    | Descriere avers: Regele Aretas îngenuncheat lângă o cămilă. În dreapta "SC", dedesubt "[R]EXARETAS " Descriere revers: Jupiter în qvadrigă spre stânga, scorpion sub picioarele cailor. Legendă revers: [P] NVPSAE AED CVR / [C HVP]SAE COS [PREI]VER / CAPT | Muzeul de Istorie, Galați | Cimec    |
|      | Denar                 | Datare: 54 a. Chr. Descoperit: jud. Galați, com. POIANA, POIANA Material: argint                                    | Descriere avers: Capul lui L. Iunius Brutus spre dreapta. Descriere revers: Capul lui C Servilius Ahala spre dreapta. Legendă revers: AHALA | Muzeul de Istorie, Galați | Cimec    |
|      | Denar                 | Datare: 56 a. Chr. Descoperit: jud. Galați, com. POIANA, POIANA Material: argint                                    | Descriere avers: Capul lui Hercules acoperit cu piele de leu, spre dreapta . Descriere revers: Glob între patru cununi | Muzeul de Istorie, Galați | Cimec    |
|      | Denar                 | Datare: 77 a. Chr. Descoperit: jud. Galați, com. POIANA, POIANA Material: argint                                    | Descriere avers: Capul Romei cu cască spre dreapta. Descriere revers: Victorie în bigă spre dreapta. Legendă revers: [L]RVTIL[I] | Muzeul de Istorie, Galați | Cimec    |
|      | Denar                 | Datare: 56 a. Chr. Școală: Roma Descoperit: jud. Galați, com. POIANA, POIANA Material: argint                       | Descriere avers: Capul laureat a lui Apollo spre dreapta. În spate o stea. Descriere revers: Urania în picioare, spre stânga, ținând o baghetă deasupra unui glob așezat pe trepied. Legendă revers: Q. POMPONI - MUSA | Muzeul de Istorie, Galați | Cimec    |
|      | Denar de tip serratus | Datare: 82 a. Chr. Școală: Roma Descoperit: jud. Galați, com. POIANA, POIANA Material: argint                       | Descriere avers: Bustul lui Mercur, spre dreapta, având pe umăr caduceu. În câmp stânga marca M Descriere revers: Ulise în picioare spre dreapta, purtând pileus și îmbrăcat cu o haină scurtă, cu mâna dreaptă spre Argos, câinele său, iar în mâna stânga ținând un baston. Legendă revers: În față "LIMETAN", cu T și L în ligatură. În spate C MAMIL. | Muzeul de Istorie, Galați | Cimec    |
|      | Denar de tip serratus | Datare: 81 a. Chr. Descoperit: jud. Galați, com. POIANA, POIANA Material: argint                                    | Descriere avers: Capul Hispaniei cu văl, spre dreapta Descriere revers: Personaj cu togă, în picioare, spre stânga ridicând mâna dreaptă. În stânga vultur legionar iar dreapta fascii. Descriere exergă: POST A F Legendă revers: A ALBIN S N - POST A F | Muzeul de Istorie, Galați | Cimec    |
|      | Denar                 | Datare: 100 a. Chr. Descoperit: jud. Galați, com. POIANA, POIANA Material: argint                                   | Descriere avers: Minerva, bust spre stânga, purtând coif corintian crestat și aegis. Descriere revers: Victoria în bigă spre dreapta, ținând în mâna stângă o ramură de palmier. Sub cai marca P Descriere exergă: P SERVILI M [F] Legendă revers: P SERVILI M [F] | Muzeul de Istorie, Galați | Cimec    |
|      | Denar                 | Datare: 90 a. Chr. Descoperit: jud. Galați, com. POIANA, POIANA Material: argint                                    | Descriere avers: Capul laureat a lui Apollo, spre dreapta. Descriere revers: Minerva în qvadrigă, spre dreapta. Descriere exergă: [C. VI]BIVS C. F Legendă revers: [C. VI]BIVS C. F | Muzeul de Istorie, Galați | Cimec    |
|      | Denar                 | Datare: 82 a. Chr. Descoperit: jud. Galați, com. POIANA, POIANA Material: argint                                    | Descriere avers: Capul laureat a lui Apollo, spre dreapta. Marcă și sceptru în câmp stânga. Descriere revers: Cal în galop spre dreapta, cu un călăreț tinând o suliță. Descriere exergă: P. CREPVSI Legendă revers: P. CREPVSI | Muzeul de Istorie, Galați | Cimec    |
|      | Denar                 | Datare: 83 a. Chr. Descoperit: jud. Galați, com. POIANA, POIANA Material: argint                                    | Descriere avers: Capul diademat a zeiței Venus, spre dreapta. În spate numărul "CXXXXV", dedesubt "C NORBANVS". Descriere revers: Snop de grâu, fascii și caduceu. | Muzeul de Istorie, Galați | Cimec    |
|      | Denar                 | Datare: 105 a. Chr. Descoperit: jud. Galați, com. POIANA, POIANA Material: argint                                   | Descriere avers: Capul Iunonei Sospita, spre dreapta, în piele de capră. Descriere revers: Taur, spre dreapta, deasupra marcă de control Legendă revers: L THORIVS - BALBUS | Muzeul de Istorie, Galați | Cimec    |
|      | Denar                 | Datare: 102 a. Chr. Descoperit: jud. Galați, com. POIANA, POIANA Material: argint                                   | Descriere avers: Cybele, bust, cu văl, spre dreapta Descriere revers: Victorie în bigă, spre dreapta. Descriere exergă: C.FABI.C.F Legendă revers: C.FABI.C.F | Muzeul de Istorie, Galați | Cimec    |
|      | Denar                 | Datare: 109-108 a. Chr. Descoperit: jud. Galați, com. POIANA, POIANA Material: argint                               | Descriere avers: Roma cu cască spre dreapta. În câmp dreapta X Descriere revers: Victorie în bigă spre dreapta. Descriere exergă: CILO Legendă revers: L FLAMINI/CILO | Muzeul de Istorie, Galați | Cimec    |
|      | Denar                 | Datare: 119 a. Chr. Descoperit: jud. Galați, com. POIANA, POIANA Material: argint                                   | Descriere avers: Ianus, cap laureat Descriere revers: Roma în picioare, spre stânga, ține suliță și cunună. În stânga trofeu de arme galice Legendă revers: PHIL - ROMA | Muzeul de Istorie, Galați | Cimec    |
|      | Denar                 | Datare: 82 a. Chr. Descoperit: jud. Galați, com. POIANA, POIANA Material: argint                                    | Descriere avers: Capul lui Apollo, laureat, spre dreapta. În față contramarcă. Descriere revers: Satirul Marsias, în picioare spre stânga, cu brațul drept ridicat și un burduf cu vin pe umărul stâng. În spate o coloană cu o statuie. Legendă revers: L CENSOR | Muzeul de Istorie, Galați | Cimec    |
|      | Denar                 | Datare: 111 sau 110 a. Chr. Descoperit: jud. Galați, com. POIANA, POIANA Material: argint                           | Descriere avers: Roma cu cască spre dreapta. Descriere revers: Victoria în triga, spre dreapta, cu un cal cu capul întors spre spate. Descriere exergă: T MA[N]CL Q V Legendă revers: T MA[N]CL Q V | Muzeul de Istorie, Galați | Cimec    |
|      | Denar                 | Datare: 85 a. Chr. Descoperit: jud. Galați, com. POIANA, POIANA Material: argint                                    | Descriere avers: Cap masculin cu atributele lui Apollo, Mercur și Neptun, spre dreapta. Descriere revers: Victoria în cvadrigă spre dreapta, cu o cunună în mîna dreaptă. Descriere exergă: [L] IVLI BVRSIO Legendă revers: A / [L] IVLI BVRSIO | Muzeul de Istorie, Galați | Cimec    |
|      | Denar                 | Datare: 85 a. Chr. Descoperit: jud. Galați, com. POIANA, POIANA Material: argint                                    | Descriere avers: Cap masculin cu atributele lui Apollo, Mercur și Neptun, spre dreapta. Descriere revers: Victoria în cvadrigă spre dreapta, cu o cunună în mîna dreaptă. Descriere exergă: L IVLI BVRSIO Legendă revers: L IVLI BVRSIO | Muzeul de Istorie, Galați | Cimec    |
|      | Denar                 | Datare: 87 a. Chr. Descoperit: jud. Galați, com. POIANA, POIANA Material: argint                                    | Descriere avers: Capul lui Jupiter laureat spre dreapta. Descriere revers: Cvadrigă triumfală, spre dreapta. Descriere exergă: L RVBRI Legendă revers: L RVBRI | Muzeul de Istorie, Galați | Cimec    |
|      | Denar                 | Datare: 87 a. Chr. Descoperit: jud. Galați, com. POIANA, POIANA Material: argint                                    | Descriere avers: Capul lui Jupiter laureat spre dreapta. Descriere revers: Cvadrigă triumfală, spre dreapta. Descriere exergă: [L RVBRI] Legendă revers: [L RVBRI] | Muzeul de Istorie, Galați | Cimec    |
|      | Denar                 | Datare: 56 a. Chr. Descoperit: jud. Galați, com. POIANA, POIANA Material: argint                                    | Descriere avers: Capul Dianei spre dreapta, drapat și diademat, având deasupra semilună, iar în spate un lituus. Descriere revers: Sulla stând spre stânga. În fața lui, Bocchus îngenunchiat spre dreapta, oferindu-i o ramură de măslin. În spatele lui Sulla, Jugurtha cu mâinile legate la spate. Legendă revers: FELIX | Muzeul de Istorie, Galați | Cimec    |
|      | Denar                 | Datare: 46 a. Chr. Descoperit: jud. Galați, com. POIANA, POIANA Material: argint                                    | Descriere avers: Capetele Dioscurilor alăturate, acoperite și având deasupra câte o stea. Descriere revers: Venus spre stânga ținând o balanță și un sceptru. | Muzeul de Istorie, Galați | Cimec    |
|      | Denar                 | Datare: 137 a. Chr. Descoperit: jud. Galați, com. POIANA, POIANA Material: argint                                   | Descriere avers: Capul Romei spre stânga. Descriere revers: Apollo în cvadrigă spre dreapta. Descriere exergă: [M] BAEBI [Q F] Legendă revers: ROMA - [M] BAEBI [Q F] | Muzeul de Istorie, Galați | Cimec    |
|      | Denar                 | Datare: 137 a. Chr. Descoperit: jud. Galați, com. POIANA, POIANA Material: argint                                   | Descriere avers: Capul Romei spre stânga. Descriere revers: Apollo în cvadrigă spre dreapta. Descriere exergă: M BAEBI Q [F] Legendă revers: ROMA - M BAEBI Q [F] | Muzeul de Istorie, Galați | Cimec    |
|      | Denar                 | Datare: 128 a. Chr. Descoperit: jud. Galați, com. POIANA, POIANA Material: argint                                   | Descriere avers: Roma cu cască, spre dreapta. În spate o cunună. Descriere revers: Victoria în bigă spre dreapta. În față un spic. Descriere exergă: T CLOVLI Legendă revers: T CLOVLI | Muzeul de Istorie, Galați | Cimec    |
|      | Denar                 | Datare: 114-113 a. Chr. Descoperit: jud. Galați, com. POIANA, POIANA Material: argint                               | Descriere avers: Capul Romei, diademat și laureat, spre dreapta. În spate stea cu șase raze. Descriere revers: Statuia unui călăreț așezată pe un suport alcătuit din trei arcade. Legendă revers: MN AE - MILIO / L E P | Muzeul de Istorie, Galați | Cimec    |
|      | Denar                 | Datare: 136 a. Chr. Descoperit: jud. Galați, com. POIANA, POIANA Material: argint                                   | Descriere avers: Roma cu cască spre dreapta. Descriere revers: Jupiter în cvadrigă spre dreapta. Descriere exergă: ROMA Legendă revers: L ANTES / ROMA | Muzeul de Istorie, Galați | Cimec    |
|      | Denar                 | Datare: 126 a. Chrr. Descoperit: jud. Galați, com. POIANA, POIANA Material: argint                                  | Descriere avers: Roma cu cască spre dreapta. În spate o urnă și X. Descriere revers: Libertas în cvadrigă spre dreapta. Descriere exergă: ROMA Legendă revers: C CASSI - ROMA | Muzeul de Istorie, Galați | Cimec    |
|      | Denar                 | Datare: 119 a. Chr. Descoperit: jud. Galați, com. POIANA, POIANA Material: argint                                   | Descriere avers: Ianus, cap laureat Descriere revers: Roma în picioare spre stânga, cu o suliță în mâna stângă și o cunună în mâna dreaptă ridicată. La stânga trofeu și carnyx. Descriere exergă: PHIL Legendă revers: PHIL - ROMA | Muzeul de Istorie, Galați | Cimec    |
|      | Denar                 | Datare: 132 a. Chr. Descoperit: jud. Galați, com. POIANA, POIANA Material: argint                                   | Descriere avers: Roma cu cască spre dreapta. Descriere revers: Sol în cvadrigă spre dreapta. Descriere exergă: ROMA Legendă revers: M ABVRI | Muzeul de Istorie, Galați | Cimec    |
|      | Denar                 | Datare: 104 a. Chr. Descoperit: jud. Galați, com. POIANA, POIANA Material: argint                                   | Descriere avers: Roma cu cască spre stânga. Descriere revers: Victorie în bigă sprea stânga. Descriere exergă: CALD Legendă revers: C COIL CALD | Muzeul de Istorie, Galați | Cimec    |
|      | Denar                 | Datare: 89 a. Chr. Descoperit: jud. Galați, com. POIANA, POIANA Material: argint                                    | Descriere avers: Capul lui Tatius spre dreapta. Descriere revers: Doi soldați romani răpind fiecare câte o femeie. Descriere exergă: L. TITVRI Legendă revers: L. TITVRI | Muzeul de Istorie, Galați | Cimec    |
|      | Denar                 | Datare: 111 sau 110 a. Chr. Descoperit: jud. Galați, com. POIANA, POIANA Material: argint                           | Descriere avers: Roma cu cască spre dreapta. Descriere revers: Victoria în triga, spre dreapta, cu un cal cu capul întors. Descriere exergă: [T]MA AP CL Q [VR] Legendă revers: [T]MA AP CL Q [VR] | Muzeul de Istorie, Galați | Cimec    |
|      | Denar                 | Datare: 108 -107 a. Chr. Descoperit: jud. Galați, com. POIANA, POIANA Material: argint                              | Descriere avers: Pietas, cap diademat, spre dreapta. Descriere revers: Amphinomus, spre dreapta, ducându-și tatăl pe umăr. Legendă revers: M HERENNI | Muzeul de Istorie, Galați | Cimec    |
|      | Drahmă dacică         | Datare: secoIul I a.Chr. Descoperit: jud. Vrancea, com. RĂCOASA, RĂCOASA Dimensiuni: 22,4mm/23,6mm Material: argint | Descriere avers: Cap uman mult stilizat, din combinații de linii, puncte și ovale, în profil spre dr. Nasul este redat dintr-o linie oblică, fruntea, o dungă în relief, părul din 6 linii oblice și o rozetă din 7 globule: în locul feții și al buclelor apar două ovale, unul mult alungit, iar celălalt cu o linie unghiulară la capătul din stânga și cu încă două linii dedesubt; ochiul, nasul și gura din câte o globulă; sub rozetă două liniuțe scurte, paralele. Descriere revers: Cal mult schematizat, la trap spre dreapta, cu corpul din două părți, crupa globulară, unite printr-o linie, capul rectangular, ochiul o globulă, picioarele din linii unghiulare cu capetele globulare, coada dintr-o linie frântă cu ramificații, în locul călărețului apar trei globule dispuse în triunghi cu vârful în sus; sub cal și sub bot, câte un triunghi, asemănător literii grecești ∆; împrejur, cerc perlat. | Muzeul de Istorie, Galați | Cimec    |
|      | Drahmă dacică         | Datare: secoIul I a.Chr. Descoperit: jud. Vrancea, com. RĂCOASA, RĂCOASA Dimensiuni: 22,8mm/23mm Material: argint   | Descriere avers: Cap uman mult stilizat, din combinații de linii, puncte și ovale, în profil spre dr. Nasul este redat dintr-o linie oblică, fruntea, o dungă în relief, părul din 6 linii oblice și o rozetă din 7 globule: în locul feții și al buclelor apar două ovale, unul mult alungit, iar celălalt cu o linie unghiulară la capătul din stânga și cu încă două linii dedesubt; ochiul, nasul și gura din câte o globulă; sub rozetă două liniuțe scurte, paralele. Descriere revers: Cal mult schematizat, la trap spre dreapta, cu corpul din două părți, crupa globulară, unite printr-o linie, capul rectangular, ochiul o globulă, picioarele din linii unghiulare cu capetele globulare, coada dintr-o linie frântă cu ramificații, în locul călărețului apar trei globule dispuse în triunghi cu vârful în sus; sub cal și sub bot, câte un triunghi, asemănător literii grecești ∆; împrejur, cerc perlat. | Muzeul de Istorie, Galați | Cimec    |
|      | Drahmă dacică         | Datare: secoIul I a.Chr. Descoperit: jud. Vrancea, com. RĂCOASA, RĂCOASA Dimensiuni: 23mm/24,2mm Material: argint   | Descriere avers: Cap uman mult stilizat, din combinații de linii, puncte și ovale, în profil spre dreapta. Nasul este redat dintr-o linie oblică, fruntea, o dungă în relief, părul din 6 linii oblice și o rozetă din 7 globule: în locul feții și al buclelor apar două ovale, unul mult alungit, iar celălalt cu o linie unghiulară la capătul din stânga și cu încă două linii dedesubt; ochiul, nasul și gura din câte o globulă; sub rozetă două liniuțe iar unghiul din stînga ovalului feței mai mic. Descriere revers: Cal mult schematizat, la trap spre dreapta, cu corpul din două părți, crupa globulară, unite printr-o linie, capul rectangular, ochiul o globulă, picioarele din linii unghiulare cu capetele globulare, coada dintr-o linie frântă cu ramificații, în locul călărețului apar trei globule dispuse în triunghi cu vârful în sus; sub cal și sub bot, câte un triunghi, asemănător literii grecești ∆; împrejur, cerc perlat. | Muzeul de Istorie, Galați | Cimec    |
|      | Drahmă dacică         | Datare: secoIul I a.Chr. Descoperit: jud. Vrancea, com. RĂCOASA, RĂCOASA Dimensiuni: 22,2mm/23mm Material: argint   | Descriere avers: Cap uman mult stilizat, din combinații de linii, puncte și ovale, în profil spre dreapta. Nasul este redat dintr-o linie oblică, fruntea, o dungă în relief, părul din 6 linii oblice și o rozetă din 7 globule: în locul feții și al buclelor apar două ovale, unul mult alungit, iar celălalt cu o linie unghiulară la capătul din stânga și cu încă două linii dedesubt; ochiul, nasul și gura din câte o globulă; sub rozetă două liniuțe iar unghiul din stînga ovalului feței mai mic. Descriere revers: Cal mult schematizat, la trap spre dreapta, cu corpul din două părți, crupa globulară, unite printr-o linie, capul rectangular, ochiul o globulă, pe gîtul calului două liniuțe, sub bărbie o globulă, picioarele din linii unghiulare cu capetele globulare, coada cu o singură ramificație, în locul călărețului apar trei globule dispuse în triunghi cu vârful în sus; sub cal un triunghi, asemănător literii grecești A; împrejur, cerc perlat. | Muzeul de Istorie, Galați | Cimec    |
|      | Drahmă dacică         | Datare: secoIul I a.Chr. Descoperit: jud. Vrancea, com. RĂCOASA, RĂCOASA Dimensiuni: 23mm/23,5mm Material: argint   | Descriere avers: Cap uman mult stilizat, din combinații de linii, puncte și ovale, în profil spre dreapta. Nasul este redat dintr-o linie oblică, fruntea, o dungă în relief, părul din 6 linii oblice și o rozetă din 7 globule: în locul feții și al buclelor apar două ovale, unul mult alungit, iar celălalt cu o linie unghiulară la capătul din stânga și cu încă două linii dedesubt; ochiul, nasul și gura din câte o globulă; sub rozetă două liniuțe iar unghiul din stînga ovalului feței mai mic. Descriere revers: Cal mult schematizat, la trap spre dreapta, cu corpul din două părți, crupa globulară, unite printr-o linie, capul rectangular, ochiul o globulă, pe gîtul calului două liniuțe, sub bărbie o globulă, picioarele din linii unghiulare cu capetele globulare, coada cu o singură ramificație, în locul călărețului apar trei globule dispuse în triunghi cu vârful în sus; sub cal un triunghi, asemănător literii grecești A; împrejur, cerc perlat. | Muzeul de Istorie, Galați | Cimec    |
|      | Drahmă dacică         | Datare: secoIul I a.Chr. Descoperit: jud. Vrancea, com. RĂCOASA, RĂCOASA Dimensiuni: 23,5mm/24,3mm Material: argint | Descriere avers: Cap uman mult stilizat, din combinații de linii, puncte și ovale, în profil spre dreapta. Nasul este redat dintr-o linie oblică, fruntea, o dungă în relief, părul din 6 linii oblice și o rozetă din 7 globule: în locul feții și al buclelor apar două ovale, unul mult alungit, iar celălalt cu o linie unghiulară la capătul din stânga și cu încă două linii dedesubt; ochiul, nasul și gura din câte o globulă; sub rozetă două liniuțe iar unghiul din stînga ovalului feței mai mic. Descriere revers: Cal mult schematizat, la trap spre dreapta, cu corpul din două părți, crupa globulară, unite printr-o linie, capul rectangular, ochiul o globulă, pe gîtul calului două liniuțe, sub bărbie o globulă, picioarele din linii unghiulare cu capetele globulare, coada cu o singură ramificație, în locul călărețului apar trei globule dispuse în triunghi cu vârful în sus; sub cal un triunghi, asemănător literii grecești A; împrejur, cerc perlat. | Muzeul de Istorie, Galați | Cimec    |
|      | Drahmă dacică         | Datare: secoIul I a.Chr. Descoperit: jud. Vrancea, com. RĂCOASA, RĂCOASA Dimensiuni: 23,5mm23,7mm Material: argint  | Descriere avers: Cap uman mult stilizat, din combinații de linii, puncte și ovale, în profil spre dreapta. Nasul este redat dintr-o linie oblică, fruntea, o dungă în relief, părul din 6 linii oblice și o rozetă din 7 globule: în locul feții și al buclelor apar două ovale, ovalul feței mai mare și poziția unghiului din capătul lui stâng și cele două liniuțe de sub rozetă mai sus, ochiul, nasul și gura din câte o globulă; sub rozetă două liniuțe iar unghiul din stînga ovalului feței mai mic. Descriere revers: Cal mult schematizat, la trap spre dreapta, cu corpul din două părți, crupa globulară, unite printr-o linie, capul rectangular, ochiul o globulă, pe gîtul calului două liniuțe, sub bărbie o globulă, picioarele din linii unghiulare cu capetele globulare, liniile picioarelor din spate mai lungi și mai subțiri, coada, lăsată mai jos, cu o singură ramificație, în locul călărețului apar trei globule dispuse în triunghi cu vârful în sus; sub cal un triunghi, în altă poziție, asemănător literii grecești ∆; împrejur, cerc perlat. | Muzeul de Istorie, Galați | Cimec    |
|      | Drahmă dacică         | Datare: secoIul I a.Chr. Descoperit: jud. Vrancea, com. RĂCOASA, RĂCOASA Dimensiuni: 23mm/25,2mm Material: argint   | Descriere avers: Cap uman mult stilizat, din combinații de linii, puncte și ovale, în profil spre dreapta. Nasul este redat dintr-o linie oblică, fruntea, o dungă în relief, părul din 6 linii oblice și o rozetă din 7 globule: în locul feții și al buclelor apar două ovale, ovalul feței mai mare și poziția unghiului din capătul lui stâng și cele două liniuțe de sub rozetă mai sus, ochiul, nasul și gura din câte o globulă; sub rozetă două liniuțe iar unghiul din stînga ovalului feței mai mic. Descriere revers: Cal mult schematizat, la trap spre dreapta, cu corpul din două părți, crupa globulară, unite printr-o linie, capul rectangular, ochiul o globulă, pe gîtul calului două liniuțe, sub bărbie o globulă, picioarele din linii unghiulare cu capetele globulare, liniile picioarelor din spate mai lungi și mai subțiri, coada, lăsată mai jos, cu o singură ramificație, în locul călărețului apar trei globule dispuse în triunghi cu vârful în sus; sub cal un triunghi, în altă poziție, asemănător literii grecești ∆; împrejur, cerc perlat. | Muzeul de Istorie, Galați | Cimec    |
|      | Drahmă dacică         | Datare: secoIul I a.Chr. Descoperit: jud. Vrancea, com. RĂCOASA, RĂCOASA Dimensiuni: 23mm/24mm Material: argint     | Descriere avers: Cap uman mult stilizat, din combinații de linii, puncte și ovale, în profil spre dreapta. Nasul este redat dintr-o linie oblică, fruntea, o dungă în relief, părul din 6 linii oblice și o rozetă din 7 globule: în locul feții și al buclelor apar două ovale, ovalul feței mai redus ca proporții, la capătul stâng al acestuia apar două liniuțe oblice, cele două liniuțe de sub rozetă mai sus, ochiul, nasul și gura din câte o globulă; sub rozetă două liniuțe iar unghiul din stînga ovalului feței mai mic. Descriere revers: Cal mult schematizat, la trap spre dreapta, cu corpul din două părți, crupa globulară, unite printr-o linie, capul rectangular, ochiul o globulă, pe gîtul calului două liniuțe, sub bărbie o globulă, picioarele din linii unghiulare cu capetele globulare, liniile picioarelor din spate mai lungi și mai subțiri, coada calului cu mai multe ramificații și mai lungă, în locul călărețului apar trei globule; sub cal un triunghi, în altă poziție, asemănător literii grecești A; împrejur, cerc perlat. | Muzeul de Istorie, Galați | Cimec    |
|      | Drahmă dacică         | Datare: secoIul I a.Chr. Descoperit: jud. Vrancea, com. RĂCOASA, RĂCOASA Dimensiuni: 21,7mm/23,5mm Material: argint | Descriere avers: Cap uman mult stilizat, din combinații de linii, puncte și ovale, în profil spre dreapta. Nasul este redat dintr-o linie oblică, fruntea, o dungă în relief, părul din 6 linii oblice și o rozetă din globule foarte mici, aproape dispărute, liniile părului de deasupra frunții mai depărtate între ele: în locul feții și al buclelor apar două ovale, ovalul feței mai redus ca proporții, la capătul stâng al acestuia apar două liniuțe oblice, cele două liniuțe de sub rozetă mai sus, ochiul, nasul și gura din câte o globulă; sub rozetă două liniuțe iar unghiul din stînga ovalului feței mai mic. Descriere revers: Cal mult schematizat, la trap spre dreapta, cu corpul din două părți, crupa globulară, mai mare, partea anterioară ștearsă, unite printr-o linie, capul rectangular, ochiul o globulă, pe gîtul calului două liniuțe, sub bărbie o globulă, picioarele din linii unghiulare cu capetele globulare, liniile picioarelor din spate mai lungi și mai subțiri, coada calului cu mai multe ramificații și mai lungă, în locul călărețului apar trei globule; sub cal un triunghi, în altă poziție, asemănător literii grecești ∆; împrejur, cerc perlat. | Muzeul de Istorie, Galați | Cimec    |
|      | Drahmă dacică         | Datare: secoIul I a.Chr. Descoperit: jud. Vrancea, com. RĂCOASA, RĂCOASA Dimensiuni: 23mm/23,3mm Material: argint   | Descriere avers: Cap uman mult stilizat, din combinații de linii, puncte și ovale, în profil spre dreapta. Nasul este redat dintr-o linie oblică, fruntea, o dungă în relief, părul din 6 linii oblice și o rozetă din globule foarte mici, aproape dispărute, liniile părului de deasupra frunții mai depărtate între ele: în locul feții și al buclelor apar două ovale, ovalul feței mai redus ca proporții, la capătul stâng al acestuia apar două liniuțe oblice, cele două liniuțe de sub rozetă mai sus, ochiul, nasul și gura din câte o globulă; sub rozetă două liniuțe iar unghiul din stînga ovalului feței mai mic. Descriere revers: Cal mult schematizat, la trap spre dreapta, cu corpul din două părți, crupa globulară, mai mare, partea anterioară ștearsă, unite printr-o linie, capul rectangular, ochiul o globulă, botul calului mai lat, pe gîtul calului două liniuțe, sub bărbie o globulă, picioarele din linii unghiulare cu capetele globulare, liniile picioarelor din spate mai lungi și mai subțiri, coada calului cu mai multe ramificații și mai lungă, în locul călărețului apar trei globule mai mici; sub cal un triunghi, în altă poziție, asemănător literii grecești ∆; împrejur, cerc perlat. | Muzeul de Istorie, Galați | Cimec    |
|      | Drahmă dacică         | Datare: secoIul I a.Chr. Descoperit: jud. Vrancea, com. RĂCOASA, RĂCOASA Dimensiuni: 22mm/23mm Material: argint     | Descriere avers: Cap uman mult stilizat, din combinații de linii, puncte și ovale, în profil spre dreapta. Nasul este redat dintr-o linie oblică, fruntea, o dungă în relief, părul din 6 linii oblice și o rozetă din globule foarte mici, aproape dispărute, liniile părului de deasupra frunții mai depărtate între ele: în locul feții și al buclelor apar două ovale, ovalul feței mai redus ca proporții, mai neregulat și liniile din jurul lui mai subțiri, la capătul stâng al acestuia apar două liniuțe oblice, cele două liniuțe de sub rozetă mai sus, ochiul, nasul și gura din câte o globulă; sub rozetă două liniuțe iar unghiul din stînga ovalului feței mai mic. Descriere revers: Cal mult schematizat, la trap spre dreapta, cu corpul din două părți, crupa globulară, mai mare, partea anterioară ștearsă, unite printr-o linie, capul rectangular, rotunjit către oval, ochiul o globulă, botul calului mai lat, pe gîtul calului două liniuțe, sub bărbie o globulă, corpul neclar, picioarele din linii unghiulare cu capetele globulare, liniile picioarelor din spate mai lungi și mai subțiri, coada calului cu mai multe ramificații și mai lungă, cele trei globule de deasupra, reprezentând călărețul, lipsă; sub cal un triunghi, în altă poziție, asemănător literii grecești ∆; împrejur, cerc perlat. | Muzeul de Istorie, Galați | Cimec    |
|      | Drahmă dacică         | Datare: secoIul I a.Chr. Descoperit: jud. Vrancea, com. RĂCOASA, RĂCOASA Dimensiuni: 22,4mm/25,4mm Material: argint | Descriere avers: Cap uman mult stilizat, din combinații de linii, puncte și ovale, în profil spre dreapta. Nasul este redat dintr-o linie oblică, fruntea, o dungă în relief, părul din 6 linii oblice și o rozetă din globule foarte mici, aproape dispărute, liniile părului de deasupra frunții mai depărtate între ele: în locul feții și al buclelor apar două ovale, ovalul feței mai mare și linia nasului cu globulele din spatele ei dispărute. La capătul stâng al acestuia apar două liniuțe oblice, cele două liniuțe de sub rozetă mai sus, ochiul, nasul și gura din câte o globulă; sub rozetă două liniuțe iar unghiul din stînga ovalului feței mai mic. Descriere revers: Cal mult schematizat, la trap spre dreapta, cu corpul din două părți, crupa globulară, mai mare, partea anterioară ștearsă, unite printr-o linie, capul rectangular, rotunjit către oval, puțin mai depărtat de piept, ochiul o globulă, botul calului mai lat, pe gîtul calului două liniuțe, sub bărbie o globulă, corpul neclar, picioarele din linii unghiulare cu capetele globulare, liniile picioarelor din spate mai lungi și mai subțiri, coada calului micșorată, cele trei globule de deasupra, reprezentând călărețul, abia vizibile; triunghiul de sub cal nu se mai păstrează; împrejur, cerc perlat aproape dispărut. | Muzeul de Istorie, Galați | Cimec    |
|      | Drahmă dacică         | Datare: secoIul I a.Chr. Descoperit: jud. Vrancea, com. RĂCOASA, RĂCOASA Dimensiuni: 23mm/25,4mm Material: argint   | Descriere avers: Cap uman mult stilizat, din combinații de linii, puncte și ovale, în profil spre dreapta. Nasul este redat dintr-o linie oblică, fruntea, o dungă în relief, părul din 6 linii oblice și o rozetă din globule foarte mici, aproape dispărute, liniile părului de deasupra frunții mai depărtate între ele: în locul feții și al buclelor apar două ovale, ovalul feței mai mare și linia nasului cu globulele din spatele ei dispărute. La capătul stâng al acestuia apar două liniuțe oblice, cele două liniuțe de sub rozetă mai sus, ochiul, nasul și gura din câte o globulă; sub rozetă două liniuțe iar unghiul din stînga ovalului feței mai mic. Descriere revers: Cal mult schematizat, la trap spre dreapta, cu corpul din două părți, crupa globulară, mai mare, partea anterioară ștearsă, unite printr-o linie, gîtul și capul calului ceva mai subțiri, capul rectangular, rotunjit către oval, puțin mai depărtat de piept, ochiul o globulă, botul calului mai lat, pe gîtul calului două liniuțe, sub bărbie o globulă, corpul neclar, picioarele din linii unghiulare cu capetele globulare, liniile picioarelor din spate mai lungi și mai subțiri, coada unghiulară, din cele trei globule de deasupra, reprezentând călărețul, numai una este vizibilă; triunghiul de sub cal nu se mai păstrează; împrejur, cerc perlat aproape dispărut. | Muzeul de Istorie, Galați | Cimec    |
|      | Drahmă dacică         | Datare: secoIul I a.Chr. Descoperit: jud. Vrancea, com. RĂCOASA, RĂCOASA Dimensiuni: 23,7mm/24mm Material: argint   | Descriere avers: Cap uman mult stilizat, din combinații de linii, puncte și ovale, în profil spre dreapta. Nasul este redat dintr-o linie oblică, fruntea, o dungă în relief, părul din 6 linii oblice și o rozetă din globule foarte mici, aproape dispărute, liniile părului de deasupra frunții mai depărtate între ele: în locul feții și al buclelor apar două ovale, ovalul feței mai mare și linia nasului cu globulele din spatele ei dispărute. La capătul stâng al acestuia apar două liniuțe paralele, cu capetele pe ovalul prelung, cele două liniuțe de sub rozetă mai jos, ochiul, nasul și gura din câte o globulă; sub rozetă două liniuțe iar unghiul din stînga ovalului feței mai mic. Descriere revers: Cal mult schematizat, la trap spre dreapta, cu corpul din două părți, crupa globulară, mai mare, partea anterioară ștearsă, unite printr-o linie, capul rectangular, puțin modificat, rotunjit către oval, ochiul o globulă, botul calului mai lat, pe gîtul calului două liniuțe, sub bărbie o globulă, corpul neclar, picioarele din linii unghiulare cu capetele globulare, liniile picioarelor din spate mai lungi și mai subțiri, coada calului cu mai multe ramificații și mai lungă, deasupra calului trei globule mici apropiate și triunghiul de sub cal vizibil; împrejur, cerc perlat. | Muzeul de Istorie, Galați | Cimec    |
|      | Drahmă dacică         | Datare: secoIul I a.Chr. Descoperit: jud. Vrancea, com. RĂCOASA, RĂCOASA Dimensiuni: 22,1mm/24,4mm Material: argint | Descriere avers: Cap uman mult stilizat, din combinații de linii, puncte și ovale, în profil spre dreapta. Nasul este redat dintr-o linie oblică, fruntea, o dungă în relief, părul din 6 linii oblice și o rozetă din globule foarte mici, aproape dispărute, liniile părului de deasupra frunții mai depărtate între ele: în locul feții și al buclelor apar două ovale, ovalul feței mai prelung și linia nasului cu globulele din spatele ei dispărute. La capătul stâng al acestuia apar două liniuțe paralele, cu capetele pe ovalul prelung, una prelungită pe dedesubt, cele două liniuțe de sub rozetă mai jos, ochiul, nasul și gura din câte o globulă; sub rozetă, neclară, două liniuțe iar unghiul din stînga ovalului feței mai mic. Descriere revers: Cal mult schematizat, la trap spre dreapta, cu corpul din două părți, crupa globulară, mai mare, partea anterioară ștearsă, unite printr-o linie, capul rectangular, puțin modificat, rotunjit către oval, ochiul o globulă, botul calului mai lat, pe gîtul calului două liniuțe, sub bărbie o globulă, corpul neclar, picioarele din linii unghiulare cu capetele globulare, liniile picioarelor mai subțiri, coada calului cu mai multe ramificații și mai lungă, deasupra calului trei globule și triunghiul de sub cal cu vârful în jos; împrejur, cerc perlat. | Muzeul de Istorie, Galați | Cimec    |
|      | Drahmă dacică         | Datare: secoIul I a.Chr. Descoperit: jud. Vrancea, com. RĂCOASA, RĂCOASA Dimensiuni: 21,9mm/22,3mm Material: argint | Descriere avers: Cap uman mult stilizat, din combinații de linii, puncte și ovale, în profil spre dreapta. Nasul este redat dintr-o linie oblică, fruntea, o dungă în relief, părul din 6 linii oblice și o rozetă din globule foarte mici, aproape dispărute, liniile părului de deasupra frunții mai depărtate între ele: în locul feții și al buclelor apar două ovale, ovalul feței mai prelung și linia nasului cu globulele din spatele ei dispărute. La capătul stâng al acestuia apar două liniuțe paralele, cu capetele pe ovalul prelung, una prelungită pe dedesubt, cele două liniuțe de sub rozetă mai jos, ochiul, nasul și gura din câte o globulă; sub rozetă, neclară, două liniuțe iar unghiul din stînga ovalului feței mai mic. Descriere revers: Cal mult schematizat, la trap spre dreapta, cu corpul din două părți, crupa globulară, mai mare, partea anterioară ștearsă, unite printr-o linie, capul rectangular, puțin modificat, rotunjit către oval, ochiul o globulă, botul calului mai lat, pe gîtul calului două liniuțe, sub bărbie o globulă, corpul neclar, picioarele din linii unghiulare cu capetele globulare, liniile picioarelor mai subțiri, coada calului cu mai multe ramificații și mai lungă, deasupra calului trei globule și triunghiul de sub cal cu vârful în jos; împrejur, cerc perlat. | Muzeul de Istorie, Galați | Cimec    |
|      | Drahmă dacică         | Datare: secoIul I a.Chr. Descoperit: jud. Vrancea, com. RĂCOASA, RĂCOASA Dimensiuni: 23,5mm/24mm Material: argint   | Descriere avers: Cap uman mult stilizat, din combinații de linii, puncte și ovale, în profil spre dreapta. Nasul este redat dintr-o linie oblică, fruntea, o dungă în relief, părul din 6 linii oblice și o rozetă din globule foarte mici, aproape dispărute, liniile părului de deasupra frunții ordonat redate: în locul feții și al buclelor apar două ovale, dar ovalul feței cu liniile adiacente și linia nasului cu cele trei puncte au dispărut. Descriere revers: Cal mult schematizat, la trap spre dreapta, cu corpul din două părți, crupa globulară, mai mare, partea anterioară ștearsă, unite printr-o linie, capul un oval mai mare, ochiul o globulă, botul calului mai lat, pe gîtul calului două liniuțe, sub bărbie o globulă, corpul neclar, picioarele din linii unghiulare cu capetele globulare, liniile picioarelor mai subțiri, coada calului cu mai multe ramificații și mai lungă, deasupra calului trei globule și triunghiul de sub cal mai mic; împrejur, cerc perlat. | Muzeul de Istorie, Galați | Cimec    |
|      | Drahmă dacică         | Datare: secoIul I a.Chr. Descoperit: jud. Vrancea, com. RĂCOASA, RĂCOASA Dimensiuni: 23,4mm/24mm Material: argint   | Descriere avers: Cap uman mult stilizat, din combinații de linii, puncte și ovale, în profil spre dreapta. Nasul este redat dintr-o linie oblică, fruntea, o dungă în relief, părul din 6 linii oblice și o rozetă din globule foarte mici, aproape dispărute, liniile părului de deasupra frunții neregulate, în locul feții și al buclelor apar două ovale. Ovalul feței, linia nasului, cu ochiul și gura vizibile. Descriere revers: Cal mult schematizat, la trap spre dreapta, cu corpul din două părți, crupa globulară, mai mare, partea anterioară ștearsă, unite printr-o linie, capul rectangular, puțin modificat, rotunjit către oval, ochiul o globulă, botul calului apropiat de piept, pe gîtul calului două liniuțe, sub bărbie o globulă, corpul neclar, picioarele din linii unghiulare cu capetele globulare, liniile picioarelor mai subțiri, coada calului cu mai multe ramificații și mai lungă, deasupra calului trei globule, iar în jurul lor un semicerc radiat și triunghiul de sub cal cu vârful în jos; împrejur, cerc perlat. | Muzeul de Istorie, Galați | Cimec    |
|      | Drahmă dacică         | Datare: secoIul I a.Chr. Descoperit: jud. Vrancea, com. RĂCOASA, RĂCOASA Dimensiuni: 22,3mm/23,5mm Material: argint | Descriere avers: Cap uman mult stilizat, din combinații de linii, puncte și ovale, în profil spre dreapta. Nasul este redat dintr-o linie oblică, fruntea, o dungă în relief, părul din 6 linii oblice și o rozetă din globule foarte mici, aproape dispărute, liniile părului de deasupra frunții ordonat redate: în locul feții și al buclelor apar două ovale, cel de sus mai scurt, cel de jos mai subțire. Deasupra frunții încă o rozeta din 7 globule. Descriere revers: Cal mult schematizat, la trap spre dreapta, cu corpul, ordonat realizat, din două părți, crupa globulară, mai mare, partea anterioară ștearsă, unite printr-o linie, capul rectangular, puțin modificat, rotunjit către oval, ochiul o globulă, botul calului mai lat, pe gîtul calului două liniuțe, sub bărbie o globulă, corpul neclar, picioarele subțiri din linii unghiulare cu capetele globulare, liniile picioarelor mai subțiri, coada calului cu mai multe ramificații și mai lungă, deasupra calului trei globule și triunghiul de sub cal mai mic; împrejur, cerc perlat | Muzeul de Istorie, Galați | Cimec    |
|      | Drahmă dacică         | Datare: secoIul I a.Chr. Descoperit: jud. Vrancea, com. RĂCOASA, RĂCOASA Dimensiuni: 23,5mm/24mm Material: argint   | Descriere avers: Cap uman mult stilizat, din combinații de linii, puncte și ovale, în profil spre dreapta. Nasul este redat dintr-o linie oblică, fruntea, o dungă în relief, părul din 6 linii oblice și o rozetă din globule foarte mici, aproape dispărute, liniile părului de deasupra frunții ordonat redate: în locul feții și al buclelor apar două ovale, cel de sus mai scurt, cel de jos mai subțire. Deasupra frunții încă o rozeta din 7 globule. Descriere revers: Cal mult schematizat, la trap spre dreapta, cu corpul, ordonat realizat, din două părți, crupa globulară, mai mare, partea anterioară ștearsă, unite printr-o linie, capul rectangular, puțin modificat, rotunjit către oval, ochiul o globulă, botul calului mai lat, pe gîtul calului două liniuțe, sub bărbie o globulă, corpul neclar, picioarele subțiri din linii unghiulare cu capetele globulare, liniile picioarelor mai subțiri, coada calului cu mai multe ramificații și mai lungă, deasupra calului trei globule și triunghiul de sub cal mai mic; împrejur, cerc perlat | Muzeul de Istorie, Galați | Cimec    |
|      | Drahmă dacică         | Datare: secoIul I a.Chr. Descoperit: jud. Vrancea, com. RĂCOASA, RĂCOASA Dimensiuni: 21,5mm/23mm Material: argint   | Descriere avers: Cap uman mult stilizat, din combinații de linii, puncte și ovale, în profil spre dreapta. Nasul este redat dintr-o linie oblică, fruntea, o dungă în relief, părul din 6 linii oblice și o rozetă din globule foarte mici, aproape dispărute, liniile părului de deasupra frunții ordonat redate: în locul feții și al buclelor apar două ovale, cel de sus mai scurt, cel de jos mai subțire. Linia frunții mai lată și în locul gurii un grup de globule. Deasupra frunții încă o rozeta din 7 globule. Descriere revers: Cal mult schematizat și mult deformat, la trap spre dreapta, cu corpul, ordonat realizat, din două părți, crupa globulară, mai mare, partea anterioară ștearsă, unite printr-o linie, capul rectangular, puțin modificat, rotunjit către oval, ochiul o globulă, botul calului mai lat, pe gîtul calului două liniuțe, sub bărbie o globulă, corpul neclar, picioarele subțiri și ceva mai scurte, din linii unghiulare cu capetele globulare, liniile picioarelor mai subțiri, coada calului cu mai multe ramificații și mai lungă, deasupra calului trei globule și triunghiul de sub cal cu poziția schematizată; împrejur, cerc perlat | Muzeul de Istorie, Galați | Cimec    |
|      | Drahmă dacică         | Datare: secoIul I a.Chr. Descoperit: jud. Vrancea, com. RĂCOASA, RĂCOASA Dimensiuni: 22,3mm/24,5mm Material: argint | Descriere avers: Cap uman mult stilizat, din combinații de linii, puncte și ovale, în profil spre dreapta. Nasul este redat dintr-o linie oblică, fruntea, o dungă în relief, părul din 6 linii oblice și o rozetă din globule foarte mici, aproape dispărute, liniile părului de deasupra frunții ordonat redate: în locul feții și al buclelor apar două ovale, cel de sus mai scurt, cel de jos mai subțire. În jurul ovalului de jos al feței un șir de globule mici. Linia frunții mai lată și în locul gurii un grup de globule. Deasupra frunții încă o rozeta din 7 globule. Descriere revers: Cal mult schematizat dar clar redat, la trap spre dreapta, cu corpul mai subțire, ordonat realizat, din două părți, crupa globulară, mai mare, partea anterioară ștearsă, unite printr-o linie, capul rectangular, puțin modificat, rotunjit către oval, ochiul o globulă, botul calului mai lat, pe gîtul calului două liniuțe, sub bărbie o globulă, corpul neclar, picioarele subțiri și ceva mai scurte, din linii unghiulare cu capetele globulare, liniile picioarelor mai subțiri, coada calului cu mai multe ramificații și mai lungă, deasupra calului trei globule și triunghi sub cal; împrejur, cerc perlat | Muzeul de Istorie, Galați | Cimec    |
|      | Drahmă dacică         | Datare: secoIul I a.Chr. Descoperit: jud. Vrancea, com. RĂCOASA, RĂCOASA Dimensiuni: 22mm/24mm Material: argint     | Descriere avers: Cap uman mult stilizat, din combinații de linii, puncte și ovale, în profil spre dreapta. Nasul este redat dintr-o linie oblică, fruntea, o dungă în relief, părul din 6 linii oblice și o rozetă din globule foarte mici, aproape dispărute, liniile părului de deasupra frunții ordonat redate: în locul feții și al buclelor apar două ovale, cel de sus mai scurt, cel de jos mai subțire. În jurul ovalului de jos al feței un șir de globule mici. Linia frunții mai lată și în locul gurii un grup de globule. Deasupra frunții încă o rozeta din 7 globule. Descriere revers: Cal mult schematizat dar clar redat, la trap spre dreapta, cu corpul mai subțire, ordonat realizat, din două părți, crupa globulară, mai mare, partea anterioară ștearsă, unite printr-o linie, capul rectangular, puțin modificat, rotunjit către oval, ochiul o globulă, botul calului mai lat, pe gîtul calului două liniuțe, sub bărbie o globulă, corpul neclar, picioarele subțiri și ceva mai scurte, din linii unghiulare cu capetele globulare, liniile picioarelor mai subțiri, coada calului cu mai multe ramificații și mai lungă, deasupra calului trei globule și triunghi sub cal; împrejur, cerc perlat | Muzeul de Istorie, Galați | Cimec    |
|      | Drahmă dacică         | Datare: secoIul I a.Chr. Descoperit: jud. Vrancea, com. RĂCOASA, RĂCOASA Dimensiuni: 21,5mm/22,2mm Material: argint | Descriere avers: Cap uman mult stilizat, din combinații de linii, puncte și ovale, în profil spre dreapta. Nasul este redat dintr-o linie oblică, fruntea, o dungă în relief, părul din 6 linii oblice și o rozetă din globule foarte mici, aproape dispărute, liniile părului de deasupra frunții ordonat redate: în locul feții și al buclelor apar două ovale, cel de sus mai scurt, cel de jos mai subțire. În jurul ovalului de jos al feței un șir de globule mici. Linia frunții mai lată și în locul gurii un grup de globule. Deasupra frunții încă o rozeta din 7 globule. Descriere revers: Cal mult schematizat dar clar redat, la trap spre dreapta, cu corpul mai subțire, ordonat realizat, din două părți, crupa globulară, mai mare, partea anterioară ștearsă, unite printr-o linie, capul rectangular, puțin modificat, rotunjit către oval, ochiul o globulă, botul calului mult mai lat, pe gîtul calului două liniuțe, sub bărbie o globulă, corpul neclar, picioarele subțiri și ceva mai scurte, din linii unghiulare cu capetele globulare, liniile picioarelor mai subțiri, coada calului cu mai multe ramificații și mai lungă, deasupra calului trei globule și triunghiul sub cal neclar; împrejur, cerc perlat | Muzeul de Istorie, Galați | Cimec    |
|      | Drahmă dacică         | Datare: secoIul I a.Chr. Descoperit: jud. Vrancea, com. RĂCOASA, RĂCOASA Dimensiuni: 23,4mm rupta Material: argint  | Descriere avers: Cap uman mult stilizat, din combinații de linii, puncte și ovale, în profil spre dreapta. Nasul este redat dintr-o linie oblică, fruntea, o dungă în relief, părul din 6 linii oblice și o rozetă din globule foarte mici, aproape dispărute, liniile părului de deasupra frunții ordonat redate: în locul feții și al buclelor apar două ovale, cel de sus mai scurt, cel de jos mai subțire. În jurul ovalului de jos al feței un șir de globule mici. Linia frunții mai lată și în locul gurii un grup de globule. Deasupra frunții încă o rozeta din 7 globule. Descriere revers: Cal mult schematizat dar clar redat, la trap spre dreapta, cu corpul mai subțire, ordonat realizat, din două părți, crupa globulară, mai mare, partea anterioară ștearsă, unite printr-o linie, capul rectangular, puțin modificat, rotunjit către oval, ochiul o globulă, botul calului mult mai lat, pe gîtul calului două liniuțe, sub bărbie o globulă, corpul neclar, picioarele subțiri și ceva mai scurte, din linii unghiulare cu capetele globulare, liniile picioarelor mai subțiri, coada calului cu mai multe ramificații și mai lungă, deasupra calului trei globule și triunghiul sub cal neclar; împrejur, cerc perlat | Muzeul de Istorie, Galați | Cimec    |
|      | Drahmă dacică         | Datare: secoIul I a.Chr. Descoperit: jud. Vrancea, com. RĂCOASA, RĂCOASA Dimensiuni: 27,5 mm/24 mm Material: argint | Descriere avers: Cap uman mult stilizat, din combinații de linii, puncte și ovale, în profil spre dreapta. Nasul este redat dintr-o linie oblică, fruntea, o dungă în relief, părul din 6 linii oblice și o rozetă din globule foarte mici, aproape dispărute, liniile părului de deasupra frunții ordonat redate: în locul feții și al buclelor apar două ovale, cel de sus mai scurt, cel de jos mai subțire. În jurul ovalului de jos al feței un șir de globule mici. Linia frunții mai lată și în locul gurii un grup de globule. Din șirul de perle din jurul ovalului numai urme. Descriere revers: Cal mult schematizat dar clar redat, la trap spre dreapta, cu corpul mai subțire, ordonat realizat, din două părți, crupa globulară, mai mare, partea anterioară ștearsă, unite printr-o linie, capul rectangular, puțin modificat, rotunjit către oval, ochiul o globulă, botul calului mai lat, pe gîtul calului două liniuțe, sub bărbie o globulă, corpul neclar, picioarele mai subțiri și ceva mai scurte, din linii unghiulare cu capetele globulare, liniile picioarelor mai subțiri, coada calului cu mai multe ramificații și mai lungă, deasupra calului trei globule și triunghi sub cal; împrejur, cerc perlat | Muzeul de Istorie, Galați | Cimec    |
|      | Drahmă dacică         | Datare: secoIul I a.Chr. Descoperit: jud. Vrancea, com. RĂCOASA, RĂCOASA Dimensiuni: 24,3mm/26mm Material: argint   | Descriere avers: Cap uman mult stilizat, din combinații de linii, puncte și ovale, în profil spre dreapta. Nasul este redat dintr-o linie oblică, fruntea, o dungă în relief, părul din 6 linii oblice și o rozetă din globule foarte mici, aproape dispărute, liniile părului de deasupra frunții ordonat redate: în locul feții și al buclelor apar două ovale, cel de sus mai scurt, cel de jos mult micșorat. În jurul ovalului de jos al feței un șir de globule mici. Linia frunții mai lată și în locul gurii un grup de globule. Din șirul de perle din jurul ovalului numai urme. Descriere revers: Cal mult schematizat dar clar redat, la trap spre dreapta, cu corpul mai voluminos, ordonat realizat, din două părți, crupa globulară, mai mare, partea anterioară ștearsă, unite printr-o linie, capul rectangular, puțin modificat, rotunjit către oval, ochiul o globulă, botul calului mult mai lat, pe gîtul calului două liniuțe, sub bărbie o globulă, corpul neclar, picioarele subțiri și ceva mai scurte, din linii unghiulare cu capetele globulare, liniile picioarelor unele mai subțiri și altele ceva mai lungi, coada calului cu mai multe ramificații și mai lungă, deasupra calului trei globule și triunghiul sub cal neclar; împrejur, cerc perlat | Muzeul de Istorie, Galați | Cimec    |
|      | Drahmă dacică         | Datare: secoIul I a.Chr. Descoperit: jud. Vrancea, com. RĂCOASA, RĂCOASA Dimensiuni: 23,5mm/25mm Material: argint   | Descriere avers: Cap uman mult stilizat, din combinații de linii, puncte și ovale, în profil spre dreapta. Nasul este redat dintr-o linie oblică, fruntea, o dungă în relief, părul din 6 linii oblice și o rozetă din 7 globule: în locul feții și al buclelor apar două ovale, unul mult alungit, iar celălalt cu o linie unghiulară la capătul din stânga și cu încă două linii dedesubt; ochiul, nasul și gura din câte o globulă; sub rozetă două liniuțe iar unghiul din stînga ovalului feței mai mic. Descriere revers: Cal mult schematizat, la trap spre dreapta, cu corpul din două părți, crupa globulară, unite printr-o linie, capul rectangular, ochiul o globulă, picioarele din linii unghiulare cu capetele globulare, gâtul calului mai scurt, coada dintr-o linie frântă, mai lungă, cu ramificații, în locul călărețului apare un triunghi; sub cal și sub bot, câte un triunghi, asemănător literii grecești ∆; împrejur, cerc perlat. | Muzeul de Istorie, Galați | Cimec    |
|      | Drahmă dacică         | Datare: secoIul I a.Chr. Descoperit: jud. Vrancea, com. RĂCOASA, RĂCOASA Dimensiuni: 22,4mm/23,2mm Material: argint | Descriere avers: Cap uman mult stilizat, din combinații de linii, puncte și ovale, în profil spre dreapta. Nasul este redat dintr-o linie oblică, fruntea, o dungă în relief, părul din 6 linii oblice și o rozetă din 7 globule: în locul feții și al buclelor apar două ovale, unul mult alungit, iar celălalt cu o linie unghiulară la capătul din stânga și cu încă două linii dedesubt; ochiul, nasul și gura din câte o globulă; sub rozetă două liniuțe iar unghiul din stînga ovalului feței mai mic. Descriere revers: Cal mult schematizat, de proporții mai mici, la trap spre dreapta, cu corpul din două părți, crupa globulară, unite printr-o linie, capul rectangular, ochiul o globulă, picioarele din linii unghiulare cu capetele globulare, gâtul calului mai scurt, coada dintr-o linie frântă, mai lungă, cu ramificații, în locul călărețului apare un triunghi; sub cal și sub bot, câte un triunghi, asemănător literii grecești ∆; împrejur, cerc perlat. | Muzeul de Istorie, Galați | Cimec    |
|      | Drahmă dacică         | Datare: secoIul I a.Chr. Descoperit: jud. Vrancea, com. RĂCOASA, RĂCOASA Dimensiuni: 22,5mm/23,9mm Material: argint | Descriere avers: Cap uman mult stilizat, din combinații de linii, puncte și ovale, în profil spre dreapta. Nasul este redat dintr-o linie oblică, fruntea, o dungă în relief, părul din 6 linii oblice și o rozetă din 7 globule: în locul feții și al buclelor apar două ovale, unul mult alungit, iar celălalt cu o linie unghiulară la capătul din stânga și cu încă două linii dedesubt; ochiul, nasul și gura din câte o globulă; sub rozetă două liniuțe iar unghiul din stînga ovalului feței mai mic. Descriere revers: Cal mult schematizat, de proporții mai mici, la trap spre dreapta, cu corpul din două părți, crupa globulară, unite printr-o linie, capul rectangular, ochiul o globulă, picioarele din linii unghiulare cu capetele globulare, gâtul calului mai scurt, coada dintr-o linie frântă, mai lungă, cu ramificații, în locul călărețului apare un triunghi; sub cal și sub bot, câte un triunghi, asemănător literii grecești ∆; împrejur, cerc perlat. | Muzeul de Istorie, Galați | Cimec    |
|      | Drahmă dacică         | Datare: secoIul I a.Chr. Descoperit: jud. Vrancea, com. RĂCOASA, RĂCOASA Dimensiuni: 23,5mm/25,3mm Material: argint | Descriere avers: Cap uman mult stilizat, din combinații de linii, puncte și ovale, în profil spre dreapta. Nasul este redat dintr-o linie oblică, fruntea, o dungă în relief, părul din 6 linii oblice și o rozetă din 7 globule: în locul feții și al buclelor apar două ovale, unul mult alungit, iar celălalt cu o linie unghiulară la capătul din stânga și cu încă două linii dedesubt; ochiul, nasul și gura din câte o globulă; sub rozetă două liniuțe paralele, ceva mai sus, iar unghiul din stânga ovalului feței unit cu linia aflată sub el. Descriere revers: Cal mult schematizat, de proporții mai mici, la trap spre dreapta, cu corpul din două părți, crupa globulară, apropiată de gât, unite printr-o linie, capul rectangular, ochiul o globulă, picioarele din linii unghiulare cu capetele globulare, gâtul calului mai scurt, coada dintr-o linie frântă, mai mică, în locul călărețului apare un triunghi; sub cal și sub bot, câte un triunghi, asemănător literii grecești ∆; împrejur, cerc perlat. | Muzeul de Istorie, Galați | Cimec    |
|      | Drahmă dacică         | Datare: secoIul I a.Chr. Descoperit: jud. Vrancea, com. RĂCOASA, RĂCOASA Dimensiuni: 24,3mm/24,7mm Material: argint | Descriere avers: Cap uman mult stilizat, din combinații de linii, puncte și ovale, în profil spre dreapta. Nasul este redat dintr-o linie oblică, fruntea, o dungă în relief, părul din 6 linii oblice și o rozetă din 7 globule: în locul feții și al buclelor apar două ovale, ovalul feței mai mare și poziția unghiului din capătul lui stâng și cele două liniuțe de sub rozetă mai sus, ochiul, nasul și gura din câte o globulă; sub rozetă două liniuțe iar unghiul din stînga ovalului feței mai mic. Descriere revers: Cal mult schematizat, de proporții mai mici, la trap spre dreapta, cu corpul din două părți, crupa globulară, unite printr-o linie, capul rectangular, ochiul o globulă, picioarele din linii unghiulare cu capetele globulare, gâtul calului mai scurt, coada dintr-o linie frântă, ceva mai mare, cu ramificații, întretaie cercul perlat, în locul călărețului apare un triunghi; sub cal și sub bot, câte un triunghi, asemănător literii grecești ∆; apare în plus un al patrulea triunghi plasat între picioarele din față; împrejur, cerc perlat. | Muzeul de Istorie, Galați | Cimec    |
|      | Drahmă dacică         | Datare: secoIul I a.Chr. Descoperit: jud. Vrancea, com. RĂCOASA, RĂCOASA Dimensiuni: 24mm/24,3mm Material: argint   | Descriere avers: Cap uman mult stilizat, din combinații de linii, puncte și ovale, în profil spre dreapta. Nasul este redat dintr-o linie oblică, fruntea, o dungă în relief, părul din 6 linii oblice și o rozetă din 7 globule: în locul feții și al buclelor apar două ovale, ovalul feței mai mare și poziția unghiului din capătul lui stâng și cele două liniuțe de sub rozetă mai sus, ochiul, nasul și gura din câte o globulă; sub rozetă două liniuțe iar unghiul din stînga ovalului feței mai mic. Descriere revers: Cal mult schematizat, de proporții mai mici, la trap spre dreapta, cu corpul din două părți, crupa globulară, unite printr-o linie, capul rectangular, ochiul o globulă, picioarele din linii unghiulare cu capetele globulare, gâtul calului mai scurt, coada dintr-o linie frântă, ceva mai mare, cu ramificații, întretaie cercul perlat, în locul călărețului apare un triunghi; sub cal și sub bot, câte un triunghi, asemănător literii grecești ∆; apare în plus un al patrulea triunghi plasat între picioarele din față; împrejur, cerc perlat. | Muzeul de Istorie, Galați | Cimec    |
|      | Drahmă dacică         | Datare: secoIul I a.Chr. Descoperit: jud. Vrancea, com. RĂCOASA, RĂCOASA Dimensiuni: 24mm/25,5mm Material: argint   | Descriere avers: Cap uman mult stilizat, din combinații de linii, puncte și ovale, în profil spre dreapta. Nasul este redat dintr-o linie oblică, fruntea, o dungă în relief, părul din 6 linii oblice și o rozetă din 7 globule: în locul feții și al buclelor apar două ovale, ovalul feței mai mare și poziția unghiului din capătul lui stâng și cele două liniuțe de sub rozetă mai sus, ochiul, nasul și gura din câte o globulă; sub rozetă două liniuțe iar unghiul din stînga ovalului feței mai mic. Descriere revers: Cal mult schematizat, de proporții mai mici, la trap spre dreapta, cu corpul din două părți, crupa globulară, unite printr-o linie, capul rectangular, ochiul o globulă, picioarele din linii unghiulare cu capetele globulare, gâtul calului mai scurt, coada dintr-o linie frântă, ceva mai mare, cu ramificații, întretaie cercul perlat, în locul călărețului apare un triunghi; sub cal și sub bot, câte un triunghi, asemănător literii grecești ∆; apare în plus un al patrulea triunghi plasat între picioarele din față; împrejur, cerc perlat. | Muzeul de Istorie, Galați | Cimec    |
|      | Drahmă dacică         | Datare: secoIul I a.Chr. Descoperit: jud. Vrancea, com. RĂCOASA, RĂCOASA Dimensiuni: 24,3mm/24,5mm Material: argint | Descriere avers: Cap uman mult stilizat, din combinații de linii, puncte și ovale, în profil spre dreapta. Nasul este redat dintr-o linie oblică, fruntea, o dungă în relief, părul din 6 linii oblice și o rozetă din 7 globule: în locul feții și al buclelor apar două ovale, ovalul feței mai mare și poziția unghiului din capătul lui stâng și cele două liniuțe de sub rozetă mai sus, ochiul, nasul și gura din câte o globulă; sub rozetă două liniuțe iar unghiul din stînga ovalului feței ușor modificat. Descriere revers: Cal mult schematizat, de proporții mai mici, la trap spre dreapta, cu corpul din două părți, crupa globulară, unite printr-o linie, capul rectangular, ochiul o globulă, picioarele din linii unghiulare cu capetele globulare, gâtul calului mai scurt, coada dintr-o linie frântă, ceva mai mare, cu ramificații, întretaie cercul perlat, în locul călărețului apare un triunghi; sub cal și sub bot, câte un triunghi, asemănător literii grecești ∆; apare în plus un al patrulea triunghi plasat între picioarele din față; împrejur, cerc perlat. | Muzeul de Istorie, Galați | Cimec    |
|      | Drahmă dacică         | Datare: secoIul I a.Chr. Descoperit: jud. Vrancea, com. RĂCOASA, RĂCOASA Dimensiuni: 23,5mm/24mm Material: argint   | Descriere avers: Cap uman mult stilizat, din combinații de linii, puncte și ovale, în profil spre dreapta. Nasul este redat dintr-o linie oblică, fruntea, o dungă în relief, părul din 6 linii oblice și o rozetă din 7 globule: în locul feții și al buclelor apar două ovale, ovalul feței mai mare și poziția unghiului din capătul lui stâng și cele două liniuțe de sub rozetă mai sus, ochiul, nasul și gura din câte o globulă; sub rozetă două liniuțe iar unghiul din stînga ovalului feței ușor modificat. Descriere revers: Cal mult schematizat, de proporții mai mici, la trap spre dreapta, cu corpul din două părți, crupa globulară, unite printr-o linie, capul rectangular, ochiul o globulă, picioarele din linii unghiulare cu capetele globulare, gâtul calului mai scurt, coada dintr-o linie frântă, ceva mai mare, cu ramificații, întretaie cercul perlat, în locul călărețului apare un triunghi; sub cal și sub bot, câte un triunghi, asemănător literii grecești ∆; apare în plus un al patrulea triunghi plasat între picioarele din față; împrejur, cerc perlat. | Muzeul de Istorie, Galați | Cimec    |
|      | Drahmă dacică         | Datare: secoIul I a.Chr. Descoperit: jud. Vrancea, com. RĂCOASA, RĂCOASA Dimensiuni: 22mm/23,2mm Material: argint   | Descriere avers: Cap uman mult stilizat, din combinații de linii, puncte și ovale, în profil spre dreapta. Nasul este redat dintr-o linie oblică, fruntea, o dungă în relief, părul din 6 linii oblice și o rozetă din 7 globule: în locul feții și al buclelor apar două ovale, ovalul feței mai mare și poziția unghiului din capătul lui stâng și cele două liniuțe de sub rozetă mai sus, ochiul, nasul și gura din câte o globulă; sub rozetă două liniuțe iar unghiul din stînga ovalului feței ușor modificat. Descriere revers: Cal mult schematizat, de proporții mai mici, la trap spre dreapta, cu corpul din două părți, crupa globulară, unite printr-o linie, capul rectangular, ochiul o globulă, picioarele din linii unghiulare cu capetele globulare, gâtul calului mai scurt, coada dintr-o linie frântă, ceva mai mare, cu ramificații, întretaie cercul perlat, în locul călărețului apare un triunghi; sub cal și sub bot, câte un triunghi, asemănător literii grecești ∆; apare în plus un al patrulea triunghi plasat între picioarele din față; împrejur, cerc perlat. | Muzeul de Istorie, Galați | Cimec    |
|      | Drahmă dacică         | Datare: secoIul I a.Chr. Descoperit: jud. Vrancea, com. RĂCOASA, RĂCOASA Dimensiuni: 23mm/23,3mm Material: argint   | Descriere avers: Cap uman mult stilizat, din combinații de linii, puncte și ovale, în profil spre dreapta. Nasul este redat dintr-o linie oblică, fruntea, o dungă în relief, părul din 6 linii oblice și o rozetă din 7 globule: în locul feții și al buclelor apar două ovale, ovalul feței mai mare și poziția unghiului din capătul lui stâng și cele două liniuțe de sub rozetă mai sus, ochiul, nasul și gura din câte o globulă; sub rozetă două liniuțe iar unghiul din stînga ovalului feței ușor modificat. Descriere revers: Cal mult schematizat, de proporții mai mici, la trap spre dreapta, cu corpul din două părți, crupa globulară, unite printr-o linie, capul rectangular, ochiul o globulă, picioarele din linii unghiulare cu capetele globulare, gâtul calului mai scurt, coada dintr-o linie frântă, ceva mai mare, cu ramificații, întretaie cercul perlat, în locul călărețului apare un triunghi; sub cal și sub bot, câte un triunghi, asemănător literii grecești ∆; apare în plus un al patrulea triunghi plasat între picioarele din față; împrejur, cerc perlat. | Muzeul de Istorie, Galați | Cimec    |
|      | Drahmă dacică         | Datare: secoIul I a.Chr. Descoperit: jud. Vrancea, com. RĂCOASA, RĂCOASA Dimensiuni: 22mm/25,4mm Material: argint   | Descriere avers: Cap uman mult stilizat, din combinații de linii, puncte și ovale, în profil spre dreapta. Nasul este redat dintr-o linie oblică, fruntea, o dungă în relief, părul din 6 linii oblice și o rozetă din 7 globule: în locul feții și al buclelor apar două ovale, ovalul feței mai mare și poziția unghiului din capătul lui stâng și cele două liniuțe de sub rozetă mai sus, ochiul, nasul și gura din câte o globulă; sub rozetă două liniuțe iar unghiul din stînga ovalului feței ușor modificat. Descriere revers: Cal mult schematizat, de proporții mai mici, la trap spre dreapta, cu corpul din două părți, crupa globulară, unite printr-o linie, capul rectangular, ochiul o globulă, picioarele din linii unghiulare cu capetele globulare, gâtul calului mai scurt, coada dintr-o linie frântă, ceva mai mare, cu ramificații, întretaie cercul perlat, în locul călărețului apare un triunghi; sub cal și sub bot, câte un triunghi, asemănător literii grecești ∆; apare în plus un al patrulea triunghi plasat între picioarele din față; împrejur, cerc perlat. | Muzeul de Istorie, Galați | Cimec    |
|      | Drahmă dacică         | Datare: secoIul I a.Chr. Descoperit: jud. Vrancea, com. RĂCOASA, RĂCOASA Dimensiuni: 24,2mm/25mm Material: argint   | Descriere avers: Cap uman mult stilizat, din combinații de linii, puncte și ovale, în profil spre dreapta. Nasul este redat dintr-o linie oblică, fruntea, o dungă în relief, părul din 6 linii oblice și o rozetă din 7 globule: în locul feții și al buclelor apar două ovale, unul mult alungit, iar celălalt cu o linie unghiulară la capătul din stânga și cu încă două linii dedesubt; ochiul, nasul și gura din câte o globulă; sub rozetă două liniuțe iar unghiul din stînga ovalului feței mai mic. Descriere revers: Cal mult schematizat, de proporții mai mici, la trap spre dreapta, cu corpul din două părți, crupa globulară, unite printr-o linie, capul rectangular, ochiul o globulă, picioarele din linii unghiulare cu capetele globulare, gâtul calului mai scurt, coada dintr-o linie frântă, ceva mai mare, cu ramificații, întretaie cercul perlat, în locul călărețului apare un triunghi; sub cal și sub bot, câte un triunghi, asemănător literii grecești ∆; apare în plus un al patrulea triunghi plasat între picioarele din față, sub cal apare în plus o pasăre, cu capul în sus, sprijinită pe unul din picioarele din față; sub coadă și sub bărbie câte o globulă; împrejur, cerc perlat. | Muzeul de Istorie, Galați | Cimec    |
|      | Drahmă dacică         | Datare: secoIul I a.Chr. Descoperit: jud. Vrancea, com. RĂCOASA, RĂCOASA Dimensiuni: 22,4mm/24mm Material: argint   | Descriere avers: Cap uman mult stilizat, din combinații de linii, puncte și ovale, în profil spre dreapta. Nasul este redat dintr-o linie oblică, fruntea, o dungă în relief, părul din 6 linii oblice și o rozetă din 7 globule: în locul feții și al buclelor apar două ovale, unul mult alungit, iar celălalt cu o linie unghiulară la capătul din stânga și cu încă două linii dedesubt; ochiul, nasul și gura din câte o globulă; sub rozetă două liniuțe iar unghiul din stînga ovalului feței mai mic. Descriere revers: Cal mult schematizat, de proporții mai mici, la trap spre dreapta, cu corpul din două părți, crupa globulară, unite printr-o linie, capul rectangular, ochiul o globulă, picioarele din linii unghiulare cu capetele globulare, gâtul calului mai scurt, coada dintr-o linie frântă, ceva mai mare, cu ramificații, întretaie cercul perlat, în locul călărețului apare un triunghi; sub cal și sub bot, câte un triunghi, asemănător literii grecești ∆; apare în plus un al patrulea triunghi plasat între picioarele din față, sub cal apare în plus o pasăre, cu capul în sus, sprijinită pe unul din picioarele din față; sub coadă și sub bărbie câte o globulă; împrejur, cerc perlat. | Muzeul de Istorie, Galați | Cimec    |
|      | Drahmă dacică         | Datare: secoIul I a.Chr. Descoperit: jud. Vrancea, com. RĂCOASA, RĂCOASA Dimensiuni: 22,9mm/23,1mm Material: argint | Descriere avers: Cap uman mult stilizat, din combinații de linii, puncte și ovale, în profil spre dreapta. Nasul este redat dintr-o linie oblică, fruntea, o dungă în relief, părul din 6 linii oblice și o rozetă din 7 globule: în locul feții și al buclelor apar două ovale, ovalul feței mai mare și poziția unghiului din capătul lui stâng și cele două liniuțe de sub rozetă mai sus, ochiul, nasul și gura din câte o globulă; sub rozetă două liniuțe iar unghiul din stînga ovalului feței ușor modificat. Descriere revers: Cal mult schematizat, de proporții mai mici, la trap spre dreapta, cu corpul din două părți, crupa globulară, unite printr-o linie, capul rectangular, ochiul o globulă, picioarele din linii unghiulare cu capetele globulare, gâtul calului mai scurt, coada dintr-o linie frântă, ceva mai mare, cu ramificații, întretaie cercul perlat, în locul călărețului apare un triunghi cu vârful în jos; sub cal și sub bot, câte un triunghi, asemănător literii grecești ∆, sub cal apare o pasăre, cu capul în sus, sprijinită pe unul din picioarele din față; sub bărbie o globulă, triunghiul și pasărea de sub cal cu poziții modificate; împrejur, cerc perlat. | Muzeul de Istorie, Galați | Cimec    |
|      | Drahmă dacică         | Datare: secoIul I a.Chr. Descoperit: jud. Vrancea, com. RĂCOASA, RĂCOASA Dimensiuni: 23mm/23,7mm Material: argint   | Descriere avers: Cap uman mult stilizat, din combinații de linii, puncte și ovale, în profil spre dreapta. Nasul este redat dintr-o linie oblică, fruntea, o dungă în relief, părul din 6 linii oblice și o rozetă din 7 globule: în locul feții și al buclelor apar două ovale, ovalul feței mai mare și poziția unghiului din capătul lui stâng și cele două liniuțe de sub rozetă mai sus, ochiul, nasul și gura din câte o globulă; sub rozetă două liniuțe iar unghiul din stînga ovalului feței ușor modificat. Descriere revers: Cal mult schematizat, de proporții mai mici, la trap spre dreapta, cu corpul din două părți, crupa globulară, unite printr-o linie, capul rectangular, ochiul o globulă, picioarele din linii unghiulare cu capetele globulare, gâtul calului mai scurt, coada dintr-o linie frântă, ceva mai mare, cu ramificații, întretaie cercul perlat, în locul călărețului apare un triunghi cu vârful în jos; sub cal și sub bot, câte un triunghi, asemănător literii grecești ∆, sub cal apare o pasăre, cu capul în sus, sprijinită pe unul din picioarele din față; sub bărbie o globulă, triunghiul și pasărea de sub cal cu poziții modificate; împrejur, cerc perlat. | Muzeul de Istorie, Galați | Cimec    |
|      | Drahmă dacică         | Datare: secoIul I a.Chr. Descoperit: jud. Vrancea, com. RĂCOASA, RĂCOASA Dimensiuni: 22,5mm/23,5mm Material: argint | Descriere avers: Cap uman mult stilizat, din combinații de linii, puncte și ovale, în profil spre dreapta. Nasul este redat dintr-o linie oblică, fruntea, o dungă în relief, părul din 6 linii oblice și o rozetă din 7 globule: în locul feții și al buclelor apar două ovale, ovalul feței mai mare și poziția unghiului din capătul lui stâng și cele două liniuțe de sub rozetă mai sus, ochiul, nasul și gura din câte o globulă; sub rozetă două liniuțe iar unghiul din stînga ovalului feței ușor modificat. Descriere revers: Cal mult schematizat, de proporții mai mici, la trap spre dreapta, cu corpul din două părți, crupa globulară, unite printr-o linie, capul rectangular, ochiul o globulă, picioarele din linii unghiulare cu capetele globulare, gâtul calului mai scurt, coada dintr-o linie frântă, ceva mai mare, cu ramificații, întretaie cercul perlat, în locul călărețului apare un triunghi cu vârful în jos; sub cal și sub bot, câte un triunghi, asemănător literii grecești ∆, sub cal apare o pasăre, cu capul în sus, sprijinită pe unul din picioarele din față; sub bărbie o globulă, triunghiul și pasărea de sub cal cu poziții modificate; împrejur, cerc perlat. | Muzeul de Istorie, Galați | Cimec    |
|      | Drahmă dacică         | Datare: secoIul I a.Chr. Descoperit: jud. Vrancea, com. RĂCOASA, RĂCOASA Dimensiuni: 22,2mm/23,7mm Material: argint | Descriere avers: Cap uman mult stilizat, din combinații de linii, puncte și ovale, în profil spre dreapta. Nasul este redat dintr-o linie oblică, fruntea, o dungă în relief, părul din 6 linii oblice și o rozetă din 7 globule: în locul feții și al buclelor apar două ovale, ovalul feței mai mare și poziția unghiului din capătul lui stâng și cele două liniuțe de sub rozetă mai sus, ochiul, nasul și gura din câte o globulă; sub rozetă două liniuțe iar unghiul din stînga ovalului feței ușor modificat. Descriere revers: Cal mult schematizat, de proporții mai mici, la trap spre dreapta, cu corpul din două părți, crupa globulară, unite printr-o linie, capul rectangular, ochiul o globulă, picioarele din linii unghiulare cu capetele globulare, gâtul calului mai scurt, coada dintr-o linie frântă, ceva mai mare, cu ramificații, întretaie cercul perlat, în locul călărețului apare un triunghi cu vârful în jos; sub cal și sub bot, câte un triunghi, asemănător literii grecești ∆, sub cal apare o pasăre, cu capul în sus, sprijinită pe unul din picioarele din față; sub bărbie o globulă, triunghiul și pasărea de sub cal cu poziții modificate; împrejur, cerc perlat. | Muzeul de Istorie, Galați | Cimec    |
|      | Drahmă dacică         | Datare: secoIul I a.Chr. Descoperit: jud. Vrancea, com. RĂCOASA, RĂCOASA Dimensiuni: 23,7mm/24,4mm Material: argint | Descriere avers: Cap uman mult stilizat, din combinații de linii, puncte și ovale, în profil spre dreapta. Nasul este redat dintr-o linie oblică, fruntea, o dungă în relief, părul din 6 linii oblice și o rozetă din 7 globule: în locul feții și al buclelor apar două ovale, unul mult alungit, iar celălalt cu o linie unghiulară la capătul din stânga și cu încă două linii dedesubt; ochiul, nasul și gura din câte o globulă; sub rozetă două liniuțe iar unghiul din stînga ovalului feței mai mic. Descriere revers: Cal mult schematizat, de proporții mai mici, la trap spre dreapta, cu corpul din două părți, crupa globulară, unite printr-o linie, capul rectangular, ochiul o globulă, picioarele din linii unghiulare cu capetele globulare, gâtul calului mai scurt, coada dintr-o linie frântă, ceva mai mare, cu ramificații, întretaie cercul perlat, în locul călărețului apare un triunghi cu vârful în jos; sub cal și sub bot, câte un triunghi, asemănător literii grecești ∆;, sub cal apare o pasăre, cu capul în sus, sprijinită pe unul din picioarele din față; sub bărbie o globulă, triunghiul și pasărea de sub cal cu poziții modificate; împrejur, cerc perlat. Partea superioară a calului surfrapată. | Muzeul de Istorie, Galați | Cimec    |
|      | Drahmă dacică         | Datare: secoIul I a.Chr. Descoperit: jud. Vrancea, com. RĂCOASA, RĂCOASA Dimensiuni: 23,6mm/24mm Material: argint   | Descriere avers: Cap uman mult stilizat, din combinații de linii, puncte și ovale, în profil spre dreapta. Nasul este redat dintr-o linie oblică, fruntea, o dungă în relief, părul din 6 linii oblice și o rozetă din 7 globule: în locul feții și al buclelor apar două ovale, unul mult alungit, iar celălalt cu o linie unghiulară la capătul din stânga și cu încă două linii dedesubt; ochiul, nasul și gura din câte o globulă; sub rozetă două liniuțe iar unghiul din stînga ovalului feței mai mic. Descriere revers: Cal mult schematizat, de proporții mai mici, la trap spre dreapta, cu corpul din două părți, crupa globulară, unite printr-o linie, capul rectangular, ochiul o globulă, picioarele din linii unghiulare cu capetele globulare, gâtul calului mai scurt, coada dintr-o linie frântă, ceva mai mare, cu ramificații, întretaie cercul perlat, în locul călărețului apare un triunghi cu vârful în jos; sub cal și sub bot, câte un triunghi, asemănător literii grecești ∆;, sub cal apare o pasăre, cu capul în sus, sprijinită pe unul din picioarele din față; sub bărbie o globulă, triunghiul și pasărea de sub cal cu poziții modificate; împrejur, cerc perlat. Partea superioară a calului surfrapată. | Muzeul de Istorie, Galați | Cimec    |
|      | Drahmă dacică         | Datare: secoIul I a.Chr. Descoperit: jud. Vrancea, com. RĂCOASA, RĂCOASA Dimensiuni: 22,7mm/24,8mm Material: argint | Descriere avers: Cap uman mult stilizat, din combinații de linii, puncte și ovale, în profil spre dreapta. Nasul este redat dintr-o linie oblică, fruntea, o dungă în relief, părul din 6 linii oblice și o rozetă din 7 globule: în locul feții și al buclelor apar două ovale, ovalul feței mai mare și poziția unghiului din capătul lui stâng și cele două liniuțe de sub rozetă mai sus, ochiul, nasul și gura din câte o globulă; sub rozetă două liniuțe iar unghiul din stînga ovalului feței ușor modificat. Descriere revers: Cal mult schematizat, de proporții mai mici, la trap spre dreapta, cu corpul din două părți, crupa globulară, unite printr-o linie, capul rectangular, mai voluminos, urechile mai evidente, ochiul o globulă, picioarele din linii unghiulare cu capetele globulare, gâtul calului mai scurt, coada dintr-o linie frântă, ceva mai mare, cu ramificații, în locul călărețului apare sigla M tăiată; sub cal și sub bot, câte un triunghi, asemănător literii grecești ∆, sub cal apare în plus o pasăre, cu capul în sus, sprijinită pe unul din picioarele din față; sub bărbie o globulă, triunghiul și pasărea de sub cal cu poziții modificate; împrejur, cerc perlat. | Muzeul de Istorie, Galați | Cimec    |
|      | Drahmă dacică         | Datare: secoIul I a.Chr. Descoperit: jud. Vrancea, com. RĂCOASA, RĂCOASA Dimensiuni: 23,8mm/25,1mm Material: argint | Descriere avers: Cap uman mult stilizat, din combinații de linii, puncte și ovale, în profil spre dreapta. Nasul este redat dintr-o linie oblică, fruntea, o dungă în relief, părul din 6 linii oblice și o rozetă din 7 globule: în locul feții și al buclelor apar două ovale, ovalul feței mai mare și poziția unghiului din capătul lui stâng și cele două liniuțe de sub rozetă mai sus, ochiul, nasul și gura din câte o globulă; sub rozetă două liniuțe iar unghiul din stînga ovalului feței ușor modificat. Descriere revers: Cal mult schematizat, de proporții mai mici, la trap spre dreapta, cu corpul din două părți, crupa globulară, unite printr-o linie, capul rectangular, mai voluminos, urechile mai evidente, ochiul o globulă, picioarele din linii unghiulare cu capetele globulare, gâtul calului mai scurt, coada dintr-o linie frântă, ceva mai mare, cu ramificații, în locul călărețului apare sigla M tăiată; sub cal și sub bot, câte un triunghi, asemănător literii grecești ∆, sub cal apare în plus o pasăre, cu capul în sus, sprijinită pe unul din picioarele din față; sub bărbie o globulă, triunghiul și pasărea de sub cal cu poziții modificate; împrejur, cerc perlat. | Muzeul de Istorie, Galați | Cimec    |
|      | Drahmă dacică         | Datare: secoIul I a.Chr. Descoperit: jud. Vrancea, com. RĂCOASA, RĂCOASA Dimensiuni: 23,4mm/24,4mm Material: argint | Descriere avers: Cap uman mult stilizat, din combinații de linii, puncte și ovale, în profil spre dreapta. Nasul este redat dintr-o linie oblică, fruntea, o dungă în relief, părul din 6 linii oblice și o rozetă din 7 globule: în locul feții și al buclelor apar două ovale, ovalul feței mai mare și poziția unghiului din capătul lui stâng și cele două liniuțe de sub rozetă mai sus, ochiul, nasul și gura din câte o globulă; sub rozetă două liniuțe iar unghiul din stînga ovalului feței ușor modificat. Descriere revers: Cal mult schematizat, de proporții mai mici, la trap spre dreapta, cu corpul din două părți, crupa globulară, unite printr-o linie, capul rectangular, mai voluminos, urechile mai evidente, ochiul o globulă, picioarele din linii unghiulare cu capetele globulare, gâtul calului mai scurt, coada dintr-o linie frântă, ceva mai mare, cu ramificații, în locul călărețului apare sigla M tăiată; sub cal și sub bot, câte un triunghi, asemănător literii grecești ∆, sub cal apare în plus o pasăre, cu capul în sus, sprijinită pe unul din picioarele din față; sub bărbie o globulă, triunghiul și pasărea de sub cal cu poziții modificate; împrejur, cerc perlat. | Muzeul de Istorie, Galați | Cimec    |
|      | Drahmă dacică         | Datare: secoIul I a.Chr. Descoperit: jud. Vrancea, com. RĂCOASA, RĂCOASA Dimensiuni: 24,6mm/25,6mm Material: argint | Descriere avers: Cap uman mult stilizat, din combinații de linii, puncte și ovale, în profil spre dreapta. Nasul este redat dintr-o linie oblică, fruntea, o dungă în relief, părul din 6 linii oblice și o rozetă din 7 globule: în locul feții și al buclelor apar două ovale, ovalul feței mai mare și poziția unghiului din capătul lui stâng și cele două liniuțe de sub rozetă mai sus, ochiul, nasul și gura din câte o globulă; sub rozetă două liniuțe iar unghiul din stînga ovalului feței ușor modificat. Descriere revers: Cal mult schematizat, de proporții mai mici, la trap spre dreapta, cu corpul din două părți, crupa globulară, unite printr-o linie, capul rectangular, mai voluminos, urechile mai evidente, ochiul o globulă, picioarele din linii unghiulare cu capetele globulare, gâtul calului mai scurt, coada dintr-o linie frântă, ceva mai mare, cu ramificații, în locul călărețului apare sigla M tăiată, ceva mai mică; sub cal și sub bot, câte un triunghi, asemănător literii grecești ∆, sub cal apare o pasăre, cu capul în sus, sprijinită pe unul din picioarele din față; sub bărbie o globulă, triunghiul și pasărea de sub cal cu poziții ușor modificate; împrejur, cerc perlat. | Muzeul de Istorie, Galați | Cimec    |
|      | Drahmă dacică         | Datare: secoIul I a.Chr. Descoperit: jud. Vrancea, com. RĂCOASA, RĂCOASA Dimensiuni: 22,6mm/23,4mm Material: argint | Descriere avers: Cap uman mult stilizat, din combinații de linii, puncte și ovale, în profil spre dreapta. Nasul este redat dintr-o linie oblică, fruntea, o dungă în relief, părul din 6 linii oblice și o rozetă din 7 globule: în locul feții și al buclelor apar două ovale, ovalul feței mai mare și poziția unghiului din capătul lui stâng și cele două liniuțe de sub rozetă mai sus, ochiul, nasul și gura din câte o globulă; sub rozetă două liniuțe iar unghiul din stînga ovalului feței ușor modificat. Descriere revers: Cal mult schematizat, de proporții mai mici, la trap spre dreapta, cu corpul din două părți, crupa globulară, unite printr-o linie, capul rectangular, mai voluminos, urechile mai evidente, ochiul o globulă, picioarele din linii unghiulare cu capetele globulare, gâtul calului mai scurt, coada dintr-o linie frântă, ceva mai mare, cu ramificații, în locul călărețului apare sigla M tăiată, ceva mai mică; sub cal și sub bot, câte un triunghi, asemănător literii grecești ∆, sub cal apare o pasăre, cu capul în sus, sprijinită pe unul din picioarele din față; sub bărbie o globulă, triunghiul și pasărea de sub cal cu poziții ușor modificate; împrejur, cerc perlat. | Muzeul de Istorie, Galați | Cimec    |
|      | Drahmă dacică         | Datare: secoIul I a.Chr. Descoperit: jud. Vrancea, com. RĂCOASA, RĂCOASA Dimensiuni: 23mm/25mm Material: argint     | Descriere avers: Cap uman mult stilizat, din combinații de linii, puncte și ovale, în profil spre dreapta. Nasul este redat dintr-o linie oblică, fruntea, o dungă în relief, părul din 6 linii oblice și o rozetă din 7 globule: în locul feții și al buclelor apar două ovale, ovalul feței mai mare și poziția unghiului din capătul lui stâng și cele două liniuțe de sub rozetă mai sus, ochiul, nasul și gura din câte o globulă; sub rozetă două liniuțe iar unghiul din stînga ovalului feței ușor modificat. Descriere revers: Cal mult schematizat, de proporții mai mici, la trap spre dreapta, cu corpul din două părți, crupa globulară, unite printr-o linie, capul rectangular, mai voluminos, urechile mai evidente, ochiul o globulă, picioarele din linii unghiulare cu capetele globulare, gâtul calului mai scurt, coada dintr-o linie frântă, ceva mai mare, cu ramificații, în locul călărețului apare sigla M tăiată, ceva mai mică; sub cal și sub bot, câte un triunghi, asemănător literii grecești ∆, sub cal apare o pasăre, cu capul în sus, sprijinită pe unul din picioarele din față; sub bărbie o globulă, triunghiul și pasărea de sub cal cu poziții ușor modificate; împrejur, cerc perlat. | Muzeul de Istorie, Galați | Cimec    |
|      | Drahmă dacică         | Datare: secoIul I a.Chr. Descoperit: jud. Vrancea, com. RĂCOASA, RĂCOASA Dimensiuni: 24,7mm/25,2mm Material: argint | Descriere avers: Cap uman mult stilizat, din combinații de linii, puncte și ovale, în profil spre dreapta. Nasul este redat dintr-o linie oblică, fruntea, o dungă în relief, părul din 6 linii oblice și o rozetă din 7 globule: în locul feții și al buclelor apar două ovale, ovalul feței mai mare și poziția unghiului din capătul lui stâng și cele două liniuțe de sub rozetă mai sus, ochiul, nasul și gura din câte o globulă; sub rozetă două liniuțe iar unghiul din stînga ovalului feței ușor modificat. Descriere revers: Cal mult schematizat, de proporții mai mici, la trap spre dreapta, cu corpul din două părți, crupa globulară, unite printr-o linie, capul rectangular, mai voluminos, urechile mai evidente, ochiul o globulă, picioarele din linii unghiulare cu capetele globulare, gâtul calului mai scurt, coada dintr-o linie frântă, ceva mai mare, cu ramificații, în locul călărețului apare sigla M tăiată, ceva mai mică; sub cal și sub bot, câte un triunghi, asemănător literii grecești ∆, sub cal apare o pasăre, cu capul în sus, sprijinită pe unul din picioarele din față; sub bărbie o globulă, triunghiul și pasărea de sub cal cu poziții ușor modificate; împrejur, cerc perlat. | Muzeul de Istorie, Galați | Cimec    |
|      | Drahmă dacică         | Datare: secoIul I a.Chr. Descoperit: jud. Vrancea, com. RĂCOASA, RĂCOASA Dimensiuni: 25mm/26mm Material: argint     | Descriere avers: Cap uman mult stilizat, din combinații de linii, puncte și ovale, în profil spre dreapta. Nasul este redat dintr-o linie oblică, fruntea, o dungă în relief, părul din 6 linii oblice și o rozetă din 7 globule: în locul feții și al buclelor apar două ovale, ovalul feței mai mare și poziția unghiului din capătul lui stâng și cele două liniuțe de sub rozetă mai sus, ochiul, nasul și gura din câte o globulă; sub rozetă două liniuțe iar unghiul din stînga ovalului feței ușor modificat. Descriere revers: Cal mult schematizat, de proporții mai mici, la trap spre dreapta, cu corpul din două părți, crupa globulară, unite printr-o linie, capul rectangular, mai voluminos, urechile mai evidente, ochiul o globulă, picioarele din linii unghiulare cu capetele globulare, gâtul calului mai scurt, coada dintr-o linie frântă, ceva mai mare, cu ramificații, în locul călărețului apare sigla M tăiată, ceva mai mică; sub cal și sub bot, câte un triunghi, asemănător literii grecești ∆, sub cal apare o pasăre, cu capul în sus, sprijinită pe unul din picioarele din față; sub bărbie o globulă, triunghiul și pasărea de sub cal cu poziții ușor modificate; împrejur, cerc perlat. | Muzeul de Istorie, Galați | Cimec    |
|      | Drahmă dacică         | Datare: secoIul I a.Chr. Descoperit: jud. Vrancea, com. RĂCOASA, RĂCOASA Dimensiuni: 24,4mm/25,4mm Material: argint | Descriere avers: Cap uman mult stilizat, din combinații de linii, puncte și ovale, în profil spre dreapta. Nasul este redat dintr-o linie oblică, fruntea, o dungă în relief, părul din 6 linii oblice și o rozetă din 7 globule: în locul feții și al buclelor apar două ovale, ovalul feței mai mare și poziția unghiului din capătul lui stâng și cele două liniuțe de sub rozetă mai sus, ochiul, nasul și gura din câte o globulă; sub rozetă două liniuțe iar unghiul din stînga ovalului feței ușor modificat. Descriere revers: Cal mult schematizat, de proporții mai mici, la trap spre dreapta, cu corpul din două părți, crupa globulară, unite printr-o linie, capul rectangular, mai mic, urechile mai evidente, ochiul o globulă, picioarele din linii unghiulare cu capetele globulare, gâtul calului mai scurt, coada dintr-o linie frântă, ceva mai mare, cu ramificații, în locul călărețului apare sigla M tăiată, ceva mai mică; sub cal și sub bot, câte un triunghi, asemănător literii grecești ∆, sub cal apare o pasăre, cu capul în sus, sprijinită pe unul din picioarele din față; sub bărbie o globulă, triunghiul și pasărea de sub cal cu poziții ușor modificate; împrejur, cerc perlat. | Muzeul de Istorie, Galați | Cimec    |
|      | Drahmă dacică         | Datare: secoIul I a.Chr. Descoperit: jud. Vrancea, com. RĂCOASA, RĂCOASA Dimensiuni: 23,9mm/25,1mm Material: argint | Descriere avers: Cap uman mult stilizat, din combinații de linii, puncte și ovale, în profil spre dreapta. Nasul este redat dintr-o linie oblică, fruntea, o dungă în relief, părul din 6 linii oblice și o rozetă din 7 globule: în locul feții și al buclelor apar două ovale, ovalul feței mai mare și poziția unghiului din capătul lui stâng și cele două liniuțe de sub rozetă mai sus, ochiul, nasul și gura din câte o globulă; sub rozetă două liniuțe iar unghiul din stînga ovalului feței ușor modificat. Descriere revers: Cal mult schematizat, de proporții mai mici, la trap spre dreapta, cu corpul din două părți, crupa globulară, unite printr-o linie, capul rectangular, mai mic, urechile mai evidente, ochiul o globulă, picioarele din linii unghiulare cu capetele globulare, gâtul calului mai scurt, coada dintr-o linie frântă, ceva mai mare, cu ramificații, în locul călărețului apare sigla M tăiată, ceva mai mică; sub cal și sub bot, câte un triunghi, asemănător literii grecești ∆, sub cal apare o pasăre, cu capul în sus, sprijinită pe unul din picioarele din față; sub bărbie o globulă, triunghiul și pasărea de sub cal cu poziții ușor modificate; împrejur, cerc perlat. | Muzeul de Istorie, Galați | Cimec    |
|      | Drahmă dacică         | Datare: secoIul I a.Chr. Descoperit: jud. Vrancea, com. RĂCOASA, RĂCOASA Dimensiuni: 21,5mm/24mm Material: argint   | Descriere avers: Cap uman mult stilizat, din combinații de linii, puncte și ovale, în profil spre dreapta. Nasul este redat dintr-o linie oblică, fruntea, o dungă în relief, părul din 6 linii oblice și o rozetă din 7 globule: în locul feții și al buclelor apar două ovale, ovalul feței mai mare și poziția unghiului din capătul lui stâng și cele două liniuțe de sub rozetă mai sus, ochiul, nasul și gura din câte o globulă; sub rozetă două liniuțe iar unghiul din stînga ovalului feței ușor modificat. Descriere revers: Cal mult schematizat, de proporții mai mici, la trap spre dreapta, cu corpul din două părți, crupa globulară, unite printr-o linie, capul rectangular, mai mic, urechile mai evidente, ochiul o globulă, picioarele din linii unghiulare cu capetele globulare, gâtul calului mai scurt, coada dintr-o linie frântă, ceva mai mare, cu ramificații, în locul călărețului apare sigla M tăiată, plasată mai sus și către dreapta, sub cal și sub bot, câte un triunghi, asemănător literii grecești ∆, sub cal apare o pasăre, cu capul în sus, sprijinită pe unul din picioarele din față; sub bărbie o globulă, triunghiul și pasărea de sub cal cu poziții ușor modificate; împrejur, cerc perlat. | Muzeul de Istorie, Galați | Cimec    |
|      | Drahmă dacică         | Datare: secoIul I a.Chr. Descoperit: jud. Vrancea, com. RĂCOASA, RĂCOASA Dimensiuni: 24mm/24,5mm Material: argint   | Descriere avers: Cap uman mult stilizat, din combinații de linii, puncte și ovale, în profil spre dreapta. Nasul este redat dintr-o linie oblică, fruntea, o dungă în relief, părul din 6 linii oblice și o rozetă din 7 globule: în locul feții și al buclelor apar două ovale, ovalul feței mai mare și poziția unghiului din capătul lui stâng și cele două liniuțe de sub rozetă mai sus, ochiul, nasul și gura din câte o globulă; sub rozetă două liniuțe iar unghiul din stînga ovalului feței ușor modificat. Descriere revers: Cal mult schematizat, de proporții mai mici, la trap spre dreapta, cu corpul din două părți, crupa globulară, unite printr-o linie, capul rectangular, mai mic, urechile mai evidente, ochiul o globulă, picioarele din linii unghiulare cu capetele globulare, gâtul calului mai scurt, coada dintr-o linie frântă, ceva mai mare, cu ramificații, partea anterioară a calului nu se mai vede; în locul călărețului apare sigla M tăiată, plasată mai sus și către dreapta, din siglă M numai urme, plasate mult către dreapta; sub cal și sub bot, câte un triunghi, asemănător literii grecești ∆, sub cal apare o pasăre, cu capul în sus, sprijinită pe unul din picioarele din față; sub bărbie o globulă, triunghiul și pasărea de sub cal cu poziții ușor modificate; împrejur, cerc perlat. | Muzeul de Istorie, Galați | Cimec    |
|      | Drahmă dacică         | Datare: secoIul I a.Chr. Descoperit: jud. Vrancea, com. RĂCOASA, RĂCOASA Dimensiuni: 24mm/24,4mm Material: argint   | Descriere avers: Cap uman mult stilizat, din combinații de linii, puncte și ovale, în profil spre dreapta. Nasul este redat dintr-o linie oblică, fruntea, o dungă în relief, părul din 6 linii oblice și o rozetă din 7 globule: în locul feții și al buclelor apar două ovale, ovalul feței mai mare și poziția unghiului din capătul lui stâng și cele două liniuțe de sub rozetă mai sus, ochiul, nasul și gura din câte o globulă; sub rozetă două liniuțe iar unghiul din stînga ovalului feței ușor modificat. Descriere revers: Cal mult schematizat, de proporții mai mici, la trap spre dreapta, cu corpul din două părți, crupa globulară, unite printr-o linie, capul rectangular, mai mic, urechile mai evidente, ochiul o globulă, picioarele din linii unghiulare cu capetele globulare, gâtul calului mai scurt, coada dintr-o linie frântă, ceva mai mare, cu ramificații, partea anterioară a calului nu se mai vede; în locul călărețului apare sigla M tăiată, mai mare, plasată mai sus și către dreapta; sub cal și sub bot, câte un triunghi, asemănător literii grecești ∆, sub cal apare o pasăre, cu capul în sus, sprijinită pe unul din picioarele din față; sub bărbie o globulă, triunghiul și pasărea de sub cal cu poziții ușor modificate; împrejur, cerc perlat. | Muzeul de Istorie, Galați | Cimec    |
|      | Drahmă dacică         | Datare: secoIul I a.Chr. Descoperit: jud. Vrancea, com. RĂCOASA, RĂCOASA Dimensiuni: 24mm/24,3mm Material: argint   | Descriere avers: Cap uman mult stilizat, din combinații de linii, puncte și ovale, în profil spre dreapta. Nasul este redat dintr-o linie oblică, fruntea, o dungă în relief, părul din 6 linii oblice și o rozetă din 7 globule: în locul feții și al buclelor apar două ovale, unul mult alungit, iar celălalt cu o linie unghiulară la capătul din stânga și cu încă două linii dedesubt; ochiul, nasul și gura din câte o globulă. Liniile din spatele ovalului feței deplasate mai spre stânga. Sub rozetă două liniuțe paralele, ceva mai sus, cu altă poziție, iar unghiul din stânga ovalului feței unit cu linia aflată sub el. Descriere revers: Cal mult schematizat, de proporții mai mici, la trap spre dreapta, cu corpul din două părți, crupa globulară, unite printr-o linie, capul rectangular, mai mare, urechile mai evidente, ochiul o globulă, picioarele din linii unghiulare cu capetele globulare, gâtul calului mai scurt, coada dintr-o linie frântă, ceva mai lungă, cu ramificații, partea anterioară a calului nu se mai vede; în locul călărețului apare sigla M tăiată, diferit redată, mai mare, plasată mai sus și către dreapta; sub cal și sub bot, câte un triunghi, asemănător literii grecești ∆, sub cal apare o pasăre, cu capul în sus, sprijinită pe unul din picioarele din față; sub bărbie o globulă, triunghiul și pasărea de sub cal cu poziții ușor modificate; împrejur, cerc perlat.                                                                           | Muzeul de Istorie, Galați | Cimec    |
|      | Drahmă dacică         | Datare: secoIul I a.Chr. Descoperit: jud. Vrancea, com. RĂCOASA, RĂCOASA Dimensiuni: 23,7mm/24,1mm Material: argint | Descriere avers: Cap uman mult stilizat, din combinații de linii, puncte și ovale, în profil spre dreapta. Nasul este redat dintr-o linie oblică, fruntea, o dungă în relief, părul din 6 linii oblice și o rozetă din 7 globule: în locul feții și al buclelor apar două ovale, unul mult alungit, iar celălalt cu o linie unghiulară la capătul din stânga și cu încă două linii dedesubt; ochiul, nasul și gura din câte o globulă. Liniile din spatele ovalului feței deplasate mai spre stânga. Sub rozetă două liniuțe paralele, ceva mai sus, cu altă poziție, iar unghiul din stânga ovalului feței unit cu linia aflată sub el. Descriere revers: Cal mult schematizat, de proporții mai mici, la trap spre dreapta, cu corpul din două părți, crupa globulară, unite printr-o linie, capul rectangular, mai mare, urechile mai evidente, ochiul o globulă, picioarele din linii unghiulare cu capetele globulare, gâtul calului mai scurt, coada dintr-o linie frântă, ceva mai lungă, cu ramificații, partea anterioară a calului nu se mai vede; în locul călărețului apar siglele M barat și T dedesubt; sub cal un triunghi, asemănător literii grecești ∆ și sigla T, iar sub botul calului o pasăre așezată pe piciorul calului în profil spre dreapta.; împrejur, cerc perlat. | Muzeul de Istorie, Galați | Cimec    |
|      | Drahmă dacică         | Datare: secoIul I a.Chr. Descoperit: jud. Vrancea, com. RĂCOASA, RĂCOASA Dimensiuni: 24mm/24,6mm Material: argint   | Descriere avers: Cap uman mult stilizat, din combinații de linii, puncte și ovale, în profil spre dreapta. Nasul este redat dintr-o linie oblică, fruntea, o dungă în relief, părul din 6 linii oblice și o rozetă din 7 globule: în locul feții și al buclelor apar două ovale, unul mult alungit, iar celălalt cu o linie unghiulară la capătul din stânga și cu încă două linii dedesubt; ochiul, nasul și gura din câte o globulă. Liniile din spatele ovalului feței deplasate mai spre stânga. Sub rozetă două liniuțe paralele, ceva mai sus, cu altă poziție, iar unghiul din stânga ovalului feței unit cu linia aflată sub el. Descriere revers: Cal mult schematizat, de proporții mai mici, la trap spre dreapta, cu corpul din două părți, crupa globulară, unite printr-o linie, capul rectangular, mai mare, urechile mai evidente, ochiul o globulă, picioarele din linii unghiulare cu capetele globulare, gâtul calului mai scurt, coada dintr-o linie frântă, ceva mai lungă, cu ramificații, partea anterioară a calului nu se mai vede; în locul călărețului apar siglele M barat și T dedesubt; sub cal un triunghi, asemănător literii grecești ∆ și sigla T, iar sub botul calului o pasăre așezată pe piciorul calului în profil spre dreapta.; împrejur, cerc perlat. | Muzeul de Istorie, Galați | Cimec    |
|      | Drahmă dacică         | Datare: secoIul I a.Chr. Descoperit: jud. Vrancea, com. RĂCOASA, RĂCOASA Dimensiuni: 25,4mm/26mm Material: argint   | Descriere avers: Cap uman mult stilizat, din combinații de linii, puncte și ovale, în profil spre dreapta. Nasul este redat dintr-o linie oblică, fruntea, o dungă în relief, părul din 6 linii oblice și o rozetă din 7 globule: în locul feții și al buclelor apar două ovale, unul mult alungit, iar celălalt cu o linie unghiulară la capătul din stânga și cu încă două linii dedesubt; ochiul, nasul și gura din câte o globulă. Liniile din spatele ovalului feței deplasate mai spre stânga. Sub rozetă două liniuțe paralele, ceva mai sus, cu altă poziție, iar unghiul din stânga ovalului feței unit cu linia aflată sub el. Descriere revers: Cal mult schematizat, de proporții mai mici, la trap spre dreapta, cu corpul din două părți, crupa globulară, unite printr-o linie, capul rectangular, mai mare, urechile mai evidente, ochiul o globulă, picioarele din linii unghiulare cu capetele globulare, gâtul calului mai scurt, coada dintr-o linie frântă, ceva mai lungă, cu ramificații, partea anterioară a calului nu se mai vede; în locul călărețului apar siglele M barat și T dedesubt; sub cal un triunghi, asemănător literii grecești ∆ și sigla T, iar sub botul calului o pasăre așezată pe piciorul calului în profil spre dreapta.; împrejur, cerc perlat. | Muzeul de Istorie, Galați | Cimec    |
|      | Drahmă dacică         | Datare: secoIul I a.Chr. Descoperit: jud. Vrancea, com. RĂCOASA, RĂCOASA Dimensiuni: 22mm/24,3mm Material: argint   | Descriere avers: Cap uman mult stilizat, din combinații de linii, puncte și ovale, în profil spre dreapta. Nasul este redat dintr-o linie oblică, fruntea, o dungă în relief, părul din 6 linii oblice și o rozetă din 7 globule: în locul feții și al buclelor apar două ovale, unul mult alungit, iar celălalt cu o linie unghiulară la capătul din stânga și cu încă două linii dedesubt; ochiul, nasul și gura din câte o globulă. Liniile din spatele ovalului feței deplasate mai spre stânga. Sub rozetă două liniuțe paralele, ceva mai sus, cu altă poziție, iar unghiul din stânga ovalului feței unit cu linia aflată sub el. Descriere revers: Cal mult schematizat, de proporții mai mici, la trap spre dreapta, cu corpul din două părți, crupa globulară, unite printr-o linie, capul rectangular, mai mare, urechile mai evidente, ochiul o globulă, picioarele din linii unghiulare cu capetele globulare, gâtul calului mai scurt, coada dintr-o linie frântă, ceva mai lungă, cu ramificații, partea anterioară a calului nu se mai vede; în locul călărețului apar siglele M barat și T dedesubt; sub cal un triunghi, asemănător literii grecești ∆ și sigla T, iar sub botul calului o pasăre așezată pe piciorul calului în profil spre dreapta.; împrejur, cerc perlat. | Muzeul de Istorie, Galați | Cimec    |
|      | Drahmă dacică         | Datare: secoIul I a.Chr. Descoperit: jud. Vrancea, com. RĂCOASA, RĂCOASA Dimensiuni: 23mm/23,2mm Material: argint   | Descriere avers: Cap uman mult stilizat, din combinații de linii, puncte și ovale, în profil spre dreapta. Nasul este redat dintr-o linie oblică, fruntea, o dungă în relief, părul din 6 linii oblice și o rozetă din 7 globule: în locul feții și al buclelor apar două ovale, unul mult alungit, iar celălalt cu o linie unghiulară la capătul din stânga și cu încă două linii dedesubt; ochiul, nasul și gura din câte o globulă. Liniile din spatele ovalului feței deplasate mai spre stânga. Sub rozetă două liniuțe paralele, ceva mai sus, cu altă poziție, iar unghiul din stânga ovalului feței unit cu linia aflată sub el. Descriere revers: Cal mult schematizat, de proporții mai mici, la trap spre dreapta, cu corpul din două părți, crupa globulară, unite printr-o linie, capul rectangular, mai mare, urechile mai evidente, ochiul o globulă, picioarele din linii unghiulare cu capetele globulare, gâtul calului mai scurt, coada dintr-o linie frântă, ceva mai lungă, cu ramificații, partea anterioară a calului nu se mai vede; în locul călărețului apare siglele M; sub cal siglele M barat și T, iar sub botul calului o pasăre, mai voluminoasă, așezată pe piciorul calului în profil spre dreapta.; împrejur, cerc perlat. | Muzeul de Istorie, Galați | Cimec    |
|      | Drahmă dacică         | Datare: secoIul I a.Chr. Descoperit: jud. Vrancea, com. RĂCOASA, RĂCOASA Dimensiuni: 23mm/23,7mm Material: argint   | Descriere avers: Cap uman mult stilizat, din combinații de linii, puncte și ovale, în profil spre dreapta. Nasul este redat dintr-o linie oblică, fruntea, o dungă în relief, părul din 6 linii oblice și o rozetă din 7 globule: în locul feții și al buclelor apar două ovale, unul mult alungit, iar celălalt cu o linie unghiulară la capătul din stânga și cu încă două linii dedesubt; ochiul, nasul și gura din câte o globulă. Liniile din spatele ovalului feței deplasate mai spre stânga. Sub rozetă două liniuțe paralele, ceva mai sus, cu altă poziție, iar unghiul din stânga ovalului feței unit cu linia aflată sub el. Descriere revers: Cal mult schematizat, de proporții mai mici, la trap spre dreapta, cu corpul din două părți, crupa globulară, unite printr-o linie, capul rectangular, mai mare, urechile mai evidente, ochiul o globulă, picioarele din linii unghiulare cu capetele globulare, gâtul calului mai scurt, coada dintr-o linie frântă, ceva mai lungă, cu ramificații, partea anterioară a calului nu se mai vede; în locul călărețului apare siglele M; sub cal siglele M barat și T, iar sub botul calului o pasăre, mai voluminoasă, așezată pe piciorul calului în profil spre dreapta.; împrejur, cerc perlat. | Muzeul de Istorie, Galați | Cimec    |
|      | Drahmă dacică         | Datare: secoIul I a.Chr. Descoperit: jud. Vrancea, com. RĂCOASA, RĂCOASA Dimensiuni: 23,7mm/24mm Material: argint   | Descriere avers: Cap uman mult stilizat, din combinații de linii, puncte și ovale, în profil spre dreapta. Nasul este redat dintr-o linie oblică, fruntea, o dungă în relief, părul din 6 linii oblice și o rozetă din 7 globule: în locul feții și al buclelor apar două ovale, unul mult alungit, iar celălalt cu o linie unghiulară la capătul din stânga și cu încă două linii dedesubt; ochiul, nasul și gura din câte o globulă. Liniile din spatele ovalului feței deplasate mai spre stânga. Sub rozetă două liniuțe paralele, ceva mai sus, cu altă poziție, iar unghiul din stânga ovalului feței unit cu linia aflată sub el. Descriere revers: Cal mult schematizat, de proporții mai mici, la trap spre dreapta, cu corpul din două părți, crupa globulară, unite printr-o linie, capul rectangular, mai mare, urechile mai evidente, ochiul o globulă, picioarele din linii unghiulare cu capetele globulare, gâtul calului mai scurt, coada dintr-o linie frântă, ceva mai lungă, cu ramificații, partea anterioară a calului nu se mai vede; în locul călărețului apare siglele M; sub cal siglele M barat și T, iar sub botul calului o pasăre, mai voluminoasă, așezată pe piciorul calului în profil spre dreapta.; împrejur, cerc perlat. | Muzeul de Istorie, Galați | Cimec    |
|      | Drahmă dacică         | Datare: secoIul I a.Chr. Descoperit: jud. Vrancea, com. RĂCOASA, RĂCOASA Dimensiuni: 25mm/25,5mm Material: argint   | Descriere avers: Cap uman mult stilizat, din combinații de linii, puncte și ovale, în profil spre dreapta. Nasul este redat dintr-o linie oblică, fruntea, o dungă în relief, părul din 6 linii oblice și o rozetă din 7 globule: în locul feții și al buclelor apar două ovale, unul mult alungit, iar celălalt cu o linie unghiulară la capătul din stânga și cu încă două linii dedesubt; ochiul, nasul și gura din câte o globulă. Liniile din spatele ovalului feței deplasate mai spre stânga. Sub rozetă două liniuțe paralele, ceva mai sus, cu altă poziție, iar unghiul din stânga ovalului feței unit cu linia aflată sub el. Descriere revers: Cal mult schematizat, de proporții mai mici, la trap spre dreapta, cu corpul din două părți, crupa globulară, unite printr-o linie, capul rectangular, mai mare, urechile mai evidente, ochiul o globulă, picioarele din linii unghiulare cu capetele globulare, gâtul calului mai scurt, coada dintr-o linie frântă, ceva mai lungă, cu ramificații, partea anterioară a calului nu se mai vede; în locul călărețului apare siglele M; sub cal siglele M barat și T, iar sub botul calului o pasăre, mai voluminoasă, așezată pe piciorul calului în profil spre dreapta.; împrejur, cerc perlat. | Muzeul de Istorie, Galați | Cimec    |
|      | Drahmă dacică         | Datare: secoIul I a.Chr. Descoperit: jud. Vrancea, com. RĂCOASA, RĂCOASA Dimensiuni: 24mm/24,5mm Material: argint   | Descriere avers: Cap uman mult stilizat, din combinații de linii, puncte și ovale, în profil spre dreapta. Nasul este redat dintr-o linie oblică, fruntea, o dungă în relief, părul din 6 linii oblice și o rozetă din 7 globule: în locul feții și al buclelor apar două ovale, unul mult alungit, iar celălalt cu o linie unghiulară la capătul din stânga și cu încă două linii dedesubt; ochiul, nasul și gura din câte o globulă. Liniile din spatele ovalului feței deplasate mai spre stânga. Sub rozetă două liniuțe paralele, ceva mai sus, cu altă poziție, iar unghiul din stânga ovalului feței unit cu linia aflată sub el. Descriere revers: Cal mult schematizat, de proporții mai mici, la trap spre dreapta, cu corpul din două părți, crupa globulară, unite printr-o linie, capul rectangular, mai mare, urechile mai evidente, ochiul o globulă, picioarele din linii unghiulare cu capetele globulare, gâtul calului mai scurt, coada dintr-o linie frântă, ceva mai lungă, cu ramificații, partea anterioară a calului nu se mai vede; în locul călărețului apare sigla M; sub cal siglele M barat și T, iar sub botul calului o pasăre abia vizibilă; împrejur, cerc perlat. | Muzeul de Istorie, Galați | Cimec    |
|      | Drahmă dacică         | Datare: secoIul I a.Chr. Descoperit: jud. Vrancea, com. RĂCOASA, RĂCOASA Dimensiuni: 22,2mm/22,8mm Material: argint | Descriere avers: Cap uman mult stilizat, din combinații de linii, puncte și ovale, în profil spre dreapta. Nasul este redat dintr-o linie oblică, fruntea, o dungă în relief, părul din 6 linii oblice și o rozetă din 7 globule: în locul feții și al buclelor apar două ovale, unul mult alungit, iar celălalt cu o linie unghiulară la capătul din stânga și cu încă două linii dedesubt; ochiul, nasul și gura din câte o globulă. Liniile din spatele ovalului feței deplasate mai spre stânga. Sub rozetă două liniuțe paralele, ceva mai sus, cu altă poziție, iar unghiul din stânga ovalului feței unit cu linia aflată sub el. Descriere revers: Cal mult schematizat, de proporții mai mici, la trap spre dreapta, cu corpul din două părți, crupa globulară, unite printr-o linie, capul rectangular, mai mare, urechile mai evidente, ochiul o globulă, picioarele din linii unghiulare cu capetele globulare, gâtul calului mai scurt, coada dintr-o linie frântă, ceva mai lungă, cu ramificații, partea anterioară a calului nu se mai vede; în locul călărețului apare sigla M; sub cal siglele M barat și T, iar sub botul calului o pasăre abia vizibilă; împrejur, cerc perlat. | Muzeul de Istorie, Galați | Cimec    |
|      | Drahmă dacică         | Datare: secoIul I a.Chr. Descoperit: jud. Vrancea, com. RĂCOASA, RĂCOASA Dimensiuni: 24mm/25mm Material: argint     | Descriere avers: Cap uman mult stilizat, din combinații de linii, puncte și ovale, în profil spre dreapta. Nasul este redat dintr-o linie oblică, fruntea, o dungă în relief, părul din 6 linii oblice și o rozetă din 7 globule: în locul feții și al buclelor apar două ovale, unul mult alungit, iar celălalt cu o linie unghiulară la capătul din stânga și cu încă două linii dedesubt; ochiul, nasul și gura din câte o globulă. Liniile de sub ovalul prelung al feței și al doilea oval, dispărute. În spatele rozetei un unghi și o linie adiacentă, cele două linii paralele de sub rozetă dispărute. Descriere revers: Cal mult schematizat, de proporții mai mici, la trap spre dreapta, cu corpul din două părți, crupa globulară, unite printr-o linie, capul rectangular, mai mare, urechile mai evidente, ochiul o globulă, picioarele din linii unghiulare cu capetele globulare, gâtul calului mai scurt, coada dintr-o linie frântă, ceva mai lungă, cu ramificații, partea anterioară a calului nu se mai vede; în locul călărețului apare sigla HT; sub cal siglele M barat și T, iar sub botul calului pasărea nu se mai distinge; împrejur, cerc perlat. | Muzeul de Istorie, Galați | Cimec    |
|      | Drahmă dacică         | Datare: secoIul I a.Chr. Descoperit: jud. Vrancea, com. RĂCOASA, RĂCOASA Dimensiuni: 25mm/25,4mm Material: argint   | Descriere avers: Cap uman mult stilizat, din combinații de linii, puncte și ovale, în profil spre dreapta. Nasul este redat dintr-o linie oblică, fruntea, o dungă în relief, părul din 6 linii oblice și o rozetă din 7 globule: în locul feții și al buclelor apar două ovale, unul mult alungit, iar celălalt cu o linie unghiulară la capătul din stânga și cu încă două linii dedesubt; ochiul, nasul și gura din câte o globulă. Liniile de sub ovalul prelung al feței și al doilea oval, dispărute. În spatele rozetei un unghi și o linie adiacentă. Rozeta și unghiul din spatele acesteia, mai mari, iar al doilea oval al feței și liniile din stînga lui vizibile. Descriere revers: Cal mult schematizat, de proporții mai mici, la trap spre dreapta, cu corpul din două părți, crupa globulară, unite printr-o linie, capul rectangular, mai mare, urechile mai evidente, ochiul o globulă, picioarele din linii unghiulare cu capetele globulare, gâtul calului mai scurt, coada dintr-o linie frântă, ceva mai lungă, cu ramificații, partea anterioară a calului nu se mai vede; în locul călărețului apare sigla HT; sub cal siglele M barat și T, iar sub botul calului pasărea nu se mai distinge; împrejur, cerc perlat. | Muzeul de Istorie, Galați | Cimec    |
|      | Drahmă dacică         | Datare: secoIul I a.Chr. Descoperit: jud. Vrancea, com. RĂCOASA, RĂCOASA Dimensiuni: 22,9mm/23,4mm Material: argint | Descriere avers: Cap uman mult stilizat, din combinații de linii, puncte și ovale, în profil spre dreapta. Nasul este redat dintr-o linie oblică, fruntea, o dungă în relief, părul din 6 linii oblice și o rozetă din 7 globule: în locul feții și al buclelor apar două ovale, unul mult alungit, iar celălalt cu o linie unghiulară la capătul din stânga și cu încă două linii dedesubt; ochiul, nasul și gura din câte o globulă. Liniile de sub ovalul prelung al feței și al doilea oval, dispărute. În spatele rozetei un unghi și o linie adiacentă. Rozeta și unghiul din spatele acesteia, mai mari, iar al doilea oval al feței și liniile din stînga lui vizibile. Descriere revers: Cal mult schematizat, de proporții mai mici, la trap spre dreapta, cu corpul din două părți, crupa globulară, unite printr-o linie, capul rectangular, mai mare, urechile mai evidente, ochiul o globulă, picioarele din linii unghiulare cu capetele globulare, gâtul calului mai scurt, coada dintr-o linie frântă, ceva mai lungă, cu ramificații, partea anterioară a calului nu se mai vede; în locul călărețului apare sigla M barat; sub cal sigla M barată, dar inversată, iar sub botul calului o pasăre; împrejur, cerc perlat. | Muzeul de Istorie, Galați | Cimec    |
|      | Drahmă dacică         | Datare: secoIul I a.Chr. Descoperit: jud. Vrancea, com. RĂCOASA, RĂCOASA Dimensiuni: 23mm/23,5mm Material: argint   | Descriere avers: Cap uman mult stilizat, din combinații de linii, puncte și ovale, în profil spre dreapta. Nasul este redat dintr-o linie oblică, fruntea, o dungă în relief, părul din 6 linii oblice și o rozetă din 7 globule: în locul feții și al buclelor apar două ovale, unul mult alungit, iar celălalt cu o linie unghiulară la capătul din stânga și cu încă două linii dedesubt; ochiul, nasul și gura din câte o globulă. Liniile de sub ovalul prelung al feței și al doilea oval, dispărute. În spatele rozetei un unghi și o linie adiacentă. Rozeta și unghiul din spatele acesteia, mai mari, iar al doilea oval al feței și liniile din stînga lui vizibile. Descriere revers: Cal mult schematizat, de proporții mai mici, la trap spre dreapta, cu corpul din două părți, crupa globulară, unite printr-o linie, capul rectangular, mai mare, urechile mai evidente, ochiul o globulă, picioarele din linii unghiulare cu capetele globulare, gâtul calului mai scurt, coada dintr-o linie frântă, ceva mai lungă, cu ramificații, partea anterioară a calului nu se mai vede; în locul călărețului apare sigla M barat; sub cal sigla M barată, dar inversată, iar sub botul calului o pasăre; împrejur, cerc perlat. | Muzeul de Istorie, Galați | Cimec    |
|      | Drahmă dacică         | Datare: secoIul I a.Chr. Descoperit: jud. Vrancea, com. RĂCOASA, RĂCOASA Dimensiuni: 22,3mm/23,5mm Material: argint | Descriere avers: Cap uman mult stilizat, din combinații de linii, puncte și ovale, în profil spre dreapta. Nasul este redat dintr-o linie oblică, fruntea, o dungă în relief, părul din 6 linii oblice și o rozetă din 7 globule: în locul feții și al buclelor apar două ovale, unul mult alungit, iar celălalt cu o linie unghiulară la capătul din stânga și cu încă două linii dedesubt; ochiul, nasul și gura din câte o globulă. Liniile de sub ovalul prelung al feței și al doilea oval, dispărute. În spatele rozetei un unghi și o linie adiacentă. Rozeta și unghiul din spatele acesteia, mai mari, iar al doilea oval al feței și liniile din stînga lui vizibile. Descriere revers: Cal mult schematizat, de proporții mai mici, la trap spre dreapta, cu corpul din două părți, crupa globulară, unite printr-o linie, capul rectangular, mai mare, urechile mai evidente, ochiul o globulă, picioarele din linii unghiulare cu capetele globulare, gâtul calului mai scurt, coada dintr-o linie frântă, ceva mai lungă, cu ramificații, partea anterioară a calului nu se mai vede; în locul călărețului apare sigla M barat; sub cal sigla M barată, dar inversată, iar sub botul calului o pasăre; împrejur, cerc perlat. | Muzeul de Istorie, Galați | Cimec    |
|      | Drahmă dacică         | Datare: secoIul I a.Chr. Descoperit: jud. Vrancea, com. RĂCOASA, RĂCOASA Dimensiuni: 22,7mm/23mm Material: argint   | Descriere avers: Cap uman mult stilizat, din combinații de linii, puncte și ovale, în profil spre dreapta. Nasul este redat dintr-o linie oblică, fruntea, o dungă în relief, părul din 6 linii oblice și o rozetă din 7 globule: în locul feții și al buclelor apar două ovale, unul mult alungit, iar celălalt cu o linie unghiulară la capătul din stânga și cu încă două linii dedesubt; ochiul, nasul și gura din câte o globulă. Liniile de sub ovalul prelung al feței și al doilea oval, dispărute. În spatele rozetei un unghi și o linie adiacentă. Rozeta și unghiul din spatele acesteia, mai mari, iar al doilea oval al feței și liniile din stînga lui vizibile. Descriere revers: Cal mult schematizat, de proporții mai mici, la trap spre dreapta, cu corpul din două părți, crupa globulară, unite printr-o linie, capul rectangular, mai mare, urechile mai evidente, ochiul o globulă, picioarele din linii unghiulare cu capetele globulare, gâtul calului mai scurt, coada dintr-o linie frântă, ceva mai lungă, cu ramificații, partea anterioară a calului nu se mai vede; în locul călărețului apare sigla M barat; sub cal sigla M barată, dar inversată, iar sub botul calului o pasăre; împrejur, cerc perlat. | Muzeul de Istorie, Galați | Cimec    |
|      | Drahmă dacică         | Datare: secoIul I a.Chr. Descoperit: jud. Vrancea, com. RĂCOASA, RĂCOASA Dimensiuni: 23,3mm/24,5mm Material: argint | Descriere avers: Cap uman mult stilizat, din combinații de linii, puncte și ovale, în profil spre dreapta. Nasul este redat dintr-o linie oblică, fruntea, o dungă în relief, părul din 6 linii oblice și o rozetă din 7 globule: în locul feții și al buclelor apar două ovale, unul mult alungit, iar celălalt cu o linie unghiulară la capătul din stânga și cu încă două linii dedesubt; ochiul, nasul și gura din câte o globulă. Liniile de sub ovalul prelung al feței și al doilea oval, dispărute. În spatele rozetei un unghi și o linie adiacentă. Rozeta și unghiul din spatele acesteia, mai mari, iar al doilea oval al feței și liniile din stînga lui vizibile. Descriere revers: Cal mult schematizat, de proporții mai mici, la trap spre dreapta, cu corpul din două părți, crupa globulară, unite printr-o linie, capul rectangular, mai mare, urechile mai evidente, ochiul o globulă, picioarele din linii unghiulare cu capetele globulare, gâtul calului mai scurt, coada dintr-o linie frântă, ceva mai lungă, cu ramificații, partea anterioară a calului nu se mai vede; în locul călărețului apare sigla M barat; sub cal sigla M barată, dar inversată, iar sub botul calului o pasăre; împrejur, cerc perlat. | Muzeul de Istorie, Galați | Cimec    |
|      | Drahmă dacică         | Datare: secoIul I a.Chr. Descoperit: jud. Vrancea, com. RĂCOASA, RĂCOASA Dimensiuni: 23,5mm/25,9mm Material: argint | Descriere avers: Cap uman mult stilizat, din combinații de linii, puncte și ovale, în profil spre dreapta. Nasul este redat dintr-o linie oblică, fruntea, o dungă în relief, părul din 6 linii oblice și o rozetă din 7 globule: în locul feții și al buclelor apar două ovale, unul mult alungit, iar celălalt cu o linie unghiulară la capătul din stânga și cu încă două linii dedesubt; ochiul, nasul și gura din câte o globulă. Liniile din spatele ovalului feței deplasate mai spre stânga. Sub rozetă două liniuțe paralele, ceva mai sus, cu altă poziție, iar unghiul din stânga ovalului feței unit cu linia aflată sub el. Descriere revers: Cal mult schematizat, de proporții mai mici, la trap spre dreapta, cu corpul din două părți, crupa globulară, unite printr-o linie, capul rectangular, mai mare, urechile mai evidente, ochiul o globulă, picioarele din linii unghiulare cu capetele globulare, gâtul calului mai scurt, coada dintr-o linie frântă, ceva mai lungă, cu ramificații, partea anterioară a calului nu se mai vede; în locul călărețului apare un semn format dintr-un triunghi cu vârful în jos și cu câte o linie perpendiculară pe latura de sus și pe latura din stânga; sub cal sigla M barată, dar inversată, iar sub botul calului o pasăre îndreptată cu capul spre dreapta; împrejur, cerc perlat. | Muzeul de Istorie, Galați | Cimec    |
|      | Drahmă dacică         | Datare: secoIul I a.Chr. Descoperit: jud. Vrancea, com. RĂCOASA, RĂCOASA Dimensiuni: 23,3mm/25mm Material: argint   | Descriere avers: Cap uman mult stilizat, din combinații de linii, puncte și ovale, în profil spre dreapta. Nasul este redat dintr-o linie oblică, fruntea, o dungă în relief, părul din 6 linii oblice și o rozetă din 7 globule: în locul feții și al buclelor apar două ovale, unul mult alungit, iar celălalt cu o linie unghiulară la capătul din stânga și cu încă două linii dedesubt; ochiul, nasul și gura din câte o globulă. Liniile din spatele ovalului feței deplasate mai spre stânga. Sub rozetă două liniuțe paralele, ceva mai sus, cu altă poziție, iar unghiul din stânga ovalului feței unit cu linia aflată sub el. Descriere revers: Cal mult schematizat, de proporții mai mici, la trap spre dreapta, cu corpul din două părți, crupa globulară, unite printr-o linie, capul rectangular, mai mare, urechile mai evidente, ochiul o globulă, picioarele din linii unghiulare cu capetele globulare, gâtul calului mai scurt, coada dintr-o linie frântă, ceva mai lungă, cu ramificații, partea anterioară a calului nu se mai vede; în locul călărețului apare un semn format dintr-un triunghi cu vârful în jos și cu câte o linie perpendiculară pe latura de sus și pe latura din stânga; sub cal sigla M barată, dar inversată, iar sub botul calului o pasăre îndreptată cu capul spre dreapta; împrejur, cerc perlat. | Muzeul de Istorie, Galați | Cimec    |
|      | Drahmă dacică         | Datare: secoIul I a.Chr. Descoperit: jud. Vrancea, com. RĂCOASA, RĂCOASA Dimensiuni: 23,5mm/25,1mm Material: argint | Descriere avers: Cap uman mult stilizat, din combinații de linii, puncte și ovale, în profil spre dreapta. Nasul este redat dintr-o linie oblică, fruntea, o dungă în relief, părul din 6 linii oblice și o rozetă din 7 globule: în locul feții și al buclelor apar două ovale, unul mult alungit, iar celălalt cu o linie unghiulară la capătul din stânga și cu încă două linii dedesubt; ochiul, nasul și gura din câte o globulă. Liniile din spatele ovalului feței deplasate mai spre stânga. Sub rozetă două liniuțe paralele, ceva mai sus, cu altă poziție, iar unghiul din stânga ovalului feței unit cu linia aflată sub el. Descriere revers: Cal mult schematizat, de proporții mai mici, la trap spre dreapta, cu corpul din două părți, crupa globulară, unite printr-o linie, capul rectangular, mai mare, urechile mai evidente, ochiul o globulă, picioarele din linii unghiulare cu capetele globulare, gâtul calului mai scurt, coada dintr-o linie frântă, ceva mai lungă, cu ramificații, partea anterioară a calului nu se mai vede; în locul călărețului apare un semn format dintr-un triunghi cu vârful în jos și cu câte o linie perpendiculară pe latura de sus și pe latura din stânga; sub cal sigla M barată, dar inversată, iar sub botul calului o pasăre îndreptată cu capul spre dreapta; împrejur, cerc perlat. | Muzeul de Istorie, Galați | Cimec    |
|      | Drahmă dacică         | Datare: secoIul I a.Chr. Descoperit: jud. Vrancea, com. RĂCOASA, RĂCOASA Dimensiuni: 23,4mm/24,7mm Material: argint | Descriere avers: Cap uman mult stilizat, din combinații de linii, puncte și ovale, în profil spre dreapta. Nasul este redat dintr-o linie oblică, fruntea, o dungă în relief, părul din 7 linii oblice, reduse laumătate ca lungime și o rozetă din 7 globule: în locul feții și al buclelor apar două ovale, unul mult alungit, iar celălalt cu o linie unghiulară la capătul din stânga și cu încă două linii dedesubt; ochiul, nasul și gura din câte o globulă. Liniile de sub ovalul prelung al feței și al doilea oval, dispărute. În spatele rozetei un unghi și o linie adiacentă. Rozeta și unghiul din spatele acesteia, mai mari, iar al doilea oval al feței și liniile din stînga lui vizibile. Descriere revers: Cal mult schematizat, dar din cal nu au mai rămas decît urme, mai clare fiind doar picioarele; deasupra calului sigla M tăiat; în rest nu se mai vede nimic | Muzeul de Istorie, Galați | Cimec    |
|      | Drahmă dacică         | Datare: secoIul I a.Chr. Descoperit: jud. Vrancea, com. RĂCOASA, RĂCOASA Dimensiuni: 25,2mm/25,7mm Material: argint | Descriere avers: Cap uman mult stilizat, din combinații de linii, puncte și ovale, în profil spre dreapta. Nasul este redat dintr-o linie oblică, fruntea, o dungă în relief, părul din 6 linii oblice și o rozetă din 7 globule: în locul feții și al buclelor apar două ovale, unul mult alungit și mai bombat la mijloc, iar celălalt cu o linie unghiulară la capătul din stânga și cu încă două linii dedesubt; ochiul, nasul și gura din câte o globulă. Liniile de sub ovalul prelung al feței și al doilea oval, dispărute. În spatele rozetei un unghi și o linie adiacentă, sub ea două liniuțe scurte și paralele. Rozeta și unghiul din spatele acesteia, mai mari, iar al doilea oval al feței și liniile din stînga lui vizibile. Descriere revers: Cal mult schematizat, de proporții mai mici, la trap spre dreapta, cu corpul din două părți, crupa globulară, unite printr-o linie, capul rectangular, mai mare, urechile mai evidente, ochiul o globulă, picioarele din linii unghiulare cu capetele globulare, picioarele din față ale calului mai scurte și incomplete, gâtul calului mai scurt, coada dintr-o linie frântă, ceva mai lungă, cu ramificații, partea anterioară a calului nu se mai vede; în locul călărețului apare sigla M barat; sub cal sigla N, iar sub botul calului o pasăre; împrejur, cerc perlat. | Muzeul de Istorie, Galați | Cimec    |
|      | Drahmă dacică         | Datare: secoIul I a.Chr. Descoperit: jud. Vrancea, com. RĂCOASA, RĂCOASA Dimensiuni: 23,6mm/24mm Material: argint   | Descriere avers: Cap uman mult stilizat, din combinații de linii, puncte și ovale, în profil spre dreapta. Nasul este redat dintr-o linie oblică, fruntea, o dungă în relief, părul din 6 linii oblice și o rozetă din 7 globule: în locul feții și al buclelor apar două ovale, unul mult alungit și mai bombat la mijloc, iar celălalt cu o linie unghiulară la capătul din stânga și cu încă două linii dedesubt; ochiul, nasul și gura din câte o globulă. Liniile de sub ovalul prelung al feței și al doilea oval, dispărute. În spatele rozetei un unghi și o linie adiacentă, sub ea două liniuțe scurte și paralele. Rozeta și unghiul din spatele acesteia, mai mari, iar al doilea oval al feței și liniile din stînga lui vizibile. Descriere revers: Cal mult schematizat, de proporții mai mici, la trap spre dreapta, cu corpul din două părți, crupa globulară, unite printr-o linie, capul rectangular, mai mare, urechile mai evidente, ochiul o globulă, picioarele din linii unghiulare cu capetele globulare, picioarele din față ale calului mai scurte și incomplete, gâtul calului mai scurt, coada dintr-o linie frântă, ceva mai lungă, cu ramificații, partea anterioară a calului nu se mai vede; în locul călărețului apare sigla M barat; sub cal sigla N, iar sub botul calului o pasăre; împrejur, cerc perlat. | Muzeul de Istorie, Galați | Cimec    |
|      | Drahmă dacică         | Datare: secoIul I a.Chr. Descoperit: jud. Vrancea, com. RĂCOASA, RĂCOASA Dimensiuni: 24mm/25,5mm Material: argint   | Descriere avers: Cap uman mult stilizat, din combinații de linii, puncte și ovale, în profil spre dreapta. Nasul este redat dintr-o linie oblică, fruntea, o dungă în relief, părul din 6 linii oblice și o rozetă din 7 globule: în locul feții și al buclelor apar două ovale, unul mult alungit, iar celălalt cu o linie unghiulară la capătul din stânga și cu încă două linii dedesubt; ochiul, nasul și gura din câte o globulă. Liniile de sub ovalul prelung al feței și al doilea oval, dispărute. În spatele rozetei un unghi și o linie adiacentă. Rozeta și unghiul din spatele acesteia, mai mari; iar al doilea oval al feței și liniile din stînga lui vizibile. Cele două unghiuri din stânga rozetei și a ovalului de jos a feței mai deschise.Parte din liniile părului, fruntea și nasul șterse. Descriere revers: Cal mult schematizat, de proporții mai mici, la trap spre dreapta, cu corpul din două părți, crupa globulară, unite printr-o linie, capul rectangular, mai mare, urechile mai evidente, ochiul o globulă, picioarele din linii unghiulare cu capetele globulare, picioarele din față ale calului mai scurte și incomplete, gâtul calului mai scurt, coada dintr-o linie frântă, ceva mai lungă, cu ramificații, partea anterioară a calului nu se mai vede; în locul călărețului apare sigla M barat; sub cal sigla N cu hasta dreaptă mai mică; deasupra siglei N câteva globule în grup, iar sub botul calului din pasăre se văd numai slabe urme; împrejur, cerc perlat. | Muzeul de Istorie, Galați | Cimec    |
|      | Drahmă dacică         | Datare: secoIul I a.Chr. Descoperit: jud. Vrancea, com. RĂCOASA, RĂCOASA Dimensiuni: 23,3mm/24,8mm Material: argint | Descriere avers: Cap uman mult stilizat, din combinații de linii, puncte și ovale, în profil spre dreapta. Nasul este redat dintr-o linie oblică, fruntea, o dungă în relief, părul din 6 linii oblice și o rozetă din 7 globule: în locul feții și al buclelor apar două ovale, unul mult alungit, iar celălalt cu o linie unghiulară la capătul din stânga și cu încă două linii dedesubt; ochiul, nasul și gura din câte o globulă. Liniile de sub ovalul prelung al feței și al doilea oval, dispărute. În spatele rozetei un unghi și o linie adiacentă. Rozeta și unghiul din spatele acesteia, mai mari; iar al doilea oval al feței și liniile din stînga lui vizibile. Cele două unghiuri din stânga rozetei și a ovalului de jos a feței mai deschise.Parte din liniile părului, fruntea și nasul șterse. Descriere revers: Cal mult schematizat, de proporții mai mici, la trap spre dreapta, cu corpul din două părți, crupa globulară, unite printr-o linie, capul rectangular, mai mare, urechile mai evidente, ochiul o globulă, picioarele din linii unghiulare cu capetele globulare, picioarele din față ale calului mai scurte și incomplete, gâtul calului mai scurt, coada dintr-o linie frântă, ceva mai lungă, cu ramificații, partea anterioară a calului nu se mai vede; în locul călărețului apare sigla M barat; sub cal sigla N cu hasta dreaptă mai mică; deasupra siglei N câteva globule în grup, iar sub botul calului din pasăre se văd numai slabe urme; împrejur, cerc perlat. | Muzeul de Istorie, Galați | Cimec    |
|      | Drahmă dacică         | Datare: secoIul I a.Chr. Descoperit: jud. Vrancea, com. RĂCOASA, RĂCOASA Dimensiuni: 23,9mm/24,9mm Material: argint | Descriere avers: Cap uman mult stilizat, din combinații de linii, puncte și ovale, în profil spre dreapta. Nasul este redat dintr-o linie oblică, fruntea, o dungă în relief, părul din 6 linii oblice și o rozetă din 7 globule: în locul feții și al buclelor apar două ovale, unul mult alungit, iar celălalt cu o linie unghiulară la capătul din stânga și cu încă două linii dedesubt; ochiul, nasul și gura din câte o globulă. Liniile de sub ovalul prelung al feței și al doilea oval, dispărute. În spatele rozetei un unghi și o linie adiacentă. Rozeta și unghiul din spatele acesteia, mai mari; iar al doilea oval al feței și liniile din stînga lui vizibile. Cele două unghiuri din stânga rozetei și a ovalului de jos a feței mai deschise.Parte din liniile părului, fruntea și nasul șterse. Descriere revers: Cal mult schematizat, de proporții mai mici, la trap spre dreapta, cu corpul din două părți, crupa globulară, unite printr-o linie, capul rectangular, mai mare, urechile mai evidente, ochiul o globulă, picioarele din linii unghiulare cu capetele globulare, picioarele din față ale calului mai scurte și incomplete, gâtul calului mai scurt, coada dintr-o linie frântă, ceva mai lungă, cu ramificații, partea anterioară a calului nu se mai vede; în locul călărețului apare sigla M barat; sub cal sigla N cu hasta dreaptă mai mică; deasupra siglei N câteva globule în grup, iar sub botul calului din pasăre se văd numai slabe urme; împrejur, cerc perlat. | Muzeul de Istorie, Galați | Cimec    |
|      | Drahmă dacică         | Datare: secoIul I a.Chr. Descoperit: jud. Vrancea, com. RĂCOASA, RĂCOASA Dimensiuni: 24,4mm/25mm Material: argint   | Descriere avers: Cap uman mult stilizat, din combinații de linii, puncte și ovale, în profil spre dreapta. Nasul este redat dintr-o linie oblică, fruntea, o dungă în relief, părul din 6 linii oblice și o rozetă din 5 globule: în locul feții și al buclelor apar două ovale, unul mult alungit, iar celălalt cu o linie unghiulară la capătul din stânga și cu încă două linii dedesubt; ochiul, nasul și gura din câte o globulă. Liniile de sub ovalul prelung al feței și al doilea oval, dispărute. În spatele rozetei un unghi și o linie adiacentă. Rozeta și unghiul din spatele acesteia, mai mari; iar al doilea oval al feței și liniile din stînga lui vizibile. Descriere revers: Cal mult schematizat, de proporții mai mici, la trap spre dreapta, cu corpul din două părți, crupa globulară, unite printr-o linie, capul rectangular, mai mare, urechile mai evidente, ochiul o globulă, picioarele din linii unghiulare cu capetele globulare, picioarele din față ale calului mai scurte și incomplete, gâtul calului mai scurt, coada dintr-o linie frântă, mai puțin arcuită, partea anterioară a calului nu se mai vede; în locul călărețului apare sigla M barat; sub cal sigla N, siglele au poziții diferite și cu alte dimensiuni; deasupra siglei N câteva globule în grup, iar sub botul calului o pasăre; împrejur, cerc perlat. | Muzeul de Istorie, Galați | Cimec    |
|      | Drahmă dacică         | Datare: secoIul I a.Chr. Descoperit: jud. Vrancea, com. RĂCOASA, RĂCOASA Dimensiuni: 24,4mm/25mm Material: argint   | Descriere avers: Cap uman mult stilizat, din combinații de linii, puncte și ovale, în profil spre dreapta. Nasul este redat dintr-o linie oblică, fruntea, o dungă în relief, părul din 6 linii oblice și o rozetă din 5 globule: în locul feții și al buclelor apar două ovale, unul mult alungit, iar celălalt cu o linie unghiulară la capătul din stânga și cu încă două linii dedesubt; ochiul, nasul și gura din câte o globulă. Liniile de sub ovalul prelung al feței și al doilea oval, dispărute. În spatele rozetei un unghi și o linie adiacentă. Rozeta și unghiul din spatele acesteia, mai mari; iar al doilea oval al feței și liniile din stînga lui vizibile. Descriere revers: Cal mult schematizat, de proporții mai mici, la trap spre dreapta, cu corpul din două părți, crupa globulară, unite printr-o linie, capul rectangular, mai mare, urechile mai evidente, ochiul o globulă, picioarele din linii unghiulare cu capetele globulare, picioarele din față ale calului mai scurte și incomplete, gâtul calului mai scurt, coada dintr-o linie frântă, mai puțin arcuită, partea anterioară a calului nu se mai vede; în locul călărețului apare sigla M barat; sub cal sigla N, siglele au poziții diferite și cu alte dimensiuni; deasupra siglei N câteva globule în grup, iar sub botul calului o pasăre; împrejur, cerc perlat. | Muzeul de Istorie, Galați | Cimec    |
|      | Drahmă dacică         | Datare: secoIul I a.Chr. Descoperit: jud. Vrancea, com. RĂCOASA, RĂCOASA Dimensiuni: 24mm/24,5mm Material: argint   | Descriere avers: Cap uman mult stilizat, din combinații de linii, puncte și ovale, în profil spre dreapta. Nasul este redat dintr-o linie oblică, fruntea, o dungă în relief, părul din 6 linii oblice și o rozetă din 7 globule altfel dispuse: în locul feții și al buclelor apar două ovale, unul mult alungit, iar celălalt cu o linie unghiulară la capătul din stânga și cu încă două linii dedesubt; ochiul, nasul și gura din câte o globulă. Liniile de sub ovalul prelung al feței și al doilea oval, dispărute. În spatele rozetei un unghi și o linie adiacentă. Rozeta și unghiul din spatele acesteia, mai mari; iar al doilea oval al feței și liniile din stînga lui vizibile. Unghiurile au pozițiile modificate. Descriere revers: Cal mult schematizat, de proporții mai mici, la trap spre dreapta, cu corpul din două părți, crupa globulară, unite printr-o linie, capul rectangular, mai mare, urechile mai evidente, ochiul o globulă, picioarele din linii unghiulare cu capetele globulare, picioarele din față ale calului mai scurte și incomplete, gâtul calului mai scurt, coada dintr-o linie frântă, mai puțin arcuită, partea anterioară a calului nu se mai vede; în locul călărețului apare sigla M barat; sub cal sigla N, siglele au poziții diferite și cu alte dimensiuni; deasupra siglei N câteva globule în grup, iar sub botul calului o pasăre; împrejur, cerc perlat.                                                                                                | Muzeul de Istorie, Galați | Cimec    |
|      | Drahmă dacică         | Datare: secoIul I a.Chr. Descoperit: jud. Vrancea, com. RĂCOASA, RĂCOASA Dimensiuni: 23,7mm/24mm Material: argint   | Descriere avers: Cap uman mult stilizat, din combinații de linii, puncte și ovale, în profil spre dreapta. Nasul este redat dintr-o linie oblică, fruntea, o dungă în relief, părul din 6 linii oblice și o rozetă din 5 globule: în locul feții și al buclelor apar două ovale, unul mult alungit, iar celălalt cu o linie unghiulară la capătul din stânga și cu încă două linii dedesubt; ochiul, nasul și gura din câte o globulă. Liniile de sub ovalul prelung al feței și al doilea oval, dispărute. În spatele rozetei un unghi și o linie adiacentă. Rozeta și unghiul din spatele acesteia, mai mari; iar al doilea oval al feței și liniile din stînga lui vizibile. Descriere revers: Cal mult schematizat, de proporții mai mici, la trap spre dreapta, cu corpul din două părți, crupa globulară, unite printr-o linie, capul rectangular, mai mare, urechile mai evidente, ochiul o globulă, picioarele din linii unghiulare cu capetele globulare, picioarele din față ale calului mai scurte și incomplete, gâtul calului mai scurt, coada dintr-o linie frântă, mai puțin arcuită, partea anterioară a calului nu se mai vede; în locul călărețului apare sigla M barat; sub cal sigla N, cu formă diferită și cu alte dimensiuni; deasupra siglei N câteva globule în grup, iar sub botul calului o pasăre; împrejur, cerc perlat. | Muzeul de Istorie, Galați | Cimec    |
|      | Drahmă dacică         | Datare: secoIul I a.Chr. Descoperit: jud. Vrancea, com. RĂCOASA, RĂCOASA Dimensiuni: 22,2mm/23,7mm Material: argint | Descriere avers: Cap uman mult stilizat, din combinații de linii, puncte și ovale, în profil spre dreapta. Nasul este redat dintr-o linie oblică, fruntea, o dungă în relief, părul din 6 linii oblice și o rozetă din 5 globule: în locul feții și al buclelor apar două ovale, unul mult alungit, iar celălalt cu o linie unghiulară la capătul din stânga și cu încă două linii dedesubt; ochiul, nasul și gura din câte o globulă. Liniile de sub ovalul prelung al feței și al doilea oval, dispărute. În spatele rozetei un unghi și o linie adiacentă. Rozeta și unghiul din spatele acesteia, mai mari; iar al doilea oval al feței și liniile din stînga lui vizibile. Descriere revers: Cal mult schematizat, de proporții mai mici, la trap spre dreapta, cu corpul din două părți, crupa globulară, unite printr-o linie, capul rectangular, mai mare, urechile mai evidente, ochiul o globulă, picioarele din linii unghiulare cu capetele globulare, picioarele din față ale calului mai scurte și incomplete, gâtul calului mai scurt, coada dintr-o linie frântă, mai puțin arcuită, partea anterioară a calului nu se mai vede; în locul călărețului apare sigla M barat; sub cal sigla N, cu formă diferită și cu alte dimensiuni; deasupra siglei N câteva globule în grup, iar sub botul calului o pasăre; împrejur, cerc perlat. | Muzeul de Istorie, Galați | Cimec    |
|      | Drahmă dacică         | Datare: secoIul I a.Chr. Descoperit: jud. Vrancea, com. RĂCOASA, RĂCOASA Dimensiuni: 23mm/25mm Material: argint     | Descriere avers: Cap uman mult stilizat, din combinații de linii, puncte și ovale, în profil spre dreapta. Nasul este redat dintr-o linie oblică, fruntea, o dungă în relief, părul din 6 linii oblice și o rozetă din 5 globule: în locul feții și al buclelor apar două ovale, unul mult alungit, iar celălalt cu o linie unghiulară la capătul din stânga și cu încă două linii dedesubt; ochiul, nasul și gura din câte o globulă. Liniile de sub ovalul prelung al feței și al doilea oval, dispărute. În spatele rozetei un unghi și o linie adiacentă. Rozeta și unghiul din spatele acesteia, mai mari; iar al doilea oval al feței și liniile din stînga lui vizibile. Descriere revers: Cal mult schematizat, de proporții mai mici, la trap spre dreapta, cu corpul din două părți, crupa globulară, unite printr-o linie, capul rectangular, mai mare, urechile mai evidente, ochiul o globulă, picioarele din linii unghiulare cu capetele globulare, picioarele din față ale calului mai scurte și incomplete, gâtul calului mai scurt, coada dintr-o linie frântă, mai puțin arcuită, partea anterioară a calului nu se mai vede; în locul călărețului apare sigla M barat; sub cal sigla N, cu formă diferită și cu alte dimensiuni; deasupra siglei N câteva globule în grup, iar sub botul calului o pasăre; împrejur, cerc perlat. | Muzeul de Istorie, Galați | Cimec    |
|      | Drahmă dacică         | Datare: secoIul I a.Chr. Descoperit: jud. Vrancea, com. RĂCOASA, RĂCOASA Dimensiuni: 24,1mm/24,8mm Material: argint | Descriere avers: Cap uman mult stilizat, din combinații de linii, puncte și ovale, în profil spre dreapta. Nasul este redat dintr-o linie oblică, fruntea, o dungă în relief, părul din 6 linii oblice și o rozetă din 7 globule: în locul feții și al buclelor apar două ovale, unul mult alungit, iar celălalt cu o linie unghiulară la capătul din stânga și cu încă două linii dedesubt; ochiul, nasul și gura din câte o globulă. Liniile din spatele ovalului feței deplasate mai spre stânga. Sub rozetă două liniuțe paralele, ceva mai sus, cu altă poziție, iar unghiul din stânga ovalului feței unit cu linia aflată sub el. Descriere revers: Cal mult schematizat, de proporții mai mici, la trap spre dreapta, cu corpul din două părți, crupa globulară, unite printr-o linie, capul rectangular, mai mare, urechile mai evidente, ochiul o globulă, picioarele din linii unghiulare cu capetele globulare, picioarele din față ale calului mai scurte și incomplete, gâtul calului mai scurt, coada dintr-o linie frântă, mai puțin arcuită, partea anterioară a calului nu se mai vede; în locul călărețului apare sigla M nebarat; sub cal sigla N mai mare, lipită de copita piciorului din spate, iar sub botul calului o globulă în loc de pasăre; împrejur, cerc perlat. | Muzeul de Istorie, Galați | Cimec    |
|      | Drahmă dacică         | Datare: secoIul I a.Chr. Descoperit: jud. Vrancea, com. RĂCOASA, RĂCOASA Dimensiuni: 23,3mm/24,8mm Material: argint | Descriere avers: Cap uman mult stilizat, din combinații de linii, puncte și ovale, în profil spre dreapta. Nasul este redat dintr-o linie oblică, fruntea, o dungă în relief, părul din 6 linii oblice și o rozetă din 7 globule: în locul feții și al buclelor apar două ovale, unul mult alungit, iar celălalt cu o linie unghiulară la capătul din stânga și cu încă două linii dedesubt; ochiul, nasul și gura din câte o globulă. Liniile din spatele ovalului feței deplasate mai spre stânga. Sub rozetă două liniuțe paralele, ceva mai sus, cu altă poziție, iar unghiul din stânga ovalului feței unit cu linia aflată sub el. Descriere revers: Cal mult schematizat, de proporții mai mici, la trap spre dreapta, cu corpul din două părți, crupa globulară, unite printr-o linie, capul rectangular, mai mare, urechile mai evidente, ochiul o globulă, picioarele din linii unghiulare cu capetele globulare, picioarele din față ale calului mai scurte și incomplete, gâtul calului mai scurt, coada dintr-o linie frântă, mai puțin arcuită, partea anterioară a calului nu se mai vede; în locul călărețului apare sigla M nebarat; sub cal sigla N mai mare, lipită de copita piciorului din spate, iar sub botul calului o globulă în loc de pasăre; împrejur, cerc perlat. | Muzeul de Istorie, Galați | Cimec    |
|      | Drahmă dacică         | Datare: secoIul I a.Chr. Descoperit: jud. Vrancea, com. RĂCOASA, RĂCOASA Dimensiuni: 23,4mm/24,3mm Material: argint | Descriere avers: Cap uman mult stilizat, din combinații de linii, puncte și ovale, în profil spre dreapta. Nasul este redat dintr-o linie oblică, fruntea, o dungă în relief, părul din 6 linii oblice și o rozetă din 7 globule: în locul feții și al buclelor apar două ovale, unul mult alungit, iar celălalt cu o linie unghiulară la capătul din stânga și cu încă două linii dedesubt; ochiul, nasul și gura din câte o globulă. Liniile din spatele ovalului feței deplasate mai spre stânga. Sub rozetă două liniuțe paralele, ceva mai sus, cu altă poziție, iar unghiul din stânga ovalului feței unit cu linia aflată sub el. Descriere revers: Cal mult schematizat, de proporții mai mici, la trap spre dreapta, cu corpul din două părți, crupa globulară, unite printr-o linie, capul rectangular, mai mare, urechile mai evidente, ochiul o globulă, picioarele din linii unghiulare cu capetele globulare, picioarele din față ale calului mai scurte și incomplete, gâtul calului mai scurt, coada dintr-o linie frântă, mai puțin arcuită, partea anterioară a calului nu se mai vede; în locul călărețului apare sigla M nebarat; sub cal sigla N mai mare, lipită de copita piciorului din spate, iar sub botul calului o globulă în loc de pasăre; împrejur, cerc perlat. | Muzeul de Istorie, Galați | Cimec    |
|      | Drahmă dacică         | Datare: secoIul I a.Chr. Descoperit: jud. Vrancea, com. RĂCOASA, RĂCOASA Dimensiuni: 23,8mm/24,7mm Material: argint | Descriere avers: Cap uman mult stilizat, din combinații de linii, puncte și ovale, în profil spre dreapta. Nasul este redat dintr-o linie oblică, fruntea, o dungă în relief, părul din 6 linii oblice mai spațiate și o rozetă din câteva globule neclare: în locul feții și al buclelor apar două ovale, unul mult alungit, iar celălalt cu o linie unghiulară la capătul din stânga și cu încă două linii dedesubt; ochiul, nasul și gura din câte o globulă. Liniile din spatele ovalului feței deplasate mai spre stânga. Sub rozetă două liniuțe paralele, ceva mai sus, cu altă poziție, iar unghiul din stânga ovalului feței unit cu linia aflată sub el. Descriere revers: Cal mult schematizat, de proporții mai mici, la trap spre dreapta, cu corpul din două părți, crupa globulară, unite printr-o linie, capul rectangular, mai mare, urechile mai evidente, ochiul o globulă, picioarele din linii unghiulare cu capetele globulare, picioarele din față ale calului mai scurte și incomplete, gâtul calului mai scurt, coada dintr-o linie frântă, mai puțin arcuită, partea anterioară a calului nu se mai vede; în locul călărețului apare sigla M barat; sub cal sigla N mai mică și cu o globulă dedesubt, iar sub botul calului o globulă în loc de pasăre; împrejur, cerc perlat. | Muzeul de Istorie, Galați | Cimec    |
|      | Drahmă dacică         | Datare: secoIul I a.Chr. Descoperit: jud. Vrancea, com. RĂCOASA, RĂCOASA Dimensiuni: 23mm/25,6mm Material: argint   | Descriere avers: Cap uman mult stilizat, din combinații de linii, puncte și ovale, în profil spre dreapta. Nasul este redat dintr-o linie oblică, fruntea, o dungă în relief, părul din 6 linii oblice mai spațiate și o rozetă din câteva globule neclare: în locul feții și al buclelor apar două ovale, unul mult alungit, iar celălalt cu o linie unghiulară la capătul din stânga și cu încă două linii dedesubt; ochiul, nasul și gura din câte o globulă. Liniile din spatele ovalului feței deplasate mai spre stânga. Sub rozetă două liniuțe paralele, ceva mai sus, cu altă poziție, iar unghiul din stânga ovalului feței unit cu linia aflată sub el. Descriere revers: Cal mult schematizat, de proporții mai mici, la trap spre dreapta, cu corpul din două părți, crupa globulară, unite printr-o linie, capul rectangular, mai mare, urechile mai evidente, ochiul o globulă, picioarele din linii unghiulare cu capetele globulare, picioarele din față ale calului mai scurte și incomplete, gâtul calului mai scurt, coada dintr-o linie frântă, mai puțin arcuită, partea anterioară a calului nu se mai vede; în locul călărețului apare sigla M barat; sub cal sigla N mai mică și cu o globulă dedesubt, iar sub botul calului o globulă în loc de pasăre; împrejur, cerc perlat. | Muzeul de Istorie, Galați | Cimec    |
|      | Drahmă dacică         | Datare: secoIul I a.Chr. Descoperit: jud. Vrancea, com. RĂCOASA, RĂCOASA Dimensiuni: 23mm/24,9mm Material: argint   | Descriere avers: Cap uman mult stilizat, din combinații de linii, puncte și ovale, în profil spre dreapta. Nasul este redat dintr-o linie oblică, fruntea, o dungă în relief, părul din 6 linii oblice și o rozetă din 7 globule: în locul feții și al buclelor apar două ovale, unul mult alungit, iar celălalt cu o linie unghiulară la capătul din stânga și cu încă două linii dedesubt; ochiul, nasul și gura din câte o globulă. Liniile de sub ovalul prelung al feței și al doilea oval, dispărute. În spatele rozetei un unghi și o linie adiacentă. Rozeta și unghiul din spatele acesteia, mai mari, iar al doilea oval al feței și liniile din stînga lui vizibile. Dimensiunile și poziția unghiurilor puțin diferite. Descriere revers: Cal mult schematizat, de proporții mai mici, la trap spre dreapta, cu corpul din două părți, crupa globulară, unite printr-o linie, capul rectangular, mai mare, urechile mai evidente, ochiul o globulă, picioarele din linii unghiulare cu capetele globulare, picioarele din față ale calului mai scurte și incomplete, gâtul calului mai scurt, coada dintr-o linie frântă, mai puțin arcuită, partea anterioară a calului nu se mai vede; în locul călărețului apare sigla M barat; sub cal sigla N mai mică, poziția picioarelor diferită și sigla N mai sus plasată, iar sub botul calului o globulă în loc de pasăre; împrejur, cerc perlat. | Muzeul de Istorie, Galați | Cimec    |
|      | Drahmă dacică         | Datare: secoIul I a.Chr. Descoperit: jud. Vrancea, com. RĂCOASA, RĂCOASA Dimensiuni: 22,5mm/23,7mm Material: argint | Descriere avers: Cap uman mult stilizat, din combinații de linii, puncte și ovale, în profil spre dreapta. Nasul este redat dintr-o linie oblică, fruntea, o dungă în relief, părul din 6 linii oblice și o rozetă din 7 globule: în locul feții și al buclelor apar două ovale, unul mult alungit, iar celălalt cu o linie unghiulară la capătul din stânga și cu încă două linii dedesubt; ochiul, nasul și gura din câte o globulă. Liniile de sub ovalul prelung al feței și al doilea oval, dispărute. În spatele rozetei un unghi și o linie adiacentă. Rozeta și unghiul din spatele acesteia, mai mari, iar al doilea oval al feței și liniile din stînga lui vizibile. Dimensiunile și poziția unghiurilor puțin diferite. Descriere revers: Cal mult schematizat, de proporții mai mici, la trap spre dreapta, cu corpul din două părți, crupa globulară, unite printr-o linie, capul rectangular, mai mare, urechile mai evidente, ochiul o globulă, picioarele din linii unghiulare cu capetele globulare, picioarele din față ale calului mai scurte și incomplete, gâtul calului mai scurt, coada dintr-o linie frântă, mai puțin arcuită, partea anterioară a calului nu se mai vede; în locul călărețului apare sigla M barat; sub cal sigla N mai mică, poziția picioarelor diferită și sigla N mai sus plasată, iar sub botul calului o globulă în loc de pasăre; împrejur, cerc perlat. | Muzeul de Istorie, Galați | Cimec    |
|      | Drahmă dacică         | Datare: secoIul I a.Chr. Descoperit: jud. Vrancea, com. RĂCOASA, RĂCOASA Dimensiuni: 24,4mm/24,8mm Material: argint | Descriere avers: Cap uman mult stilizat, din combinații de linii, puncte și ovale, în profil spre dreapta. Nasul este redat dintr-o linie oblică, fruntea, o dungă în relief, părul din 6 linii oblice și o rozetă din 7 globule: în locul feții și al buclelor apar două ovale, unul mult alungit, iar celălalt cu o linie unghiulară la capătul din stânga și cu încă două linii dedesubt; ochiul, nasul și gura din câte o globulă. Liniile de sub ovalul prelung al feței și al doilea oval, dispărute. În spatele rozetei un unghi și o linie adiacentă. Rozeta și unghiul din spatele acesteia, mai mari, iar al doilea oval al feței și liniile din stînga lui vizibile. Dimensiunile și poziția unghiurilor puțin diferite. Descriere revers: Cal mult schematizat, de proporții mai mici, la trap spre dreapta, cu corpul din două părți, crupa globulară, unite printr-o linie, capul rectangular, mai mare, urechile mai evidente, ochiul o globulă, picioarele din linii unghiulare cu capetele globulare, picioarele din față ale calului mai scurte și incomplete, gâtul calului mai scurt, coada dintr-o linie frântă, mai puțin arcuită, partea anterioară a calului nu se mai vede; în locul călărețului apare sigla M barat; sub cal sigla N mai mică, poziția picioarelor diferită și sigla N mai sus plasată, iar sub botul calului o globulă în loc de pasăre; împrejur, cerc perlat. | Muzeul de Istorie, Galați | Cimec    |
|      | Drahmă dacică         | Datare: secoIul I a.Chr. Descoperit: jud. Vrancea, com. RĂCOASA, RĂCOASA Dimensiuni: 25mm/25,5mm Material: argint   | Descriere avers: Cap uman mult stilizat, din combinații de linii, puncte și ovale, în profil spre dreapta. Nasul este redat dintr-o linie oblică, fruntea, o dungă în relief, părul din 6 linii oblice și o rozetă din 7 globule: în locul feții și al buclelor apar două ovale, unul mult alungit, iar celălalt cu o linie unghiulară la capătul din stânga și cu încă două linii dedesubt; ochiul, nasul și gura din câte o globulă. Liniile de sub ovalul prelung al feței și al doilea oval, dispărute. În spatele rozetei un unghi și o linie adiacentă. Rozeta și unghiul din spatele acesteia, mai mari, iar al doilea oval al feței și liniile din stînga lui vizibile. Dimensiunile și poziția unghiurilor puțin diferite. Descriere revers: Cal mult schematizat, de proporții mai mici, la trap spre dreapta, cu corpul din două părți, crupa globulară, unite printr-o linie, capul rectangular, mai mare, urechile mai evidente, ochiul o globulă, picioarele din linii unghiulare cu capetele globulare, picioarele din față ale calului mai scurte și incomplete, gâtul calului mai scurt, coada dintr-o linie frântă, mai puțin arcuită, partea anterioară a calului nu se mai vede; în locul călărețului apare sigla M barat; sub cal sigla N mai mică, poziția picioarelor diferită și sigla N mai sus plasată, iar sub botul calului o globulă în loc de pasăre; împrejur, cerc perlat. | Muzeul de Istorie, Galați | Cimec    |
|      | Drahmă dacică         | Datare: secoIul I a.Chr. Descoperit: jud. Vrancea, com. RĂCOASA, RĂCOASA Dimensiuni: 22,4mm/25mm Material: argint   | Descriere avers: Cap uman mult stilizat, din combinații de linii, puncte și ovale, în profil spre dreapta. Nasul este redat dintr-o linie oblică, fruntea, o dungă în relief, părul din 6 linii oblice și o rozetă din 7 globule altfel dispuse: în locul feții și al buclelor apar două ovale, unul mult alungit, iar celălalt cu o linie unghiulară la capătul din stânga și cu încă două linii dedesubt; ochiul, nasul și gura din câte o globulă. Liniile de sub ovalul prelung al feței și al doilea oval, dispărute. În spatele rozetei un unghi și o linie adiacentă. Rozeta și unghiul din spatele acesteia, mai mari; iar al doilea oval al feței și liniile din stînga lui vizibile. Unghiurile au pozițiile modificate. Descriere revers: Cal mult schematizat, de proporții mai mici, la trap spre dreapta, cu corpul din două părți, crupa globulară, unite printr-o linie, capul calului dispărut, picioarele din linii unghiulare cu capetele globulare, picioarele din față ale calului bine reprezentate, gâtul calului mai scurt, coada dintr-o linie frântă, puțin vizibilă, partea anterioară a calului nu se mai vede; sub cal sub cal sigla M barat inversată și sub aceasta sigla N, iar sub botul calului o pasăre; împrejur, cerc perlat | Muzeul de Istorie, Galați | Cimec    |
|      | Drahmă dacică         | Datare: secoIul I a.Chr. Descoperit: jud. Vrancea, com. RĂCOASA, RĂCOASA Dimensiuni: 24,3mm/25mm Material: argint   | Descriere avers: Cap uman mult stilizat, din combinații de linii, puncte și ovale, în profil spre dreapta. Nasul este redat dintr-o linie oblică, fruntea, o dungă în relief, părul din 6 linii oblice mai spațiate și o rozetă din câteva globule neclare: în locul feții și al buclelor apar două ovale, unul mult alungit, iar celălalt cu o linie unghiulară la capătul din stânga și cu încă două linii dedesubt; ochiul, nasul și gura din câte o globulă. Liniile din spatele ovalului feței deplasate mai spre stânga. Sub rozetă două liniuțe paralele, ceva mai sus, cu altă poziție, iar unghiul din stânga ovalului feței unit cu linia aflată sub el. Descriere revers: Cal mult schematizat, parțial redat, de proporții mai mici, la trap spre dreapta, crupa și botul mai mici, cu corpul din două părți, crupa globulară, unite printr-o linie, capul calului dispărut, picioarele din linii unghiulare cu capetele globulare, picioarele din spate mai lungi, cele din față dispărute, gâtul calului mai scurt, coada dintr-o linie frântă, puțin vizibilă, partea anterioară a calului nu se mai vede, sub cal doar sigla N. | Muzeul de Istorie, Galați | Cimec    |
|      | Stater                | Datare: c. 260-245 Descoperit: jud. Tulcea, com. Dăeni, Dăeni Material: aur                                         | Descriere avers: Capul lui Alexandru cel Mare divinizat spre dreapta, având pe diademă coarnele lui Ammon. Descriere revers: Atena Promachos cu coif corintic cu panaș și himation tronând spre stânga, se sprijină cu brațul stâng pe scutul aflat lângă tron și șine în mâna dreaptă o Nike ce încoronează numele regelui; în plan secund o suliță transversală rezemată pe tron. Legendă revers: ΒΑΣΙΛΕΩΣ-ΛΥΣΙΜΑΧOY | Muzeul de Istorie, Galați | Cimec    |
|      | Stater                | Datare: c. 250-c. 225 a.Chr. Descoperit: jud. Tulcea, com. Dăeni, Dăeni Material: aur                               | Descriere avers: Capul Athenei cu coif cu panaș spre dreapta Descriere revers: Nike înaripată, în picioare, spre stânga, drapată cu chiton și himation, ținând cunună de lauri în mâna dreaptă și stylis în mâna stânga Legendă revers: ΑΛΕΞΑΝΔΡOY | Muzeul de Istorie, Galați | Cimec    |
|      | Stater                | Datare: c. 280-200 a.Chr. Școală: Odessos Descoperit: jud. Tulcea, com. Dăeni, Dăeni Material: aur                  | Descriere avers: Capul Athenei cu coif cu panaș spre dreapta Descriere revers: Nike înaripată, în picioare, spre stânga, drapată cu chiton și himation, ținând cunună de lauri în mâna dreaptă și stylis în mâna stânga Legendă revers: ΒΑΣΙΛΕΩΣ-ΑΛEΞΑΝΔ[Ρ] | Muzeul de Istorie, Galați | Cimec    |
|      | Stater                | Datare: 286/5-282/1 Școală: Pella ? Descoperit: jud. Tulcea, com. Dăeni, Dăeni Material: aur                        | Descriere avers: Capul lui Alexandru cel Mare divinizat spre dreapta, având pe diademă coarnele lui Ammon. Descriere revers: Atena Promachos cu coif corintic cu panaș și himation tronând spre stânga, se sprijină cu brațul stâng pe scutul aflat lângă tron și șine în mâna dreaptă o Nike ce încoronează numele regelui; în plan secund o suliță transversală rezemată pe tron. Descriere exergă: Sigla sub mâna dreaptă. Legendă revers: ΒΑΣΙΛΕΩΣ-ΛΥΣΙΜΑΧOY | Muzeul de Istorie, Galați | Cimec    |
|      | Stater                | Datare: 286/5-282/1 a. Chr Școală: Pella ? Descoperit: jud. Tulcea, com. Dăeni, Dăeni Material: aur                 | Descriere avers: Capul lui Alexandru cel Mare divinizat spre dreapta, având pe diademă coarnele lui Ammon. Descriere revers: Atena Promachos cu coif corintic cu panaș și himation tronând spre stânga, se sprijină cu brațul stâng pe scutul aflat lângă tron și șine în mâna dreaptă o Nike ce încoronează numele regelui; în plan secund o suliță transversală rezemată pe tron. Legendă revers: ΒΑΣΙΛΕΩΣ-ΛΥΣΙΜΑΧΟΥ | Muzeul de Istorie, Galați | Cimec    |
|      | Stater                | Datare: c. 250-c. 225 a.Chr. Descoperit: jud. Tulcea, com. Dăeni, Dăeni Material: aur                               | Descriere avers: Capul Athenei cu coif cu panaș spre dreapta Descriere revers: Nike înaripată, în picioare, spre stânga, drapată cu chiton și himation, ținând cunună de lauri în mâna dreaptă și stylis în mâna stânga Legendă revers: ΑΛΕΞΑΝΔΡOY | Muzeul de Istorie, Galați | Cimec    |
|      | Stater                | Datare: c. 250-c. 225 a.Chr. Descoperit: jud. Tulcea, com. Dăeni, Dăeni Material: aur                               | Descriere avers: Capul Athenei cu coif cu panaș spre dreapta Descriere revers: Nike înaripată, în picioare, spre stânga, drapată cu chiton și himation, ținând cunună de lauri în mâna dreaptă și stylis în mâna stânga Legendă revers: ΑΛΕΞΑΝΔΡOY | Muzeul de Istorie, Galați | Cimec    |
|      | Stater                | Datare: c. 260-230 a. Chr Descoperit: jud. Tulcea, com. Dăeni, Dăeni Material: aur                                  | Descriere avers: Capul lui Alexandru cel Mare divinizat spre dreapta, având pe diademă coarnele lui Ammon. Descriere revers: Atena Promachos cu coif corintic cu panaș și himation tronând spre stânga, se sprijină cu brațul stâng pe scutul aflat lângă tron și șine în mâna dreaptă o Nike ce încoronează numele regelui; în plan secund o suliță transversală rezemată pe tron. Descriere exergă: Monogramă în exergă Legendă revers: ΒΑΣΙΛΕΩΣ-ΛΥΣΙΜΑΧΟΥ | Muzeul de Istorie, Galați | Cimec    |
|      | Stater                | Datare: 323-300 a.Chr Școală: Atelier neprecizat Descoperit: jud. Tulcea, com. Dăeni, Dăeni Material: aur           | Descriere avers: Capul Athenei cu coif cu panaș spre dreapta Descriere revers: Nike înaripată, în picioare, spre stânga, drapată cu chiton și himation, ținând cunună de lauri în mâna dreaptă și stylis în mâna stânga Legendă revers: ΑΛEΞΑΝΔΡOY | Muzeul de Istorie, Galați | Cimec    |
|      | Stater                | Datare: 286/5-282/1 Școală: Pella Descoperit: jud. Tulcea, com. Dăeni, Dăeni Material: aur                          | Descriere avers: Capul lui Alexandru cel Mare divinizat spre dreapta, având pe diademă coarnele lui Ammon. Descriere revers: Atena Promachos cu coif corintic cu panaș și himation tronând spre stânga, se sprijină cu brațul stâng pe scutul aflat lângă tron și șine în mâna dreaptă o Nike ce încoronează numele regelui; în plan secund o suliță transversală rezemată pe tron. Legendă revers: ΒΑΣΙΛΕΩΣ-ΛΥΣΙΜΑΧOY | Muzeul de Istorie, Galați | Cimec    |
|      | Stater                | Datare: 286/5-282/1 a. Chr Școală: Pella Descoperit: jud. Tulcea, com. Dăeni, Dăeni Material: aur                   | Descriere avers: Capul lui Alexandru cel Mare divinizat spre dreapta, având pe diademă coarnele lui Ammon. Descriere revers: Atena Promachos cu coif corintic cu panaș și himation tronând spre stânga, se sprijină cu brațul stâng pe scutul aflat lângă tron și șine în mâna dreaptă o Nike ce încoronează numele regelui; în plan secund o suliță transversală rezemată pe tron. Legendă revers: ΒΑΣΙΛΕΩΣ-ΛΥΣΙΜΑΧΟΥ | Muzeul de Istorie, Galați | Cimec    |
|      | Stater                | Datare: 260- 235 a.chr Descoperit: jud. Tulcea, com. Dăeni, Dăeni Material: aur                                     | Descriere avers: Capul lui Alexandru cel Mare divinizat spre dreapta, având pe diademă coarnele lui Ammon. Descriere revers: Atena Promachos cu coif corintic cu panaș și himation tronând spre stânga, se sprijină cu brațul stâng pe scutul aflat lângă tron și șine în mâna dreaptă o Nike ce încoronează numele regelui; în plan secund o suliță transversală rezemată pe tron. Descriere exergă: Spic de grâu Legendă revers: ΒΑΣΙΛΕΩΣ-ΛΥΣΙΜΑΧOY | Muzeul de Istorie, Galați | Cimec    |
|      | Stater                | Datare: c. 325-c. 300 a. Chr. . Școală: Monetarie neprecizata din Est Descoperit: jud. Vrancea Material: aur        | Descriere avers: Capul Athenei cu coif cu panaș spre dreapta Descriere revers: Nike înaripată, în picioare, spre stânga, drapată cu chiton și himation, ținând cunună de lauri în mâna dreaptă și stylis în mâna stânga Legendă revers: ΑΛΕΞΑΝΔΡOY | Muzeul de Istorie, Galați | Cimec    |
|      | Stater                | Datare: c. 330-c. 320 Școală: Amphipolis Material: aur                                                              | Descriere avers: Capul Athenei cu coif cu panaș spre dreapta Descriere revers: Nike înaripată, în picioare, spre stânga, drapată cu chiton și himation, ținând cunună de lauri în mâna dreaptă și stylis în mâna stânga Legendă revers: ΑΛΕΞΑΝΔΡOY | Muzeul de Istorie, Galați | Cimec    |
|      | Stater                | Datare: c. 319-c 305 Școală: Magnesia ad Maeandrum ? Material: aur                                                  | Descriere avers: Capul Athenei cu coif cu panaș spre dreapta Descriere revers: Nike înaripată, în picioare, spre stânga, drapată cu chiton și himation, ținând cunună de lauri în mâna dreaptă și stylis în mâna stânga Legendă revers: ΑΛΕΞΑΝΔΡOY | Muzeul de Istorie, Galați | Cimec    |
|      | Stater                | Datare: c. 310-c. 301 Școală: Abydus Material: aur                                                                  | Descriere avers: Capul Athenei cu coif cu panaș spre dreapta Descriere revers: Nike înaripată, în picioare, spre stânga, drapată cu chiton și himation, ținând cunună de lauri în mâna dreaptă și stylis în mâna stânga Legendă revers: [Α]ΛΕΞΑΝΔΡOY | Muzeul de Istorie, Galați | Cimec    |
|      | Stater                | Datare: c. 311-c.305 a. Chr Școală: Babylon Material: aur                                                           | Descriere avers: Capul Athenei cu coif cu panaș spre dreapta Descriere revers: Nike înaripată, în picioare, spre stânga, drapată cu chiton și himation, ținând cunună de lauri în mâna dreaptă și stylis în mâna stânga Legendă revers: ΒΑΣΙΛΕΩΣ - ΑΛΕΞΑΝΔ[…] | Muzeul de Istorie, Galați | Cimec    |
|      | Stater                | Datare: c. 311-c. 305 Școală: Babylon Material: aur                                                                 | Descriere avers: Capul Athenei cu coif cu panaș spre dreapta Descriere revers: Nike înaripată, în picioare, spre stânga, drapată cu chiton și himation, ținând cunună de lauri în mâna dreaptă și stylis în mâna stânga Legendă revers: ΒΑΣΙΛΕ[ΩΣ]-ΑΛΕΞΑΝΔΡO[Y] | Muzeul de Istorie, Galați | Cimec    |
|      | Stater                | Datare: c. 328-c. 320 a. Chr. Școală: Arados Material: aur                                                          | Descriere avers: Capul Athenei cu coif cu panaș spre dreapta Descriere revers: Nike înaripată, în picioare, spre stânga, drapată cu chiton și himation, ținând cunună de lauri în mâna dreaptă și stylis în mâna stânga Legendă revers: ΒΑΣΙΛΕΩΣ - ΑΛΕΞΑΝΔΡOY | Muzeul de Istorie, Galați | Cimec    |
|      | Stater                | Datare: c. 311-c.305 Școală: Babylon Material: aur                                                                  | Descriere avers: Capul Athenei cu coif cu panaș spre dreapta Descriere revers: Nike înaripată, în picioare, spre stânga, drapată cu chiton și himation, ținând cunună de lauri în mâna dreaptă și stylis în mâna stânga Legendă revers: ΒΑΣΙΛΕ[ΩΣ]-ΑΛΕΞΑΝΔΡ[OY] | Muzeul de Istorie, Galați | Cimec    |
|      | Tremissis             | Datare: 491-518 Școală: Constantinopol Descoperit: jud. Galați, Galați Material: aur                                | Descriere avers: Bustul lui Anastasius, diademat, cuirasat spre dreapta Descriere revers: Victoria mergând, din față, ține cunună în dreapta și glob cruciger în stânga. Descriere exergă: CONOB Legendă revers: VICTORIAAVCVSTORVM | Muzeul de Istorie, Galați | Cimec    |
|      | Aureus                | Datare: post 145/147 Material: aur                                                                                  | Descriere avers: Cap laureat spre dreapta Descriere revers: Aequitas spre stânga ținând cornucopia Legendă revers: Legendă barbarizată | Muzeul de Istorie, Galați | Cimec    |
|      | Nomisma Tetarteron    | Datare: c. 1005-1025 Școală: Constantinopol Descoperit: jud. Tulcea, com. JIJILA, GARVĂN Material: aur              | Descriere avers: Iisus Hristos (bust), cu nimb cruciger, binecuvântând cu mâna dreaptă și ținând Evangheliile în stânga; două puncte în fiecare braț al crucii din nimb. Descriere revers: Busturile lui Vasile II (în stânga) cu stemma și loros și Constantin VIII (în dreapta) cu stemma și tunică, ținând o cruce patriarhală ornată cu X. Legendă revers: +bASILCCOnSTAnTIbR | Muzeul de Istorie, Galați | Cimec    |
|      | Zeri Istanbul         | Datare: 1703-1730 Școală: Islâmbol Material: aur                                                                    | Descriere avers: Tugra Legendă revers: Duribe fi Islâmbol 1115 | Muzeul de Istorie, Galați | Cimec    |

## Fond
| Foto | Informații generale | Detalii tehnice                                                                                       | Descriere | Deținător                       | Legături |
| ---- | ------------------- | --- | --- | ------------------------------- | -------- |
|      | Denar               | Datare: postum 161 p.Chr. Descoperit: jud. Tulcea, com. MAHMUDIA, MAHMUDIA Material: argint           | Descriere avers: Bust împărat spre dreapta Descriere revers: Altar și legenda "DIV[O PIO]" Legendă revers: DIV[O PIO] | Muzeul de Istorie, Galați       | Cimec    |
|      | Monedă grecească    | Datare: sec III - I a.Chr Școală: Callatis Descoperit: jud. Galați, com. POIANA, POIANA Material: AE  | Descriere avers: Capul lui Apollo laureat spre dreapta. În centru, o contramarcă circulară de 6,57 mm, cu o stea cu șase raze. Descriere revers: Trepied. În câmp stânga, un spic de grâu. Legendă revers: ΚΑΛΛΑ în dreapta; ΤΙΑΝΩΝ în stânga. Jos, o monogramă alcătuită din E, Π, X. | Muzeul Orășenesc Tecuci, Tecuci | Cimec    |
|      | Monedă grecească    | Datare: sec III - I a.Chr Școală: Callatis Descoperit: jud. Galați, com. POIANA, POIANA Material: AE  | Descriere avers: Capul lui Apollo laureat spre dreapta. În centru, o contramarcă circulară de 6,10 × 7,29 mm cu o stea cu 6 raze. Descriere revers: Trepied. În câmp stânga, un spic de grâu. Ștanța mișcată, fapt vizibil în imprimarea legendei. Legendă revers: ΚΑΛΛΑ în dreapta; ΤΙΑΝΩΝ în stânga. Jos, AΘA.                                                                                        | Muzeul Orășenesc Tecuci, Tecuci | Cimec    |
|      | Monedă grecească    | Datare: sec III - I a.Chr Școală: Callatis Descoperit: jud. Galați, com. POIANA, POIANA Material: AE  | Descriere avers: Capul lui Apollo laureat spre dreapta. În centru, o contramarcă circulară de 6,39 mm cu o stea cu șase raze. Descriere revers: Trepied. În câmp stânga, un spic de grâu. Legendă revers: ΚΑΛΛΑ în dreapta; ΤΙΑΝΩΝ în stânga. Jos, AΣKΛA. | Muzeul Orășenesc Tecuci, Tecuci | Cimec    |
|      | Monedă grecească    | Datare: sec III - I a.Chr Școală: Callatis Descoperit: jud. Galați, com. POIANA, POIANA Material: AE  | Descriere avers: Capul lui Apollo laureat spre dreapta. În centru, o contramarcă circulară de 6,26 × 7,24 mm cu o stea cu sase raze. Descriere revers: Trepied. În câmp stânga, un spic de grâu. Legendă revers: ΚΑΛΛΑ în dreapta; ΤΙΑΝΩΝ în stânga. Jos, ΔHΛO. | Muzeul Orășenesc Tecuci, Tecuci | Cimec    |
|      | Monedă grecească    | Datare: sec III - I a.Chr Școală: Callatis Descoperit: jud. Galați, com. POIANA, POIANA Material: AE  | Descriere avers: Capul lui Apollo laureat spre dreapta. În centru, o contramarcă circulară de 6,95 mm cu o stea cu 6 raze. Descriere revers: Trepied între două spice de grâu. Legendă revers: ΚΑΛΛΑ în dreapta; ΤΙΑΝΩΝ în stânga. Jos, AΠOΛΛO. | Muzeul Orășenesc Tecuci, Tecuci | Cimec    |
|      | Monedă grecească    | Datare: sec III - I a.Chr Școală: Callatis Descoperit: jud. Galați, com. POIANA, POIANA Material: AE  | Descriere avers: Capul lui Apollo laureat spre dreapta. În centru, o contramarcă circulară de 5,63 × 6,38 mm cu o stea cu 6 raze. Descriere revers: Trepied. În câmp stânga, un spic de grâu. Legendă revers: ΚΑΛΛΑ în dreapta; ΤΙΑΝΩΝ în stânga. Jos, o monogramă alcătuită din E, Π, X. | Muzeul Orășenesc Tecuci, Tecuci | Cimec    |
|      | Monedă grecească    | Datare: sec III - I a.Chr Școală: Callatis Descoperit: jud. Galați, com. POIANA, POIANA Material: AE  | Descriere avers: Capul lui Apollo laureat spre dreapta. În centru, o contramarcă circulară de 6,95 mm, cu o stea cu șase raze. Descriere revers: Trepied. În câmp stânga, un spic de grâu. Legendă revers: ΚΑΛΛΑ în dreapta; ΤΙΑΝΩΝ în stânga. Jos, AΘA. | Muzeul Orășenesc Tecuci, Tecuci | Cimec    |
|      | Monedă grecească    | Datare: sec III - I a.Chr Școală: Callatis Descoperit: jud. Galați, com. POIANA, POIANA Material: AE  | Descriere avers: Capul lui Apollo laureat spre dreapta. În centru, o contramarcă circulară de 6,92 mm cu o stea cu 6 raze. Descriere revers: Trepied. În câmp stânga, un spic de grâu. Legendă revers: ΚΑΛΛΑ în dreapta; ΤΙΑΝΩΝ în stânga. Jos, AΠOΛΛO. | Muzeul Orășenesc Tecuci, Tecuci | Cimec    |
|      | Monedă grecească    | Datare: sec III - I a.Chr Școală: Callatis Descoperit: jud. Galați, com. POIANA, POIANA Material: AE  | Descriere avers: Capul lui Apollo laureat spre dreapta. În centru, o contramarcă circulară de 7,16 mm cu o stea cu 6 raze. Descriere revers: Trepied. În câmp stânga, un spic de grâu. Legendă revers: ΚΑΛΛΑ în dreapta; ΤΙΑΝΩΝ în stânga. Jos, EΠI. | Muzeul Orășenesc Tecuci, Tecuci | Cimec    |
|      | Monedă grecească    | Datare: sec III - I a.Chr Școală: Callatis Descoperit: jud. Galați, com. POIANA, POIANA Material: AE  | Descriere avers: Capul lui Apollo laureat spre dreapta. În câmp stânga jos, o contramarcă circulară de 6,47 mm cu o stea cu 6 raze. Descriere revers: Trepied. În câmp stânga, un spic de grâu. Legendă revers: ΚΑΛΛΑ în dreapta; ΤΙΑΝΩΝ în stânga. Jos ilizibil. | Muzeul Orășenesc Tecuci, Tecuci | Cimec    |
|      | Monedă grecească    | Datare: sec III - I a.Chr Școală: Callatis Descoperit: jud. Galați, com. POIANA, POIANA Material: AE  | Descriere avers: Capul lui Apollo laureat spre dreapta. În centru, o contramarcă circulară de 7,27 mm cu o stea cu 6 raze. Descriere revers: Trepied. În câmp stânga, un spic de grâu. Legendă revers: ΚΑΛΛΑ în dreapta; ΤΙΑΝΩΝ în stânga. Jos AΠOΛΛO. | Muzeul Orășenesc Tecuci, Tecuci | Cimec    |
|      | Monedă grecească    | Datare: sec III - I a.Chr Școală: Callatis Descoperit: jud. Galați, com. POIANA, POIANA Material: AE  | Descriere avers: Capul lui Apollo laureat spre dreapta. În centru, o contramarcă circulară de 7,12 mm cu o stea cu șase raze. Descriere revers: Trepied. În câmp stânga, un spic de grâu. Legendă revers: ΚΑΛΛΑ în dreapta; ΤΙΑΝΩΝ în stânga. Jos, AΠOΛ. | Muzeul Orășenesc Tecuci, Tecuci | Cimec    |
|      | Monedă grecească    | Datare: sec III - I a.Chr Școală: Callatis Descoperit: jud. Galați, com. POIANA, POIANA Material: AE  | Descriere avers: Capul lui Apollo laureat spre dreapta. În centru, o contramarcă circulară de 7,11 mm cu o stea cu 6 raze. Descriere revers: Trepied. În câmp stânga, un spic de grâu. Legendă revers: ΚΑΛΛΑ în dreapta; ΤΙΑΝΩΝ în stânga. Jos, EΠIXA. | Muzeul Orășenesc Tecuci, Tecuci | Cimec    |
|      | Monedă grecească    | Datare: sec III - I a.Chr Școală: Callatis Descoperit: jud. Galați, com. POIANA, POIANA Material: AE  | Descriere avers: Capul lui Apollo laureat spre dreapta. În centru, o contramarcă circulară de 6,00 × 6,65 mm cu o stea cu 6 raze și în câmp jos o contramarcă circulară de 5,31 mm cu capul lui Hermes cu petasos înaripat spre dreapta. Descriere revers: Trepied între două spice de grâu. Legendă revers: ΚΑΛΛΑ în dreapta; ΤΙΑΝΩΝ în stânga. Jos, AΠOΛΛO.                                           | Muzeul Orășenesc Tecuci, Tecuci | Cimec    |
|      | Monedă grecească    | Datare: sec III - I a.Chr Școală: Callatis Descoperit: jud. Galați, com. POIANA, POIANA Material: AE  | Descriere avers: Capul lui Apollo laureat spre dreapta. În centru, o contramarcă circulară de 7,51 × 7,85 mm cu capul lui Demeter spre dreapta și în câmp stânga jos o contramarcă circulară de 5,41 × 6,10 mm cu capul lui Hermes cu petasos înaripat spre dreapta. Descriere revers: Trepied. În câmp stânga, un spic de grâu. Legendă revers: ΚΑΛΛΑ în dreapta; ΤΙΑΝΩΝ în stânga. Jos, AΠOΛΛO.       | Muzeul Orășenesc Tecuci, Tecuci | Cimec    |
|      | Monedă grecească    | Datare: sec III - I a.Chr Școală: Callatis Descoperit: jud. Galați, com. POIANA, POIANA Material: AE  | Descriere avers: Capul lui Apollo laureat spre dreapta. În centru, o contramarcă circulară de 7,99 mm cu capul lui Demeter spre dreapta și în câmp stânga jos, o contramarcă circulară de 5,97 mm, cu capul lui Hermes cu petasos înaripat spre dreapta. Descriere revers: Trepied. În câmp stânga, un spic de grâu. Legendă revers: ΚΑΛΛΑ în dreapta; ΤΙΑΝΩΝ în stânga. Jos, ΠO.                       | Muzeul Orășenesc Tecuci, Tecuci | Cimec    |
|      | Monedă grecească    | Datare: sec III - I a.Chr Școală: Callatis Descoperit: jud. Galați, com. POIANA, POIANA Material: AE  | Descriere avers: Capul lui Apollo laureat spre dreapta. În centru, o contramarcă circulară de 6,19 × 7,41 mm cu o stea cu șase raze și în câmp stânga jos o contramarcă circulară de 5,13 × 5,67 mm cu capul lui Hermes cu petasos înaripat spre dreapta. Descriere revers: Trepied. În câmp stânga, un spic de grâu. Legendă revers: ΚΑΛΛΑ în dreapta; ΤΙΑΝΩΝ în stânga. Jos, ΔH[ΛO].                  | Muzeul Orășenesc Tecuci, Tecuci | Cimec    |
|      | Monedă grecească    | Datare: sec III - I a.Chr Școală: Callatis Descoperit: jud. Galați, com. POIANA, POIANA Material: AE  | Descriere avers: Capul lui Apollo laureat spre dreapta. În câmp stânga jos, o contramarcă circulară de 5,71 mm cu capul lui Hermes cu petasos înaripat spre dreapta. Descriere revers: Trepied. În câmp stânga, un spic de grâu. Legendă revers: ΚΑΛΛΑ în dreapta; ΤΙΑΝΩΝ în stânga. Jos, AΣK[ΛA]. | Muzeul Orășenesc Tecuci, Tecuci | Cimec    |
|      | Monedă grecească    | Datare: sec III - I a.Chr Școală: Callatis Descoperit: jud. Galați, com. POIANA, POIANA Material: AE  | Descriere avers: Capul lui Apollo laureat spre dreapta. În câmp stânga, o contramarcă circulară de 6,89 × 7,55 mm cu o stea cu 6 raze și în câmp jos o contramarcă circulară de 5,45 mm cu capul lui Hermes cu petasos înaripat spre dreapta. Descriere revers: Trepied. În câmp stânga, un spic de grâu. Legendă revers: ΚΑΛΛΑ în dreapta; ΤΙΑΝΩΝ în stânga. Jos, ilizibil.                            | Muzeul Orășenesc Tecuci, Tecuci | Cimec    |
|      | Monedă grecească    | Datare: sec III - I a.Chr Școală: Callatis Descoperit: jud. Galați, com. POIANA, POIANA Material: AE  | Descriere avers: Capul lui Apollo laureat spre dreapta. În centru, o contramarcă circulară de 5,95 × 6,33 mm cu o stea cu 6 raze. Descriere revers: Trepied. În câmp stânga, un spic de grâu. Legendă revers: ΚΑΛΛΑ în dreapta; ΤΙΑΝΩΝ în stanga. Jos, AΣ[KΛA]. | Muzeul Orășenesc Tecuci, Tecuci | Cimec    |
|      | Monedă grecească    | Datare: sec III - I a.Chr Școală: Callatis Descoperit: jud. Galați, com. POIANA, POIANA Material: AE  | Descriere avers: Capul lui Apollo laureat spre dreapta. În centru, o contramarcă circulară de 5,61 × 6,66 mm cu o stea cu șase raze și în câmp jos o contramarcă circulară de 5,82 mm cu capul lui Hermes cu petasos înaripat spre dreapta. Descriere revers: Trepied. În câmp stânga, un spic de grâu. Legendă revers: ΚΑΛΛΑ în dreapta; ΤΙΑΝΩΝ în stânga. Jos, ΔHΛO.                                  | Muzeul Orășenesc Tecuci, Tecuci | Cimec    |
|      | Monedă grecească    | Datare: sec III - I a.Chr Școală: Callatis Descoperit: jud. Galați, com. POIANA, POIANA Material: AE  | Descriere avers: Capul lui Apollo laureat spre dreapta. În centru, o contramarcă circulară de 6,79 mm cu o stea cu 6 raze și în câmp jos o contramarcă circulară de 5 × 6,14 mm cu capul lui Hermes cu petasos înaripat spre dreapta. Descriere revers: Trepied. În câmp stânga, un spic de grâu. Legendă revers: ΚΑΛΛΑ în dreapta; ΤΙΑΝΩΝ în stânga. Jos, ilizibil.                                    | Muzeul Orășenesc Tecuci, Tecuci | Cimec    |
|      | Monedă grecească    | Datare: sec III - I a.Chr Școală: Callatis Descoperit: jud. Galați, com. POIANA, POIANA Material: AE  | Descriere avers: Capul lui Apollo laureat spre dreapta. În centru, o contramarcă circulară de 7,59 mm cu o stea cu 6 raze și în câmp stânga jos o contramarcă circulară de 4,39 × 5,49 mm cu capul lui Hermes cu petasos înaripat spre dreapta. Descriere revers: Trepied între două spice de grâu. Legendă revers: ΚΑΛΛΑ în dreapta; ΤΙΑΝΩΝ în stânga. Jos, AΠOΛΛO.                                    | Muzeul Orășenesc Tecuci, Tecuci | Cimec    |
|      | Monedă grecească    | Datare: sec III - I a.Chr Școală: Callatis Descoperit: jud. Galați, com. POIANA, POIANA Material: AE  | Descriere avers: Capul lui Apollo laureat spre dreapta. În centru, o contramarcă circulară de 6,95 mm cu o stea cu 6 raze și în câmp stânga jos o contramarcă circulară de 5,27 mm cu capul lui Hermes cu petasos înaripat spre dreapta. Descriere revers: Trepied. În câmp stânga, un spic de grâu. Legendă revers: ΚΑΛΛΑ în dreapta; ΤΙΑΝΩΝ în stânga. Jos, ΔHΛO.                                     | Muzeul Orășenesc Tecuci, Tecuci | Cimec    |
|      | Monedă grecească    | Datare: sec III - I a.Chr Școală: Callatis Descoperit: jud. Galați, com. POIANA, POIANA Material: AE  | Descriere avers: Capul lui Apollo laureat spre dreapta. În centru, o contramarcă circulară de 7,08 mm cu o stea cu șase raze și în câmp jos o contramarcă circulară de 4,90 × 5,78 mm cu capul lui Hermes cu petasos înaripat spre dreapta. Descriere revers: Trepied. În câmp stânga, un spic de grâu. Legendă revers: ΚΑΛΛΑ în dreapta; ΤΙΑΝΩΝ în stânga. Jos, [HPO].                                 | Muzeul Orășenesc Tecuci, Tecuci | Cimec    |
|      | Monedă grecească    | Datare: sec III - I a.Chr Școală: Callatis Descoperit: jud. Galați, com. POIANA, POIANA Material: AE  | Descriere avers: Capul lui Apollo laureat spre dreapta. În câmp stânga, o contramarcă circulară de 6,77 mm cu o stea cu 6 raze și o contramarcă circulară de 4,91 mm cu capul lui Hermes cu petasos înaripat spre dreapta. Descriere revers: Trepied. În câmp stânga, un spic de grâu. Legendă revers: ΚΑΛΛΑ în dreapta; ΤΙΑΝΩΝ în stânga. Jos, AΠOΛ.                                                   | Muzeul Orășenesc Tecuci, Tecuci | Cimec    |
|      | Monedă grecească    | Datare: sec III - I a.Chr Școală: Callatis Descoperit: jud. Galați, com. POIANA, POIANA Material: AE  | Descriere avers: Capul lui Apollo laureat spre dreapta. În centru, o contramarcă circulară de 6,80 × 7,33 mm cu o stea cu 6 raze și în câmp stânga jos o contramarcă circulară de 5,65 × 5,88 mm cu capul lui Hermes cu petasos înaripat spre dreapta. Descriere revers: Trepied. În câmp stânga, un spic de grâu. Legendă revers: ΚΑΛΛΑ în dreapta; ΤΙΑΝΩΝ în stânga. Jos, ilizibil.                   | Muzeul Orășenesc Tecuci, Tecuci | Cimec    |
|      | Monedă grecească    | Datare: sec. III - I a.Chr Școală: Callatis Descoperit: jud. Galați, com. POIANA, POIANA Material: AE | Descriere avers: Capul lui Apollo laureat spre dreapta. În câmp stânga, o contramarcă circulară de 6,83 mm cu o stea cu 6 raze și o contramarcă circulară de 5,20 mm cu capul lui Hermes cu petasos înaripat spre dreapta. Descriere revers: Trepied. În câmp stânga, un spic de grâu. Legendă revers: ΚΑΛΛΑ în dreapta; ΤΙΑΝΩΝ în stânga. Jos, ilizibil.                                               | Muzeul Orășenesc Tecuci, Tecuci | Cimec    |
|      | Monedă grecească    | Datare: sec III - I a.Chr Școală: Callatis Descoperit: jud. Galați, com. POIANA, POIANA Material: AE  | Descriere avers: Capul lui Apollo laureat spre dreapta. În centru, o contramarcă circulară de 6,60 × 7,33 mm cu o stea cu 6 raze și în câmp jos o contramarcă circulară de 5,30 mm cu capul lui Hermes cu petasos înaripat spre dreapta. Descriere revers: Trepied. În câmp stânga, un spic de grâu. Legendă revers: ΚΑΛΛΑ în dreapta; ΤΙΑΝΩΝ în stânga. Jos, ilizibil.                                 | Muzeul Orășenesc Tecuci, Tecuci | Cimec    |
|      | Monedă grecească    | Datare: sec III - I a.Chr Școală: Callatis Descoperit: jud. Galați, com. POIANA, POIANA Material: AE  | Descriere avers: Capul lui Apollo laureat spre dreapta. În centru, o contramarcă circulară de 7,15 × 8,19 mm cu capul lui Demeter spre dreapta și în câmp stânga jos o contramarcă circulară de 5,61 × 6,19 mm cu capul lui Hermes cu petasos înaripat spre dreapta. Descriere revers: Trepied între două spice de grâu. Legendă revers: ΚΑΛΛΑ în dreapta; ΤΙΑΝΩΝ în stânga. Jos, ilizibil.             | Muzeul Orășenesc Tecuci, Tecuci | Cimec    |
|      | Monedă grecească    | Datare: sec III - I a.Chr Școală: Callatis Descoperit: jud. Galați, com. POIANA, POIANA Material: AE  | Descriere avers: Capul lui Apollo laureat spre dreapta. În centru, o contramarcă circulară de 6,90 × 7,89 mm cu o stea cu 6 raze. Descriere revers: Trepied. În câmp stânga, un spic de grâu. Legendă revers: ΚΑΛΛΑ în dreapta; ΤΙΑΝΩΝ în stânga. Jos, HPO. | Muzeul Orășenesc Tecuci, Tecuci | Cimec    |
|      | Monedă grecească    | Datare: sec III - I a.Chr Școală: Callatis Descoperit: jud. Galați, com. POIANA Material: AE          | Descriere avers: Capul lui Apollo laureat spre dreapta. În centru, o contramarcă circulară de 5,83 × 7,16 mm cu o stea cu 6 raze și în câmp jos o contramarcă circulară de 5,61 × 6,10 mm cu capul lui Hermes cu petasos înaripat spre dreapta. Descriere revers: Trepied. În câmp stânga, un spic de grâu. Legendă revers: ΚΑΛΛΑ în dreapta; ΤΙΑΝΩΝ în stânga. Jos, o monogramă alcătuită din E, Π, X. | Muzeul Orășenesc Tecuci, Tecuci | Cimec    |
|      | Taler raguzan       | Datare: 1766 Descoperit: jud. Galați, com. Munteni, Țigănești Material: argint                        | Descriere avers: Bust spre stânga și legendă circulară, c.p.e. Descriere revers: Stema orașului Ragusa și legenda circulară, sigla G A, c.p.e. Legendă revers: DUCAT ET SE - M REI RAC 1766 | Muzeul Orășenesc Tecuci, Tecuci | Cimec    |
|      | Taler raguzan       | Datare: Sec. XVII Descoperit: jud. Galați, com. Munteni, Țigănești Material: argint                   | Descriere avers: Bust spre stânga și legendă circulară, c.p.e. Descriere revers: Stema orașului Ragusa și legenda circulară, sigla G B, c.p.e. Legendă revers: DUCAT SEM - REIP RAC 17[..] | Muzeul Orășenesc Tecuci, Tecuci | Cimec    |
|      | Taler raguzan       | Datare: 1757 Descoperit: jud. Galați, com. Munteni, Țigănești Material: argint                        | Descriere avers: Bust spre stânga și legendă circulară, c.p.e. Descriere revers: Stema orașului Ragusa și legenda circulară, sigla C B, c.p.e. Legendă revers: DUCAT ET SEM - REIP RAC 1757 | Muzeul Orășenesc Tecuci, Tecuci | Cimec    |
|      | Taler raguzan       | Datare: 1773 Descoperit: jud. Galați, com. Munteni, Țigănești Material: argint                        | Descriere avers: Bust spre stânga și legendă circulară, sigla G-A, c.p.e. Descriere revers: Stema orașului Ragusa și legenda circulară, sigla D M, c.p.e. Legendă revers: DUCAT ET SEM - REIP RAC 1773 | Muzeul Orășenesc Tecuci, Tecuci | Cimec    |
|      | Taler raguzan       | Datare: 1762 Descoperit: jud. Galați, com. Munteni, Țigănești Material: argint                        | Descriere avers: Bust spre stânga și legendă circulară, c.p.e. Descriere revers: Stema orașului Ragusa și legenda circulară, sigla G B, c.p.e. Legendă revers: DUCAT ET SEM - REIP RAC 1762 | Muzeul Orășenesc Tecuci, Tecuci | Cimec    |
|      | Taler raguzan       | Datare: 1767 Descoperit: jud. Galați, com. Munteni, Țigănești Material: argint                        | Descriere avers: Bust spre stânga și legendă circulară, sigla G B, c.p.e. Descriere revers: Stema orașului Ragusa și legenda circulară, sigla G A, c.p.e. Legendă revers: DUCAT ET SEM - REIP RAC 1767 | Muzeul Orășenesc Tecuci, Tecuci | Cimec    |
|      | Taler raguzan       | Datare: 1753 Descoperit: jud. Galați, com. Munteni, Țigănești Material: argint                        | Descriere avers: Bust spre stânga și legendă circulară, c.p.e. Descriere revers: Stema orașului Ragusa și legenda circulară, sigla G B, c.p.e. Legendă revers: DUCAT ET SEM - REI[P RAC] 1753 | Muzeul Orășenesc Tecuci, Tecuci | Cimec    |
|      | Taler raguzan       | Datare: 1767 Descoperit: jud. Galați, com. Munteni, Țigănești Material: argint                        | Descriere avers: Bust spre stânga și legendă circulară, sigla D-M, c.p.e. Descriere revers: Stema orașului Ragusa și legenda circulară, sigla C M, c.p.e. Legendă revers: DUCAT ET SEM - REIP RAC 1767 | Muzeul Orășenesc Tecuci, Tecuci | Cimec    |
|      | Taler raguzan       | Datare: 1767 Descoperit: jud. Galați, com. Munteni, Țigănești Material: argint                        | Descriere avers: Bust spre stânga și legendă circulară, sigla G-B, c.p.e. Descriere revers: Stema orașului Ragusa și legenda circulară, sigla D M, c.p.e. Legendă revers: DUCAT ET SEM - REIP RAC 17[67] | Muzeul Orășenesc Tecuci, Tecuci | Cimec    |
|      | Taler raguzan       | Datare: 1774 Descoperit: jud. Galați, com. Munteni, Țigănești Material: argint                        | Descriere avers: Bust spre stânga și legendă circulară, sigla G-A, c.p.e. Descriere revers: Stema orașului Ragusa și legenda circulară, sigla D M, c.p.e. Legendă revers: DUCAT ET SEM - REIP RAC 1774 | Muzeul Orășenesc Tecuci, Tecuci | Cimec    |
|      | Taler raguzan       | Datare: 1765 Descoperit: jud. Galați, com. Munteni, Țigănești Material: argint                        | Descriere avers: Bust spre stânga și legendă circulară, c.p.e. Descriere revers: Stema orașului Ragusa și legenda circulară, sigla C B, c.p.e. Legendă revers: DUCAT E T SEM - REIP RAC 1765 | Muzeul Orășenesc Tecuci, Tecuci | Cimec    |
|      | Taler raguzan       | Datare: 1753 Descoperit: jud. Galați, com. Munteni, Țigănești Material: argint                        | Descriere avers: Bust spre stânga și legendă circulară, c.p.e. Descriere revers: Stema orașului Ragusa și legenda circulară, sigla [C-B], c.p.e. Legendă revers: DUCAT ET SEM - [R]EIP RAC 1753 | Muzeul Orășenesc Tecuci, Tecuci | Cimec    |
|      | Taler raguzan       | Datare: 1701 Descoperit: jud. Galați, com. Munteni, Țigănești Material: argint                        | Descriere avers: Bust spre stânga și legendă circulară, c.p.e. Descriere revers: Stema orașului Ragusa și legenda circulară, sigla G-B, c.p.e. Legendă revers: DUCAT ET SEM - REIP RAC 1765 | Muzeul Orășenesc Tecuci, Tecuci | Cimec    |
|      | Taler raguzan       | Datare: 1753 Descoperit: jud. Galați, com. Munteni, Țigănești Material: argint                        | Descriere avers: Bust spre stânga și legendă circulară, c.p.e. Descriere revers: Stema orașului Ragusa și legenda circulară, c.p.e. Legendă revers: DUCAT ET SEM - REIP RAC 1753 | Muzeul Orășenesc Tecuci, Tecuci | Cimec    |
|      | Taler raguzan       | Datare: 1771 Descoperit: jud. Galați, com. Munteni, Țigănești Material: argint                        | Descriere avers: Bust spre stânga și legendă circulară, sigla G A, c.p.e. Descriere revers: Stema orașului Ragusa și legenda circulară, sigla G A, c.p.e. Legendă revers: DUCAT ET SEM - REIP RAC 1771 | Muzeul Orășenesc Tecuci, Tecuci | Cimec    |
|      | Taler raguzan       | Datare: 1771 Descoperit: jud. Galați, com. Munteni, Țigănești Material: argint                        | Descriere avers: Bust spre stânga și legendă circulară, sigla G A, c.p.e. Descriere revers: Stema orașului Ragusa și legenda circulară, sigla D M, c.p.e. Legendă revers: DUCAT ET SEM - REIP RAC 1771 | Muzeul Orășenesc Tecuci, Tecuci | Cimec    |
|      | Taler raguzan       | Datare: 1763 Descoperit: jud. Galați, com. Munteni, Țigănești Material: argint                        | Descriere avers: Bust spre stânga și legendă circulară, c.p.e. Descriere revers: Stema orașului Ragusa și legenda circulară, sigla G B, c.p.e. Legendă revers: DUCAT [ET SE]M - REIP RAC 1763 | Muzeul Orășenesc Tecuci, Tecuci | Cimec    |
|      | Taler raguzan       | Datare: 1760 Descoperit: jud. Galați, com. Munteni, Țigănești Material: argint                        | Descriere avers: Bust spre stânga și legendă circulară, c.p.e. Descriere revers: Stema orașului Ragusa și legenda circulară, sigla G B, c.p.e. Legendă revers: DUCAT [ET] SEM - REIP RAC 1760 | Muzeul Orășenesc Tecuci, Tecuci | Cimec    |
|      | Taler raguzan       | Datare: 1769 Descoperit: jud. Galați, com. Munteni, Țigănești Material: argint                        | Descriere avers: Bust spre stânga și legendă circulară, sigla G B, c.p.e. Descriere revers: Stema orașului Ragusa și legenda circulară, sigla D M, c.p.e. Legendă revers: DUCAT ET SEM - REIP RAC 1769 | Muzeul Orășenesc Tecuci, Tecuci | Cimec    |
|      | Taler raguzan       | Datare: 17[67] Descoperit: jud. Galați, com. Munteni, Țigănești Material: argint                      | Descriere avers: Bust spre stânga și legendă circulară, c.p.e. Descriere revers: Stema orașului Ragusa și legenda circulară, sigla G B, c.p.e. Legendă revers: DUCAT ET SEM - REIP RAC 17[..] (67 ?) | Muzeul Orășenesc Tecuci, Tecuci | Cimec    |
|      | Taler raguzan       | Datare: 1762 Descoperit: jud. Galați, com. Munteni, Țigănești Material: argint                        | Descriere avers: Bust spre stânga și legendă circulară, c.p.e. Descriere revers: Stema orașului Ragusa și legenda circulară, sigla G B, c.p.e. Legendă revers: DUCAT ET SEM - REIP RAC 1762 | Muzeul Orășenesc Tecuci, Tecuci | Cimec    |
|      | Taler raguzan       | Datare: 1768 Descoperit: jud. Galați, com. Munteni, Țigănești Material: argint                        | Descriere avers: Bust spre stânga și legendă circulară, sigla G B, c.p.e. Descriere revers: Stema orașului Ragusa și legenda circulară, sigla D M, c.p.e. Legendă revers: [DUCAT E]T SEM - REI[P RA]C 1768 | Muzeul Orășenesc Tecuci, Tecuci | Cimec    |
|      | Taler raguzan       | Datare: 1754 Descoperit: jud. Galați, com. Munteni, Țigănești Material: argint                        | Descriere avers: Bust spre stânga și legendă circulară, c.p.e. Descriere revers: Stema orașului Ragusa și legenda circulară, sigla C B, c.p.e. Legendă revers: DUCAT ET SEM - REIP RAC 1754 | Muzeul Orășenesc Tecuci, Tecuci | Cimec    |
|      | Taler raguzan       | Datare: 1755 Descoperit: jud. Galați, com. Munteni, Țigănești Material: argint                        | Descriere avers: Bust spre stânga și legendă circulară, c.p.e. Descriere revers: Stema orașului Ragusa și legenda circulară, sigla G B, c.p.e. Legendă revers: DUCAT ET SEM - REIP RAC 1755 | Muzeul Orășenesc Tecuci, Tecuci | Cimec    |
|      | Taler raguzan       | Datare: 1772 Descoperit: jud. Galați, com. Munteni, Țigănești Material: argint                        | Descriere avers: Bust spre stânga și legendă circulară, sigla G A, c.p.e. Descriere revers: Stema orașului Ragusa și legenda circulară, sigla D M, c.p.e. Legendă revers: DUCAT ET SEM - REIP RAC 1772 | Muzeul Orășenesc Tecuci, Tecuci | Cimec    |
|      | Taler raguzan       | Datare: 1772 Descoperit: jud. Galați, com. Munteni, Țigănești Material: argint                        | Descriere avers: Bust spre stânga și legendă circulară, sigla G A, c.p.e. Descriere revers: Stema orașului Ragusa și legenda circulară, sigla D M, c.p.e. Legendă revers: DUCAT ET SEM - REIP RAC 1772 | Muzeul Orășenesc Tecuci, Tecuci | Cimec    |
|      | Taler raguzan       | Datare: 1765 Descoperit: jud. Galați, com. Munteni, Țigănești Material: argint                        | Descriere avers: Bust spre stânga și legendă circulară, c.p.e. Descriere revers: Stema orașului Ragusa și legenda circulară, c.p.e. Legendă revers: DUCAT ET SEM - REIP RAC 1765 | Muzeul Orășenesc Tecuci, Tecuci | Cimec    |
|      | Taler raguzan       | Datare: 1763 Descoperit: jud. Galați, com. Munteni, Țigănești Material: argint                        | Descriere avers: Bust spre stânga și legendă circulară, c.p.e. Descriere revers: Stema orașului Ragusa și legenda circulară, sigla G B, c.p.e. Legendă revers: DUCAT ET SEM - REIP RAC 1763 | Muzeul Orășenesc Tecuci, Tecuci | Cimec    |
|      | Taler raguzan       | Datare: 1766 Descoperit: jud. Galați, com. Munteni, Țigănești Material: argint                        | Descriere avers: Bust spre stânga și legendă circulară, sigla D-B, c.p.e. Descriere revers: Stema orașului Ragusa și legenda circulară, sigla D B, c.p.e. Legendă revers: DUCAT E[T SE]M - REIP RAC 1766 | Muzeul Orășenesc Tecuci, Tecuci | Cimec    |
|      | Taler raguzan       | Datare: 1775 Descoperit: jud. Galați, com. Munteni, Țigănești Material: argint                        | Descriere avers: Bust spre stânga și legendă circulară, sigla G-A, c.p.e. Descriere revers: Stema orașului Ragusa și legenda circulară, sigla G A, c.p.e. Legendă revers: DUCAT ET SEM - REIP RAC 1775 | Muzeul Orășenesc Tecuci, Tecuci | Cimec    |
|      | Taler raguzan       | Datare: 1756 Descoperit: jud. Galați, com. Munteni, Țigănești Material: argint                        | Descriere avers: Bust spre stânga și legendă circulară, c.p.e. Descriere revers: Stema orașului Ragusa și legenda circulară, sigla G B, c.p.e. Legendă revers: DUCAT ET SEM - REIP RHAC 1756 | Muzeul Orășenesc Tecuci, Tecuci | Cimec    |
|      | Taler raguzan       | Datare: 1764 Descoperit: jud. Galați, com. Munteni, Țigănești Material: argint                        | Descriere avers: Bust spre stânga și legendă circulară, c.p.e. Descriere revers: Stema orașului Ragusa și legenda circulară, sigla G B, c.p.e. Legendă revers: DUCAT ET SEM - REIP RAC 1764 | Muzeul Orășenesc Tecuci, Tecuci | Cimec    |
|      | Taler raguzan       | Datare: 1757 Descoperit: jud. Galați, com. Munteni, Țigănești Material: argint                        | Descriere avers: Bust spre stânga și legendă circulară, c.p.e. Descriere revers: Stema orașului Ragusa și legenda circulară, sigla C B, c.p.e. Legendă revers: DUCAT ET SEM - REIP RAC 1757 | Muzeul Orășenesc Tecuci, Tecuci | Cimec    |
|      | Taler raguzan       | Datare: 1762 Descoperit: jud. Galați, com. Munteni, Țigănești Material: argint                        | Descriere avers: Bust spre stânga și legendă circulară, c.p.e. Descriere revers: Stema orașului Ragusa și legenda circulară, sigla G B, c.p.e. Legendă revers: DUCAT ET SEM - REIP RAC 1762 | Muzeul Orășenesc Tecuci, Tecuci | Cimec    |
|      | Ducat               | Datare: 1758 Descoperit: jud. Galați, com. Munteni, Țigănești Material: Aur                           | Descriere avers: Cavaler în picioare, spre stânga, purtând armură, ținând în mână un snop de șapte săgeți. Cerc perlat exterior. Milesimul 17/50. Armura tip 2. Funda de la snop tip 2. Scut mic în spatele căștii. Descriere revers: Legendă pe cinci rânduri, în cartuș ornat cu motive vegetale stilizate.Tip 2 Legendă revers: MO:ORD:/PROVIN:/FOEDER:/BELG.AD/LEG.IMP./.                           | Muzeul de Istorie, Galați       | Cimec    |
|      | Ducat               | Datare: 1758 Școală: Hermannstadt Descoperit: jud. Galați, com. Munteni, Țigănești Material: Aur      | Descriere avers: Bustul împărătesei Maria Theresia și legendă circulară, totul într-un cerc perlat exterior. Descriere revers: Vulturul bicefal, imperial, timbrat de o coroană închisă. Pe scutul central apare stema Transilvaniei.c.p.e. Legendă revers: AR.AU.DUX.BU.ME.P. TRAN.CO.TY.1759 | Muzeul de Istorie, Galați       | Cimec    |
|      | Ducat               | Datare: 1783 Descoperit: jud. Galați, com. Munteni, Țigănești Material: Aur                           | Descriere avers: Cavaler în picioare, spre stânga, purtând armură, ținând în mâna st. un snop de șapte săgeți. Cerc perlat exterior. Milesimul 17-38. armura de tip 1. Funda de la snop de tip 1. Descriere revers: Legendă pe cinci rânduri, în cartuș ornat cu motive vegetale stilizate. Tip 1. Legendă revers: MO:ORD:/PROVIN:/FOEDER:/BELG.AD/LEG.IMP./.                                           | Muzeul de Istorie, Galați       | Cimec    |
|      | Ducat               | Datare: 1750 Descoperit: jud. Galați, com. Munteni, Țigănești Material: Aur                           | Descriere avers: Cavaler în picioare, spre stânga, purtând armură, ținând în mâna st. un snop de șapte săgeți. Cerc perlat exterior. Milesimul 17-50. Armura de tip 1. Funda de la snop tip 1. Descriere revers: Legendă pe cinci rânduri, în cartuș ornat cu motive vegetale stilizate. Tip 1. Legendă revers: MO:ORD:/PROVIN:/FOEDER:/BELG.AD/LEG.IMP./.                                              | Muzeul de Istorie, Galați       | Cimec    |
|      | Ducat               | Datare: 1753 Descoperit: jud. Galați, com. Munteni, Țigănești Material: Aur                           | Descriere avers: Cavaler în picioare, spre stânga, purtând armură, ținând în mâna st. un snop de șapte săgeți. Cerc perlat exterior. Milesimul 17-53. Armura de tip 1. Funda de la snop tip 1. Descriere revers: Legendă pe cinci rânduri, în cartuș ornat cu motive vegetale stilizate. Tip 1. Legendă revers: MO:ORD:/PROVIN:/FOEDER:/BELG.AD/LEG.IMP./.                                              | Muzeul de Istorie, Galați       | Cimec    |
|      | Ducat               | Datare: 1753 Descoperit: jud. Galați, com. Munteni, Țigănești Material: Aur                           | Descriere avers: Cavaler în picioare, spre stânga, purtând armură, ținând în mâna st. un snop de șapte săgeți. Cerc perlat exterior. Milesimul 17-50. Armura de tip 1. Funda de la snop tip 1. Descriere revers: Legendă pe cinci rânduri, în cartuș ornat cu motive vegetale stilizate. Tip 1. Legendă revers: MO:ORD:/PROVIN:/FOEDER:/BELG.AD/LEG.IMP./.                                              | Muzeul de Istorie, Galați       | Cimec    |
|      | Ducat               | Datare: 1755 Descoperit: jud. Galați, com. Munteni, Țigănești Material: Aur                           | Descriere avers: Cavaler în picioare, spre stânga, purtând armură, ținând în mâna st. un snop de șapte săgeți. Cerc perlat exterior. Milesimul 17-55. Armura de tip 1. Funda de la snop tip 1. Descriere revers: Legendă pe cinci rânduri, în cartuș ornat cu motive vegetale stilizate. Tip 1. Legendă revers: MO:ORD:/PROVIN:/FOEDER:/BELG.AD/LEG.IMP./.                                              | Muzeul de Istorie, Galați       | Cimec    |
|      | Ducat               | Datare: 1757 Descoperit: jud. Galați, com. Munteni, Țigănești Material: Aur                           | Descriere avers: Cavaler în picioare, spre stânga, purtând armură, ținând în mâna st. un snop de șapte săgeți. Cerc perlat exterior. Milesimul 17-57. Armura de tip 1. Funda de la snop tip 1. Descriere revers: Legendă pe cinci rânduri, în cartuș ornat cu motive vegetale stilizate. Tip 1. Legendă revers: MO:ORD:/PROVIN:/FOEDER:/BELG.AD/LEG.IMP./.                                              | Muzeul de Istorie, Galați       | Cimec    |
|      | Ducat               | Datare: 1757 Descoperit: jud. Galați, com. Munteni, Țigănești Material: Aur                           | Descriere avers: Cavaler în picioare, spre stânga, purtând armură, ținând în mâna st. un snop de șapte săgeți. Cerc perlat exterior. Milesimul 17-57. Armura de tip 1. Funda de la snop tip 1. Descriere revers: Legendă pe cinci rânduri, în cartuș ornat cu motive vegetale stilizate. Tip 1. Legendă revers: MO:ORD:/PROVIN:/FOEDER:/BELG.AD/LEG.IMP./.                                              | Muzeul de Istorie, Galați       | Cimec    |
|      | Ducat               | Datare: 1758 Descoperit: jud. Galați, com. Munteni, Țigănești Material: Aur                           | Descriere avers: Cavaler în picioare, spre stânga, purtând armură, ținând în mâna st. un snop de șapte săgeți. Cerc perlat exterior. Milesimul 17-58. Armura de tip 1. Funda de la snop tip 1. Descriere revers: Legendă pe cinci rânduri, în cartuș ornat cu motive vegetale stilizate. Tip 1. Legendă revers: MO:ORD:/PROVIN:/FOEDER:/BELG.AD/LEG.IMP./.                                              | Muzeul de Istorie, Galați       | Cimec    |
|      | Ducat               | Datare: 1758 Descoperit: jud. Galați, com. Munteni, Țigănești Material: Aur                           | Descriere avers: Cavaler în picioare, spre stânga, purtând armură, ținând în mâna st. un snop de șapte săgeți. Cerc perlat exterior. Milesimul 17-58. Armura de tip 1. Funda de la snop tip 1. Descriere revers: Legendă pe cinci rânduri, în cartuș ornat cu motive vegetale stilizate. Tip 1. Legendă revers: MO:ORD:/PROVIN:/FOEDER:/BELG.AD/LEG.IMP./.                                              | Muzeul de Istorie, Galați       | Cimec    |
|      | Ducat               | Datare: 1759 Descoperit: jud. Galați, com. Munteni, Țigănești Material: Aur                           | Descriere avers: Cavaler în picioare, spre stânga, purtând armură, ținând în mâna st. un snop de șapte săgeți. Cerc perlat exterior. Milesimul 17-58. Armura de tip 1. Funda de la snop tip 1. Descriere revers: Legendă pe cinci rânduri, în cartuș ornat cu motive vegetale stilizate. Tip 1. Legendă revers: MO:ORD:/PROVIN:/FOEDER:/BELG.AD/LEG.IMP./.                                              | Muzeul de Istorie, Galați       | Cimec    |
|      | Ducat               | Datare: 1758 Descoperit: jud. Galați, com. Munteni, Țigănești Material: Aur                           | Descriere avers: Cavaler în picioare, spre stânga, purtând armură, ținând în mâna st. un snop de șapte săgeți. Cerc perlat exterior. Milesimul 17-50. Armura de tip 2. Funda de la snop tip 2. Scut mic în spatele căștii. Descriere revers: Legendă pe cinci rânduri, în cartuș ornat cu motive vegetale stilizate. Tip 2. Legendă revers: MO:ORD:/PROVIN:/FOEDER:/BELG.AD/LEG.IMP./.                  | Muzeul de Istorie, Galați       | Cimec    |
|      | Ducat               | Datare: 1759 Descoperit: jud. Galați, com. Munteni, Țigănești Material: Aur                           | Descriere avers: Cavaler în picioare, spre stânga, purtând armură, ținând în mâna st. un snop de șapte săgeți. Cerc perlat exterior. Milesimul 17-59. Armura de tip 2. Funda de la snop tip 2. Scut mic în spatele căștii. Descriere revers: Legendă pe cinci rânduri, în cartuș ornat cu motive vegetale stilizate. Tip 2. Legendă revers: MO:ORD:/PROVIN:/FOEDER:/BELG.AD/LEG.IMP./.                  | Muzeul de Istorie, Galați       | Cimec    |
|      | Ducat               | Datare: 1759 Descoperit: jud. Galați, com. Munteni, Țigănești Material: Aur                           | Descriere avers: Cavaler în picioare, spre stânga, purtând armură, ținând în mâna st. un snop de șapte săgeți. Cerc perlat exterior. Milesimul 17-59. Armura de tip 1. Funda de la snop tip 1. Descriere revers: Legendă pe cinci rânduri, în cartuș ornat cu motive vegetale stilizate. Tip 1. Legendă revers: MO:ORD:/PROVIN:/FOEDER:/BELG.AD/LEG.IMP./.                                              | Muzeul de Istorie, Galați       | Cimec    |
|      | Ducat               | Datare: 1760 Descoperit: jud. Galați, com. Munteni, Țigănești Material: Aur                           | Descriere avers: Cavaler în picioare, spre stânga, purtând armură, ținând în mâna st. un snop de șapte săgeți. Cerc perlat exterior. Milesimul 17-60. Armura de tip 1. Funda de la snop tip 1. Descriere revers: Legendă pe cinci rânduri, în cartuș ornat cu motive vegetale stilizate. Tip 1. Legendă revers: MO:ORD:/PROVIN:/FOEDER:/BELG.AD/LEG.IMP./.                                              | Muzeul de Istorie, Galați       | Cimec    |
|      | Ducat               | Datare: 1760 Descoperit: jud. Galați, com. Munteni, Țigănești Material: Aur                           | Descriere avers: Cavaler în picioare, spre stânga, purtând armură, ținând în mâna st. un snop de șapte săgeți. Cerc perlat exterior. Milesimul 17-60. Armura de tip 2. Funda de la snop tip 2. Scut mic în spatele căștii. Descriere revers: Legendă pe cinci rânduri, în cartuș ornat cu motive vegetale stilizate. Tip 2. Legendă revers: MO:ORD:/PROVIN:/FOEDER:/BELG.AD/LEG.IMP./.                  | Muzeul de Istorie, Galați       | Cimec    |
|      | Ducat               | Datare: 1760 Descoperit: jud. Galați, com. Munteni, Țigănești Material: Aur                           | Descriere avers: Cavaler în picioare, spre stânga, purtând armură, ținând în mâna st. un snop de șapte săgeți. Cerc perlat exterior. Milesimul 17-60. Armura de tip 2. Funda de la snop tip 2. Scut mic în spatele căștii. Descriere revers: Legendă pe cinci rânduri, în cartuș ornat cu motive vegetale stilizate. Tip 2. Legendă revers: MO:ORD:/PROVIN:/FOEDER:/BELG.AD/LEG.IMP./.                  | Muzeul de Istorie, Galați       | Cimec    |
|      | Ducat               | Datare: 1761 Descoperit: jud. Galați, com. Munteni, Țigănești Material: Aur                           | Descriere avers: Cavaler în picioare, spre stânga, purtând armură, ținând în mâna st. un snop de șapte săgeți. Cerc perlat exterior. Milesimul 17-61. Armura de tip 1. Funda de la snop tip 1. Descriere revers: Legendă pe cinci rânduri, în cartuș ornat cu motive vegetale stilizate. Tip 1. Legendă revers: MO:ORD:/PROVIN:/FOEDER:/BELG.AD/LEG.IMP./.                                              | Muzeul de Istorie, Galați       | Cimec    |
|      | Ducat               | Datare: 1761 Descoperit: jud. Galați, com. Munteni, Țigănești Material: Aur                           | Descriere avers: Cavaler în picioare, spre stânga, purtând armură, ținând în mâna st. un snop de șapte săgeți. Cerc perlat exterior. Milesimul 17-61. Armura de tip 1. Funda de la snop tip 1. Descriere revers: Legendă pe cinci rânduri, în cartuș ornat cu motive vegetale stilizate. Tip 1. Legendă revers: MO:ORD:/PROVIN:/FOEDER:/BELG.AD/LEG.IMP./.                                              | Muzeul de Istorie, Galați       | Cimec    |
|      | Ducat               | Datare: 1761 Descoperit: jud. Galați, com. Munteni, Țigănești Material: Aur                           | Descriere avers: Cavaler în picioare, spre stânga, purtând armură, ținând în mâna st. un snop de șapte săgeți. Cerc perlat exterior. Milesimul 17-59. Armura de tip 1. Funda de la snop tip 1. Descriere revers: Legendă pe cinci rânduri, în cartuș ornat cu motive vegetale stilizate. Tip 1. Legendă revers: MO:ORD:/PROVIN:/FOEDER:/BELG.AD/LEG.IMP./.                                              | Muzeul de Istorie, Galați       | Cimec    |
|      | Ducat               | Datare: 1761 Descoperit: jud. Galați, com. Munteni, Țigănești Material: Aur                           | Descriere avers: Cavaler în picioare, spre stânga, purtând armură, ținând în mâna st. un snop de șapte săgeți. Cerc perlat exterior. Milesimul 17-61. Armura de tip 1. Funda de la snop tip 1. Descriere revers: Legendă pe cinci rânduri, în cartuș ornat cu motive vegetale stilizate. Tip 1. Legendă revers: MO:ORD:/PROVIN:/FOEDER:/BELG.AD/LEG.IMP./.                                              | Muzeul de Istorie, Galați       | Cimec    |
|      | Ducat               | Datare: 1761 Descoperit: jud. Galați, com. Munteni, Țigănești Material: Aur                           | Descriere avers: Cavaler în picioare, spre stânga, purtând armură, ținând în mâna st. un snop de șapte săgeți. Cerc perlat exterior. Milesimul 17-61. Armura de tip 2. Funda de la snop tip 2. Scut mic în spatele căștii. Descriere revers: Legendă pe cinci rânduri, în cartuș ornat cu motive vegetale stilizate. Tip 2. Legendă revers: MO:ORD:/PROVIN:/FOEDER:/BELG.AD/LEG.IMP./.                  | Muzeul de Istorie, Galați       | Cimec    |
|      | Ducat               | Datare: 1761 Descoperit: jud. Galați, com. Munteni, Țigănești Material: Aur                           | Descriere avers: Cavaler în picioare, spre stânga, purtând armură, ținând în mâna st. un snop de șapte săgeți. Cerc perlat exterior. Milesimul 17-61. Armura de tip 3. Funda de la snop tip 3. Cocoș în spatele căștii. Descriere revers: Legendă pe cinci rânduri, în cartuș ornat cu motive vegetale stilizate. Tip 3. Legendă revers: MO:ORD:/PROVIN:/FOEDER:/BELG.AD/LEG.IMP./.                     | Muzeul de Istorie, Galați       | Cimec    |
|      | Ducat               | Datare: 1762 Descoperit: jud. Galați, com. Munteni, Țigănești Material: Aur                           | Descriere avers: Cavaler în picioare, spre stânga, purtând armură, ținând în mâna st. un snop de șapte săgeți. Cerc perlat exterior. Milesimul 17-62. Armura de tip 1. Funda de la snop tip 1. Descriere revers: Legendă pe cinci rânduri, în cartuș ornat cu motive vegetale stilizate. Tip 1. Legendă revers: MO:ORD:/PROVIN:/FOEDER:/BELG.AD/LEG.IMP./.                                              | Muzeul de Istorie, Galați       | Cimec    |
|      | Ducat               | Datare: 1763 Descoperit: jud. Galați, com. Munteni, Țigănești Material: Aur                           | Descriere avers: Cavaler în picioare, spre stânga, purtând armură, ținând în mâna st. un snop de șapte săgeți. Cerc perlat exterior. Milesimul 17-63. Armura de tip 1. Funda de la snop tip 1. Descriere revers: Legendă pe cinci rânduri, în cartuș ornat cu motive vegetale stilizate. Tip 1. Legendă revers: MO:ORD:/PROVIN:/FOEDER:/BELG.AD/LEG.IMP./.                                              | Muzeul de Istorie, Galați       | Cimec    |
|      | Ducat               | Datare: 1762 Descoperit: jud. Galați, com. Munteni, Țigănești Material: Aur                           | Descriere avers: Cavaler în picioare, spre stânga, purtând armură, ținând în mâna st. un snop de șapte săgeți. Cerc perlat exterior. Milesimul 17-62. Armura de tip 2. Funda de la snop tip 2. Descriere revers: Legendă pe cinci rânduri, în cartuș ornat cu motive vegetale stilizate. Tip 2. Legendă revers: MO:ORD:/PROVIN:/FOEDER:/BELG.AD/LEG.IMP./.                                              | Muzeul de Istorie, Galați       | Cimec    |
|      | Ducat               | Datare: 1764 Descoperit: jud. Galați, com. Munteni, Țigănești Material: Aur                           | Descriere avers: Cavaler în picioare, spre stânga, purtând armură, ținând în mâna st. un snop de șapte săgeți. Cerc perlat exterior. Milesimul 17-64. Armura de tip 1. Funda de la snop tip 1. Descriere revers: Legendă pe cinci rânduri, în cartuș ornat cu motive vegetale stilizate. Tip 1. Legendă revers: MO:ORD:/PROVIN:/FOEDER:/BELG.AD/LEG.IMP./.                                              | Muzeul de Istorie, Galați       | Cimec    |
|      | Ducat               | Datare: 1765 Descoperit: jud. Galați, com. Munteni, Țigănești Material: Aur                           | Descriere avers: Cavaler în picioare, spre stânga, purtând armură, ținând în mâna st. un snop de șapte săgeți. Cerc perlat exterior. Milesimul 17-65. Armura de tip 1. Funda de la snop tip 1. Descriere revers: Legendă pe cinci rânduri, în cartuș ornat cu motive vegetale stilizate. Tip 1. Legendă revers: MO:ORD:/PROVIN:/FOEDER:/BELG.AD/LEG.IMP./.                                              | Muzeul de Istorie, Galați       | Cimec    |
|      | Ducat               | Datare: 1766 Descoperit: jud. Galați, com. Munteni, Țigănești Material: Aur                           | Descriere avers: Cavaler în picioare, spre stânga, purtând armură, ținând în mâna st. un snop de șapte săgeți. Cerc perlat exterior. Milesimul 17-66. Armura de tip 4. Funda de la snop tip 4. Descriere revers: Legendă pe cinci rânduri, în cartuș ornat cu motive vegetale stilizate. Cerc perlat exterior. Tip 4. Legendă revers: MO:ORD:/PROVIN:/FOEDER:/BELG.AD/LEG.IMP./.                        | Muzeul de Istorie, Galați       | Cimec    |
|      | Ducat               | Datare: 1768 Descoperit: jud. Galați, com. Munteni, Țigănești Material: Aur                           | Descriere avers: Cavaler în picioare, spre stânga, purtând armură, ținând în mâna st. un snop de șapte săgeți. Cerc perlat exterior. Milesimul 17-68. Armura de tip 1. Funda de la snop tip 1. Descriere revers: Legendă pe cinci rânduri, în cartuș ornat cu motive vegetale stilizate. Tip 1. Legendă revers: MO:ORD:/PROVIN:/FOEDER:/BELG.AD/LEG.IMP./.                                              | Muzeul de Istorie, Galați       | Cimec    |
|      | Ducat               | Datare: 1768 Descoperit: jud. Galați, com. Munteni, Țigănești Material: Aur                           | Descriere avers: Cavaler în picioare, spre stânga, purtând armură, ținând în mâna st. un snop de șapte săgeți. Cerc perlat exterior. Milesimul 17-68. Armura de tip 1. Funda de la snop tip 1. Descriere revers: Legendă pe cinci rânduri, în cartuș ornat cu motive vegetale stilizate. Tip 1. Legendă revers: MO:ORD:/PROVIN:/FOEDER:/BELG.AD/LEG.IMP./.                                              | Muzeul de Istorie, Galați       | Cimec    |
|      | Ducat               | Datare: 1768 Descoperit: jud. Galați, com. Munteni, Țigănești Material: Aur                           | Descriere avers: Cavaler în picioare, spre stânga, purtând armură, ținând în mâna st. un snop de șapte săgeți. Cerc perlat exterior. Milesimul 17-68. Armura de tip 1. Funda de la snop tip 1. Descriere revers: Legendă pe cinci rânduri, în cartuș ornat cu motive vegetale stilizate. Tip 1. Legendă revers: MO:ORD:/PROVIN:/FOEDER:/BELG.AD/LEG.IMP./.                                              | Muzeul de Istorie, Galați       | Cimec    |
|      | Ducat               | Datare: 1768 Descoperit: jud. Galați, com. Munteni, Țigănești Material: Aur                           | Descriere avers: Cavaler în picioare, spre stânga, purtând armură, ținând în mâna st. un snop de șapte săgeți. Cerc perlat exterior. Milesimul 17-68. Armura de tip 2. Funda de la snop tip 2. Descriere revers: Legendă pe cinci rânduri, în cartuș ornat cu motive vegetale stilizate. Tip 2. Legendă revers: MO:ORD:/PROVIN:/FOEDER:/BELG.AD/LEG.IMP./.                                              | Muzeul de Istorie, Galați       | Cimec    |
|      | Ducat               | Datare: 1769 Descoperit: jud. Galați, com. Munteni, Țigănești Material: Aur                           | Descriere avers: Cavaler în picioare, spre stânga, purtând armură, ținând în mâna st. un snop de șapte săgeți. Cerc perlat exterior. Milesimul 17-69. Armura de tip 1. Funda de la snop tip 1. Descriere revers: Legendă pe cinci rânduri, în cartuș ornat cu motive vegetale stilizate. Tip 1. Legendă revers: MO:ORD:/PROVIN:/FOEDER:/BELG.AD/LEG.IMP./.                                              | Muzeul de Istorie, Galați       | Cimec    |
|      | Ducat               | Datare: 1769 Descoperit: jud. Galați, com. Munteni, Țigănești Material: Aur                           | Descriere avers: Cavaler în picioare, spre stânga, purtând armură, ținând în mâna st. un snop de șapte săgeți. Cerc perlat exterior. Milesimul 17-69. Armura de tip 1. Funda de la snop tip 1. Descriere revers: Legendă pe cinci rânduri, în cartuș ornat cu motive vegetale stilizate. Tip 1. Legendă revers: MO:ORD:/PROVIN:/FOEDER:/BELG.AD/LEG.IMP./.                                              | Muzeul de Istorie, Galați       | Cimec    |
|      | Ducat               | Datare: 1769 Descoperit: jud. Galați, com. Munteni, Țigănești Material: Aur                           | Descriere avers: Cavaler în picioare, spre stânga, purtând armură, ținând în mâna st. un snop de șapte săgeți. Cerc perlat exterior. Milesimul 17-69. Armura de tip 1. Funda de la snop tip 1. Descriere revers: Legendă pe cinci rânduri, în cartuș ornat cu motive vegetale stilizate. Tip 1. Legendă revers: MO:ORD:/PROVIN:/FOEDER:/BELG.AD/LEG.IMP./.                                              | Muzeul de Istorie, Galați       | Cimec    |
|      | Ducat               | Datare: 1769 Descoperit: jud. Galați, com. Munteni, Țigănești Material: Aur                           | Descriere avers: Cavaler în picioare, spre stânga, purtând armură, ținând în mâna st. un snop de șapte săgeți. Cerc perlat exterior. Milesimul 17-69. Armura de tip 1. Funda de la snop tip 1. Descriere revers: Legendă pe cinci rânduri, în cartuș ornat cu motive vegetale stilizate. Tip 1. Legendă revers: MO:ORD:/PROVIN:/FOEDER:/BELG.AD/LEG.IMP./.                                              | Muzeul de Istorie, Galați       | Cimec    |
|      | Ducat               | Datare: 1769 Descoperit: jud. Galați, com. Munteni, Țigănești Material: Aur                           | Descriere avers: Cavaler în picioare, spre stânga, purtând armură, ținând în mâna st. un snop de șapte săgeți. Cerc perlat exterior. Milesimul 17-69. Armura de tip 1. Funda de la snop tip 1. Descriere revers: Legendă pe cinci rânduri, în cartuș ornat cu motive vegetale stilizate. Tip 1. Legendă revers: MO:ORD:/PROVIN:/FOEDER:/BELG.AD/LEG.IMP./.                                              | Muzeul de Istorie, Galați       | Cimec    |
|      | Ducat               | Datare: 1769 Descoperit: jud. Galați, com. Munteni, Țigănești Material: Aur                           | Descriere avers: Cavaler în picioare, spre stânga, purtând armură, ținând în mâna st. un snop de șapte săgeți. Cerc perlat exterior. Milesimul 17-69. Cerc perlat exterior. Armura de tip 2. Funda de la snop tip 2. Descriere revers: Legendă pe cinci rânduri, în cartuș ornat cu motive vegetale stilizate. Tip 2. Legendă revers: MO:ORD:/PROVIN:/FOEDER:/BELG.AD/LEG.IMP./.                        | Muzeul de Istorie, Galați       | Cimec    |
|      | Ducat               | Datare: 1769 Descoperit: jud. Galați, com. Munteni, Țigănești Material: Aur                           | Descriere avers: Cavaler în picioare, spre stânga, purtând armură, ținând în mâna st. un snop de șapte săgeți. Cerc perlat exterior. Milesimul 17-69. Cerc perlat exterior. Armura de tip 2. Funda de la snop tip 2. Descriere revers: Legendă pe cinci rânduri, în cartuș ornat cu motive vegetale stilizate. Tip 2. Legendă revers: MO:ORD:/PROVIN:/FOEDER:/BELG.AD/LEG.IMP./.                        | Muzeul de Istorie, Galați       | Cimec    |
|      | Ducat               | Datare: 1769 Descoperit: jud. Galați, com. Munteni, Țigănești Material: Aur                           | Descriere avers: Cavaler în picioare, spre stânga, purtând armură, ținând în mâna st. un snop de șapte săgeți. Cerc perlat exterior. Milesimul 17-69. Cerc perlat exterior. Armura de tip 2. Funda de la snop tip 2. Descriere revers: Legendă pe cinci rânduri, în cartuș ornat cu motive vegetale stilizate. Tip 2. Legendă revers: MO:ORD:/PROVIN:/FOEDER:/BELG.AD/LEG.IMP./.                        | Muzeul de Istorie, Galați       | Cimec    |
|      | Ducat               | Datare: 1770 Descoperit: jud. Galați, com. Munteni, Țigănești Material: Aur                           | Descriere avers: Cavaler în picioare, spre stânga, purtând armură, ținând în mâna st. un snop de șapte săgeți. Cerc perlat exterior. Milesimul 17-70. Cerc perlat exterior. Armura de tip 1. Funda de la snop tip 1. Descriere revers: Legendă pe cinci rânduri, în cartuș ornat cu motive vegetale stilizate. Tip 1. Legendă revers: MO:ORD:/PROVIN:/FOEDER:/BELG.AD/LEG.IMP./.                        | Muzeul de Istorie, Galați       | Cimec    |
|      | Ducat               | Datare: 1770 Descoperit: jud. Galați, com. Munteni, Țigănești Material: Aur                           | Descriere avers: Cavaler în picioare, spre stânga, purtând armură, ținând în mâna st. un snop de șapte săgeți. Cerc perlat exterior. Milesimul 17-70. Cerc perlat exterior. Armura de tip 1. Funda de la snop tip 1. Descriere revers: Legendă pe cinci rânduri, în cartuș ornat cu motive vegetale stilizate. Tip 1. Legendă revers: MO:ORD:/PROVIN:/FOEDER:/BELG.AD/LEG.IMP./.                        | Muzeul de Istorie, Galați       | Cimec    |
|      | Ducat               | Datare: 1770 Descoperit: jud. Galați, com. Munteni, Țigănești Material: Aur                           | Descriere avers: Cavaler în picioare, spre stânga, purtând armură, ținând în mâna st. un snop de șapte săgeți. Cerc perlat exterior. Milesimul 17-70. Cerc perlat exterior. Armura de tip 1. Funda de la snop tip 1. Descriere revers: Legendă pe cinci rânduri, în cartuș ornat cu motive vegetale stilizate. Tip 1. Legendă revers: MO:ORD:/PROVIN:/FOEDER:/BELG.AD/LEG.IMP./.                        | Muzeul de Istorie, Galați       | Cimec    |
|      | Ducat               | Datare: 1770 Descoperit: jud. Galați, com. Munteni, Țigănești Material: Aur                           | Descriere avers: Cavaler în picioare, spre stânga, purtând armură, ținând în mâna st. un snop de șapte săgeți. Cerc perlat exterior. Milesimul 17-70. Cerc perlat exterior. Armura de tip 1. Funda de la snop tip 1. Descriere revers: Legendă pe cinci rânduri, în cartuș ornat cu motive vegetale stilizate. Tip 1. Legendă revers: MO:ORD:/PROVIN:/FOEDER:/BELG.AD/LEG.IMP./.                        | Muzeul de Istorie, Galați       | Cimec    |
|      | Ducat               | Datare: 1770 Descoperit: jud. Galați, com. Munteni, Țigănești Material: Aur                           | Descriere avers: Cavaler în picioare, spre stânga, purtând armură, ținând în mâna st. un snop de șapte săgeți. Cerc perlat exterior. Milesimul 17-70. Cerc perlat exterior. Armura de tip 1. Funda de la snop tip 1. Descriere revers: Legendă pe cinci rânduri, în cartuș ornat cu motive vegetale stilizate. Tip 1. Legendă revers: MO:ORD:/PROVIN:/FOEDER:/BELG.AD/LEG.IMP./.                        | Muzeul de Istorie, Galați       | Cimec    |
|      | Ducat               | Datare: 1770 Descoperit: jud. Galați, com. Munteni, Țigănești Material: Aur                           | Descriere avers: Cavaler în picioare, spre stânga, purtând armură, ținând în mâna st. un snop de șapte săgeți. Cerc perlat exterior. Milesimul 17-70. Cerc perlat exterior. Armura de tip 1. Funda de la snop tip 1. Descriere revers: Legendă pe cinci rânduri, în cartuș ornat cu motive vegetale stilizate. Tip 1. Legendă revers: MO:ORD:/PROVIN:/FOEDER:/BELG.AD/LEG.IMP./.                        | Muzeul de Istorie, Galați       | Cimec    |
|      | Ducat               | Datare: 1770 Descoperit: jud. Galați, com. Munteni, Țigănești Material: Aur                           | Descriere avers: Cavaler în picioare, spre stânga, purtând armură, ținând în mâna st. un snop de șapte săgeți. Cerc perlat exterior. Milesimul 17-70. Cerc perlat exterior. Armura de tip 1. Funda de la snop tip 1. Descriere revers: Legendă pe cinci rânduri, în cartuș ornat cu motive vegetale stilizate. Tip 1. Legendă revers: MO:ORD:/PROVIN:/FOEDER:/BELG.AD/LEG.IMP./.                        | Muzeul de Istorie, Galați       | Cimec    |
|      | Ducat               | Datare: 1770 Descoperit: jud. Galați, com. Munteni, Țigănești Material: Aur                           | Descriere avers: Cavaler în picioare, spre stânga, purtând armură, ținând în mâna st. un snop de șapte săgeți. Cerc perlat exterior. Milesimul 17-70. Cerc perlat exterior. Armura de tip 1. Funda de la snop tip 1. Descriere revers: Legendă pe cinci rânduri, în cartuș ornat cu motive vegetale stilizate. Tip 1. Legendă revers: MO:ORD:/PROVIN:/FOEDER:/BELG.AD/LEG.IMP./.                        | Muzeul de Istorie, Galați       | Cimec    |
|      | Ducat               | Datare: 1770 Descoperit: jud. Galați, com. Munteni, Țigănești Material: Aur                           | Descriere avers: Cavaler în picioare, spre stânga, purtând armură, ținând în mâna st. un snop de șapte săgeți. Cerc perlat exterior. Milesimul 17-70. Cerc perlat exterior. Armura de tip 1. Funda de la snop tip 1. Descriere revers: Legendă pe cinci rânduri, în cartuș ornat cu motive vegetale stilizate. Tip 1. Legendă revers: MO:ORD:/PROVIN:/FOEDER:/BELG.AD/LEG.IMP./.                        | Muzeul de Istorie, Galați       | Cimec    |
|      | Ducat               | Datare: 1770 Descoperit: jud. Galați, com. Munteni, Țigănești Material: Aur                           | Descriere avers: Cavaler în picioare, spre stânga, purtând armură, ținând în mâna st. un snop de șapte săgeți. Cerc perlat exterior. Milesimul 17-70. Cerc perlat exterior. Armura de tip 1. Funda de la snop tip 1. Descriere revers: Legendă pe cinci rânduri, în cartuș ornat cu motive vegetale stilizate. Tip 1. Legendă revers: MO:ORD:/PROVIN:/FOEDER:/BELG.AD/LEG.IMP./.                        | Muzeul de Istorie, Galați       | Cimec    |
|      | Ducat               | Datare: 1769 Descoperit: jud. Galați, com. Munteni, Țigănești Material: Aur                           | Descriere avers: Cavaler în picioare, spre stânga, purtând armură, ținând în mâna st. un snop de șapte săgeți. Cerc perlat exterior. Milesimul 17-69. Cerc perlat exterior. Armura de tip 2. Funda de la snop tip 2. Descriere revers: Legendă pe cinci rânduri, în cartuș ornat cu motive vegetale stilizate. Tip 2. Legendă revers: MO:ORD:/PROVIN:/FOEDER:/BELG.AD/LEG.IMP./.                        | Muzeul de Istorie, Galați       | Cimec    |
|      | Ducat               | Datare: 1769 Descoperit: jud. Galați, com. Munteni, Țigănești Material: Aur                           | Descriere avers: Cavaler în picioare, spre stânga, purtând armură, ținând în mâna st. un snop de șapte săgeți. Cerc perlat exterior. Milesimul 17-69. Cerc perlat exterior. Armura de tip 2. Funda de la snop tip 2. Descriere revers: Legendă pe cinci rânduri, în cartuș ornat cu motive vegetale stilizate. Tip 2. Legendă revers: MO:ORD:/PROVIN:/FOEDER:/BELG.AD/LEG.IMP./.                        | Muzeul de Istorie, Galați       | Cimec    |
|      | Ducat               | Datare: 1771 Descoperit: jud. Galați, com. Munteni, Țigănești Material: Aur                           | Descriere avers: Cavaler în picioare, spre stânga, purtând armură, ținând în mâna st. un snop de șapte săgeți. Cerc perlat exterior. Milesimul 17-71. Cerc perlat exterior. Armura de tip 1. Funda de la snop tip 1. Descriere revers: Legendă pe cinci rânduri, în cartuș ornat cu motive vegetale stilizate. Tip 1. Legendă revers: MO:ORD:/PROVIN:/FOEDER:/BELG.AD/LEG.IMP./.                        | Muzeul de Istorie, Galați       | Cimec    |
|      | Ducat               | Datare: 1770 Descoperit: jud. Galați, com. Munteni, Țigănești Material: Aur                           | Descriere avers: Cavaler în picioare, spre stânga, purtând armură, ținând în mâna st. un snop de șapte săgeți. Cerc perlat exterior. Milesimul 17-71. Cerc perlat exterior. Armura de tip 1. Funda de la snop tip 1. Descriere revers: Legendă pe cinci rânduri, în cartuș ornat cu motive vegetale stilizate. Tip 1. Legendă revers: MO:ORD:/PROVIN:/FOEDER:/BELG.AD/LEG.IMP./.                        | Muzeul de Istorie, Galați       | Cimec    |
|      | Ducat               | Datare: 1770 Descoperit: jud. Galați, com. Munteni, Țigănești Material: Aur                           | Descriere avers: Cavaler în picioare, spre stânga, purtând armură, ținând în mâna st. un snop de șapte săgeți. Cerc perlat exterior. Milesimul 17-70. Cerc perlat exterior. Armura de tip 1. Funda de la snop tip 1. Descriere revers: Legendă pe cinci rânduri, în cartuș ornat cu motive vegetale stilizate. Tip 1. Legendă revers: MO:ORD:/PROVIN:/FOEDER:/BELG.AD/LEG.IMP./.                        | Muzeul de Istorie, Galați       | Cimec    |
|      | Ducat               | Datare: 1770 Descoperit: jud. Galați, com. Munteni, Țigănești Material: Aur                           | Descriere avers: Cavaler în picioare, spre stânga, purtând armură, ținând în mâna st. un snop de șapte săgeți. Cerc perlat exterior. Milesimul 17-70. Cerc perlat exterior. Armura de tip 1. Funda de la snop tip 1. Descriere revers: Legendă pe cinci rânduri, în cartuș ornat cu motive vegetale stilizate. Tip 1. Legendă revers: MO:ORD:/PROVIN:/FOEDER:/BELG.AD/LEG.IMP./.                        | Muzeul de Istorie, Galați       | Cimec    |